# Reberziehung

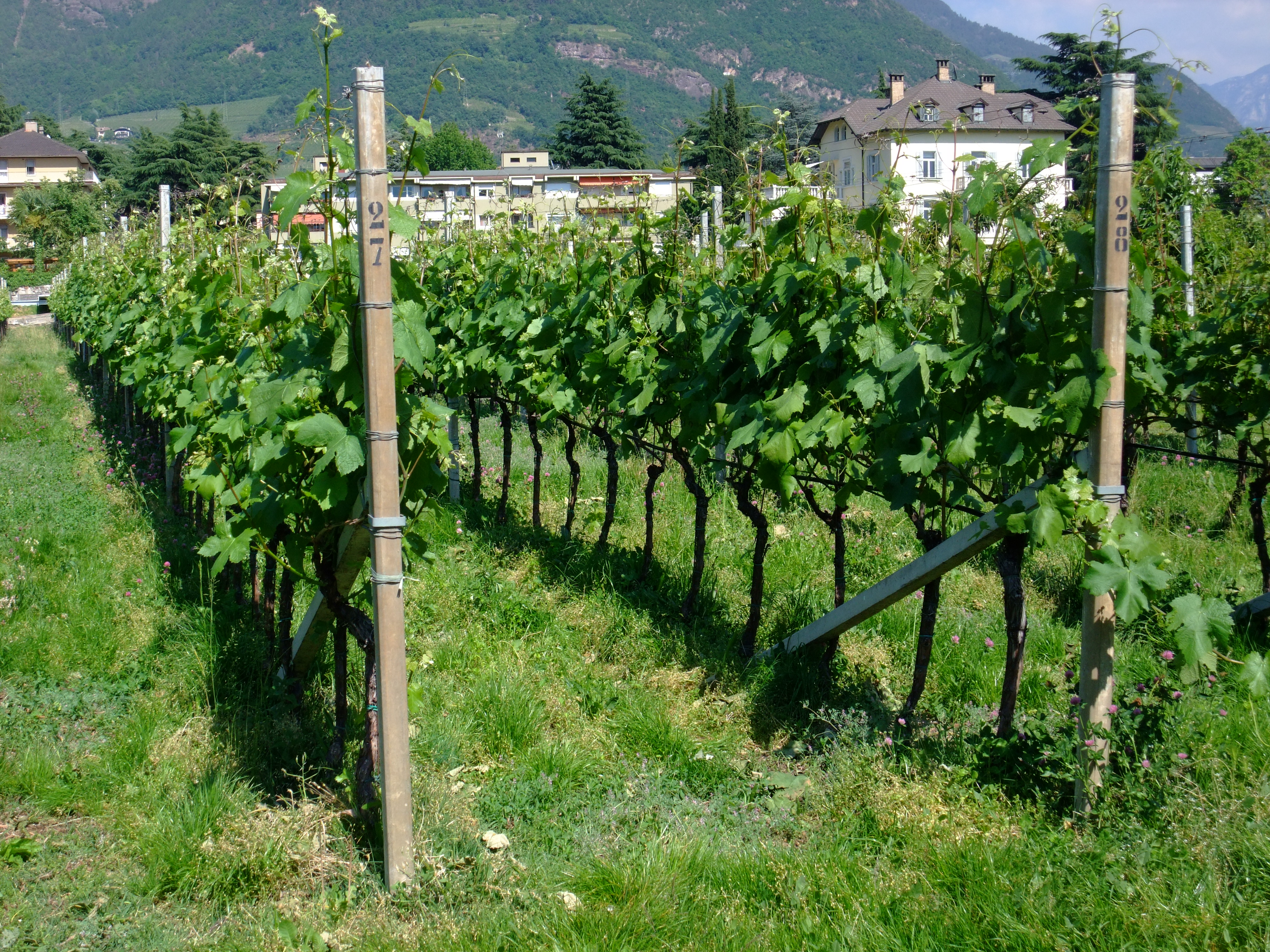
Spaliererziehung in Südtirol

Unter Reberziehung oder Rebenerziehung versteht man im Weinbau alle Maßnahmen, die ein charakteristisches Stockgerüst aus dem alten Holz der Rebstöcke ergeben, wobei die Pflanzentfernung, das Unterstützungsgerüst (Stecken, Pfähle (Stickel), Spanndrähte u. a.) und der Schnitt des einjährigen Holzes (Schnittlänge, Anordnung, Formierung) mitentscheidend sind. Damit ergibt sich ein bestimmtes Erziehungssystem. Mit jährlichen Rebschnittmaßnahmen (Winterschnitt, Sommerschnitt – Laubarbeiten) wird dem akrotonischen Wachstum und den Auswirkungen der Apikaldominanz entgegengewirkt, um das gewählte Erziehungssystem zu erhalten. Das Erziehungssystem wird beeinflusst von der Rebsorte, der beabsichtigten Qualität, vom Arbeitsaufwand und von den gebietstypischen Besonderheiten. Bei allen Erziehungssystemen ist man bestrebt, einerseits eine möglichst gute Laubwandstruktur (zur Sicherung der Qualität und Quantität) und andererseits arbeitswirtschaftliche Vorteile zu erreichen. Für die Auswahl des Erziehungssystems ist unter anderem auch entscheidend, ob Kelter- oder Tafeltrauben produziert werden und welches Ernteverfahren angewendet wird.
Unter dem Begriff Rebschnitt versteht man den jährlichen Rückschnitt des einjährigen und teilweise des mehrjährigen Holzes, um den Rebstock im System der gewählten Erziehung zu erhalten. Für die Vermehrung von Unterlagsreben werden andere Erziehungssysteme angewendet. Schnittreben sind ca. 35 cm lange Triebteile von Unterlagsreben, die später das Wurzelsystem der Reben bilden, welche bei der Rebenvermehrung mit einer Edelsorte veredelt werden. Unterlagsreben besitzen eine hohe Toleranz (Resistenz) gegen die Wurzelläuse der Reblaus. Mit der Kombination von Unterlage und Edelsorte wird die Reblaus biotechnisch bekämpft.

## Grundlagen

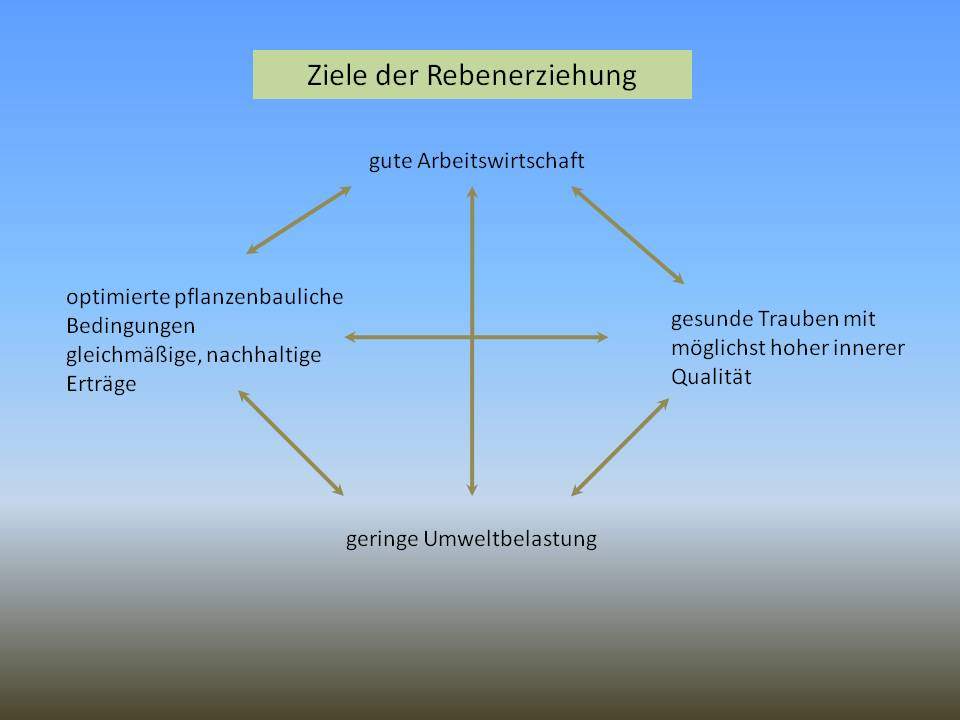
Ziele der Rebenerziehung und des -schnittes

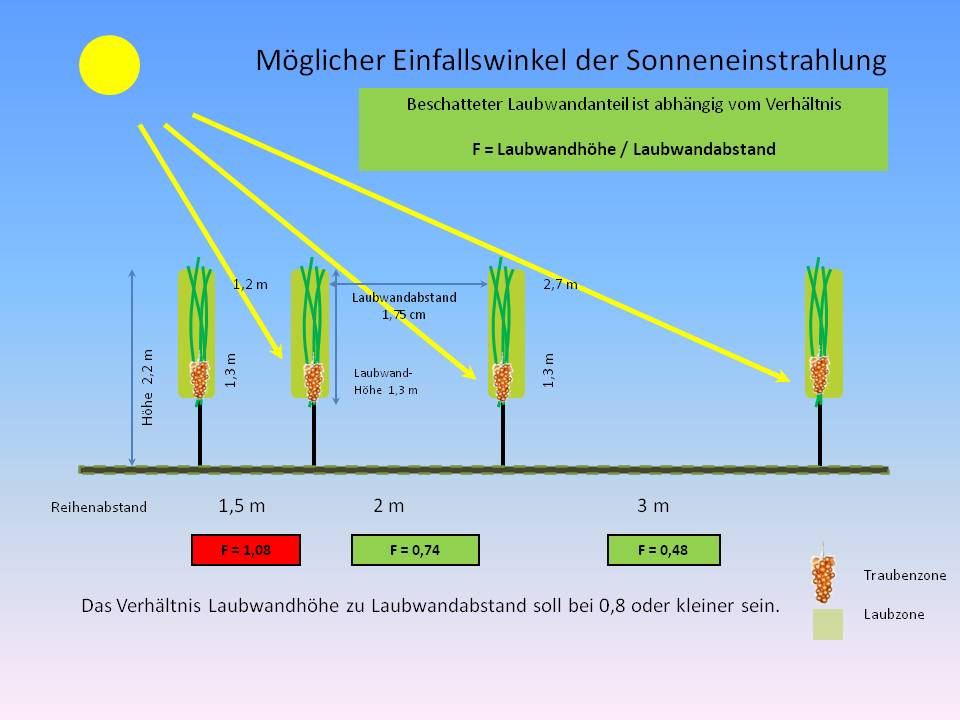
Möglicher Sonneneinstrahlungswinkel bei verschiedenen Laubwandabständen

Die Rebe ist eine rankende Pflanze und benötigt daher eine ständige Unterstützung. Rebengewächse besitzen ein ausgeprägtes Bestreben, in die Höhe zu wachsen. Bei aufrecht stehenden Fruchtruten treibt das oberste Auge am besten aus (Apikaldominanz). Würde man Reben auf einem Unterstützungsgerüst belassen, ohne einzugreifen, würden sie die obersten Festhaltemöglichkeiten bald erklimmen, und die Basis würde allmählich verkahlen. Diese Wachstumseigenheit ist für die Wildrebe eine wichtige Eigenschaft, um in ihrem Kampf um das Licht zu überleben. Dieses wird als „akrotonisches Wachstumsmuster“ bezeichnet.
Für die Kultivierung von Reben ergeben sich daraus folgende Konsequenzen:
- Für eine längere Bewirtschaftung und den erforderlichen Einsatz von Maschinen müssen die Rebstöcke ihre Form behalten und dürfen nicht immer höher wachsen.
- Die ausgeprägte und ungebremste Apikaldominanz begünstigt das vegetative Wachstum und beeinflusst die generative Leistung (Quantität und Qualität des Traubenertrages).[3]

### Traubenzone
Unter niederer und hoher Erziehung ist neben dem niederen Stämmchen im Wesentlichen die Höhe der Anordnung der Traubenzone unterschiedlich. Je bodennäher die Traubenzone angeordnet wird, desto arbeitsaufwändiger wird die Pflege. Die Traubenreife tritt früher ein, was ein gewichtiges Argument für nördlich gelegene Anbaugebiete darstellt. Die Bodennähe der Trauben ergibt zwar einen qualitativen Vorteil, gerät aber in niederschlagsreicheren Gebieten zu einem beachtlichen Nachteil. Alle Pilzkrankheiten, die Feuchtigkeit zur Infektion benötigen, insbesondere Peronospora, Botrytis und Schwarzfäule, treten hier stärker auf.
Mit einer höheren Anordnung der Traubenzone (80–130 cm und höher) ergibt sich im Vergleich zu einer niedrigen Traubenzone eine geringe Reifeverzögerung, wobei der Einfluss auf den Säuregehalt stärker ist als auf den Zuckergehalt. Die Infektionsgefahr von Pilzkrankheiten verringert sich. Heute spielt durch den Klimawandel die Reifeverzögerung nicht mehr eine so große Rolle wie früher.

### Pflanzentfernung

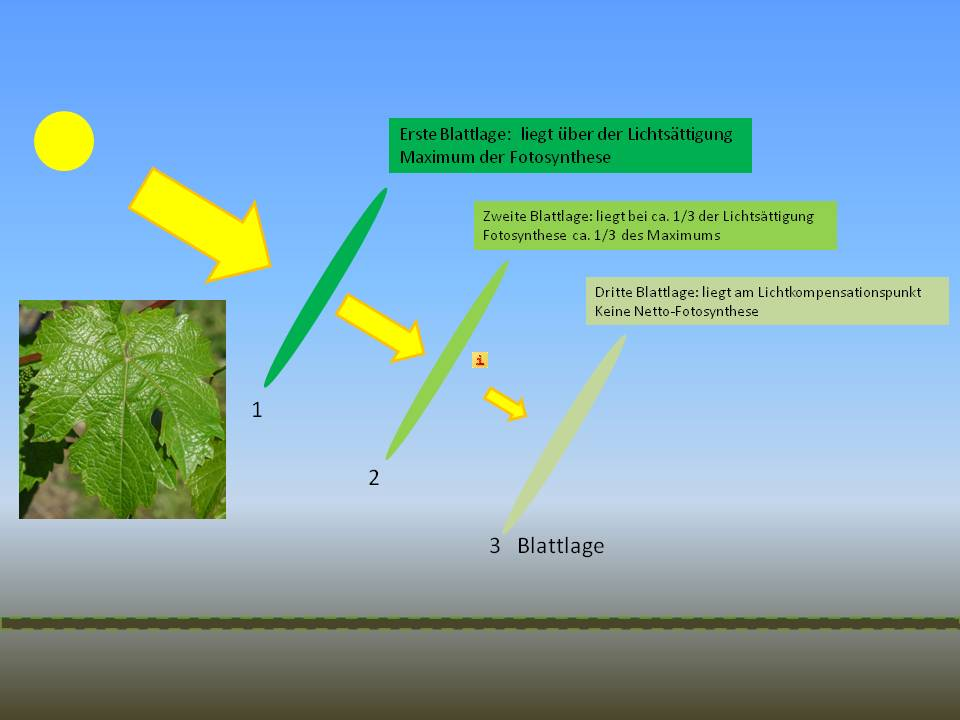
Einfluss der Blattlage auf die Photosynthese-Leistung

#### Reihenabstand (Reihenentfernung)
Die Höhe der Traubenzone hat Auswirkung auf den Reihenabstand (Zeilenabstand). In kühleren nördlicheren Anbaugebieten (zwischen dem 45. und 50. Breitengrad) muss der Laubwandabstand so gewählt werden, dass auch noch in der Reifephase die Trauben besonnt werden. Ist dies nicht der Fall, kommt es zu einer unzureichenden Bildung von primären Aroma- und Farbstoffen in den Beeren. Aroma-, Farbstoffe und Phenole – für die Qualität des Weines entscheidend – werden nur in gut belichteten Beeren gebildet. Dieser Prozess ist abhängig von der Temperatur.
Die Reihenentfernung und der Stockabstand in der Rebreihe (-zeile) ergeben den Pflanzabstand. Wird die Reihenentfernung mit dem Abstand in der Reihe multipliziert ergibt sich der Standraum. Wird die Fläche eines Hektars durch die Pflanzfläche dividiert, erhält man die Anzahl der Rebstöcke/ha, die sogenannte Bepflanzungs- oder Stockdichte.

#### Doppelstockpflanzung

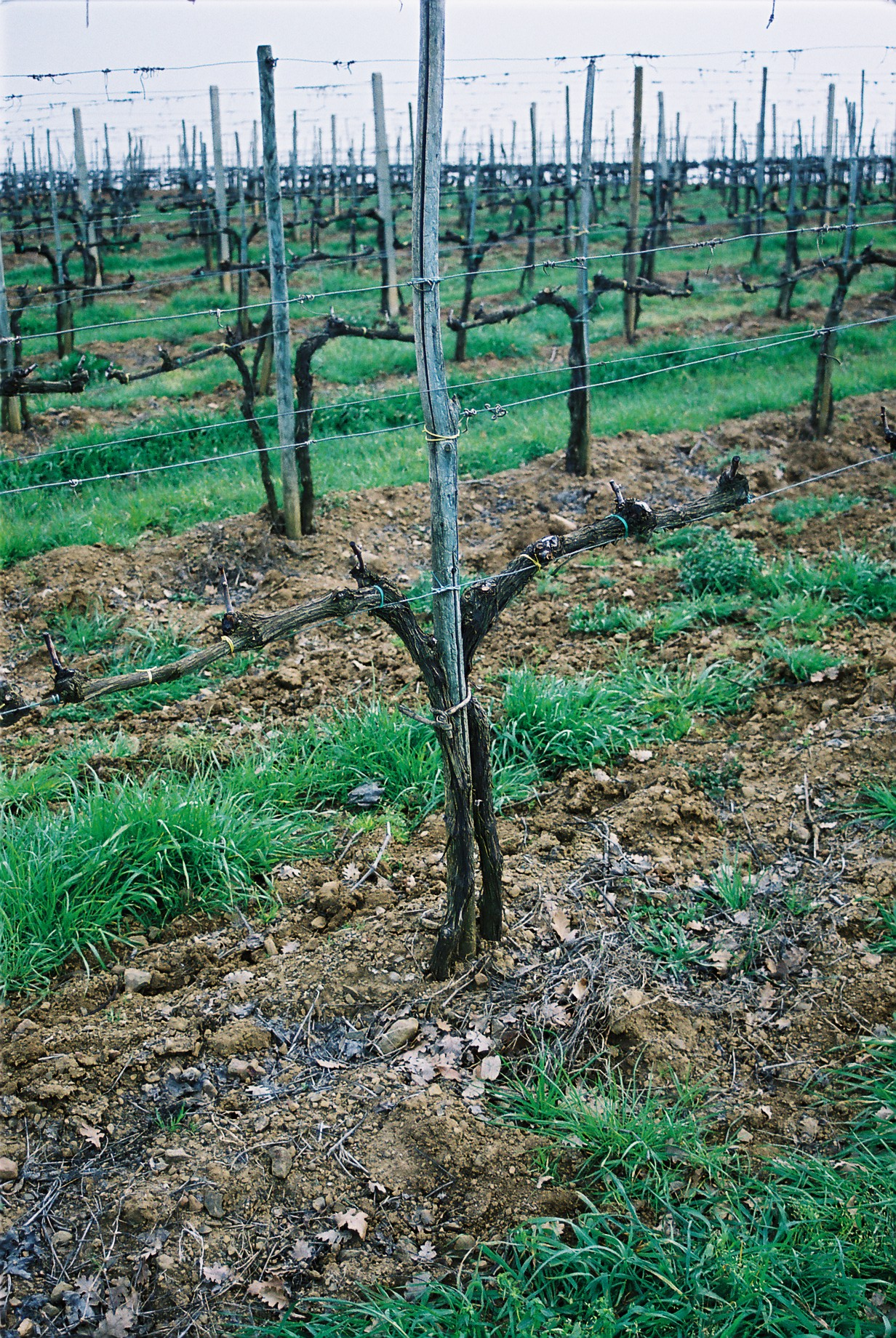
Rebreihe mit paarweise gepflanzten Reben in der Toskana

Üblicherweise wird bei einer Pflanzung von Rebstöcken ein Setzling (Pfropfrebe) gepflanzt. Es besteht aber die Möglichkeit, die Anzahl der Pflanzstellen zu halbieren und jede Pflanzstelle mit zwei Setzlingen (nebeneinander in der Reihenrichtung) zu bepflanzen. Damit halbiert sich der Kostenaufwand beim Unterstützungsmaterial und bei der Pflege der jungen Rebstöcke. Der Pflanzabstand in der Reihe verdoppelt sich. Die Stockraumpflege wird damit verbessert.
Im Prinzip kann diese Vorgangsweise der Pflanzung bei fast allen Erziehungssystemen angewendet werden. Bei der Doppelstockbepflanzung kann sich jeder Stock nur in eine Richtung entfalten, was beim Schnitt berücksichtigt werden muss. Das kann zu einem gewissen Verteilungsproblem führen. Abschwächen kann man dieses Problem, indem man nicht doppelte Pflanzabstände wählt, sondern etwas enger pflanzt. Damit steigt die Bepflanzungsdichte und die Ertragsbelastung des einzelnen Rebstockes sinkt. Trotzdem hat sich eine Doppelstockpflanzung in der Praxis nicht durchgesetzt bzw. keine Verbreitung in der Praxis erlangt.

### Laubwandstruktur
Mit dem Erziehungssystem soll eine gute Laubwandstruktur erreicht werden, welche dadurch gegeben ist, dass möglichst viele Blätter während des Tages dem direkten Sonnenlicht ausgesetzt sind. Blätter, die andauernd beschattet werden, leisten weniger, ihre Fotosyntheseleistung sinkt. Blätter, die kein direktes Sonnenlicht (drittlagige Blätter) erhalten, produzieren nicht einmal so viel an Energie, wie für ihre Erhaltung notwendig ist. Diese Blätter werden frühzeitig abgestoßen (z. B. Silvaner), sie vergilben.

## Historische Erziehungssysteme
Die Rebe ist eine Rankpflanze, die Wildreben wachsen an Bäumen und breiten ihre Blätter über den Baumkronen aus. Diese natürliche Wuchsart machten sich die Völker zu eigen, die mit der Kultivierung von Wein begannen. Schon sehr früh wurde bei der Kultivierung von Reben der Rebe ein Unterstützungsgerüst gegeben. Meist waren dies einfache Holzgerüste, Holzpfähle oder vorhandene Astgerüste von Bäumen. Auf alten Abbildungen wird bei der Pflege der Reben ein Rebschnitt gezeigt. Früh wurde erkannt, dass die Reben bei regelmäßigem Schnitt größere Trauben bringen.
Aus bildlichen Darstellungen ist belegt, dass schon die Ägypter zur Weinerzeugung Reben bewusst gezogen haben. Der erste Beleg eines privaten Weinguts in Ägypten stammt aus den biographischen Inschriften aus dem Grab des Metjen in Sakkara. Metjen war ein hoher Beamter in der 4. Dynastie, der im Nildelta eine große Hausanlage mit einer Fläche von 11.000 Quadratmetern besaß. Der Wein wurde wahrscheinlich hauptsächlich für den Hausgebrauch hergestellt, es ist aber nicht ausgeschlossen, dass er einen Teil davon dem Königshof beisteuern musste. In dieser Anlage blieb reichlich Platz für einen Teich, viele Bäume, Gartenland und Wirtschaftsgebäude. Über den Weingarten heißt es in der Inschrift:

„Ein Anwesen von 200 Ellen in der Länge und 200 Ellen in der Breite wurde angelegt und ausgestattet, bepflanzt mit guten Bäumen; ein sehr großer Teich wurde darin angelegt; Feigen und Trauben wurden gepflanzt […] Bäume und Trauben wurden in großen Mengen gepflanzt und es wurde sehr viel Wein daraus gemacht.“

Bei der von den Römern praktizierten Erziehungsform werden auf vier senkrecht angeordnete Pfähle Balken gelegt, so dass eine Art Kammer entsteht. Diese historische Erziehungsart mit den Abwandlungen als geschlossener oder offener Kammertbau war noch Anfang des 20. Jahrhunderts im deutschen Weinbau, zum Beispiel in der Rheinpfalz, verbreitet.

Historische Reberziehungsformen (Beispiele)
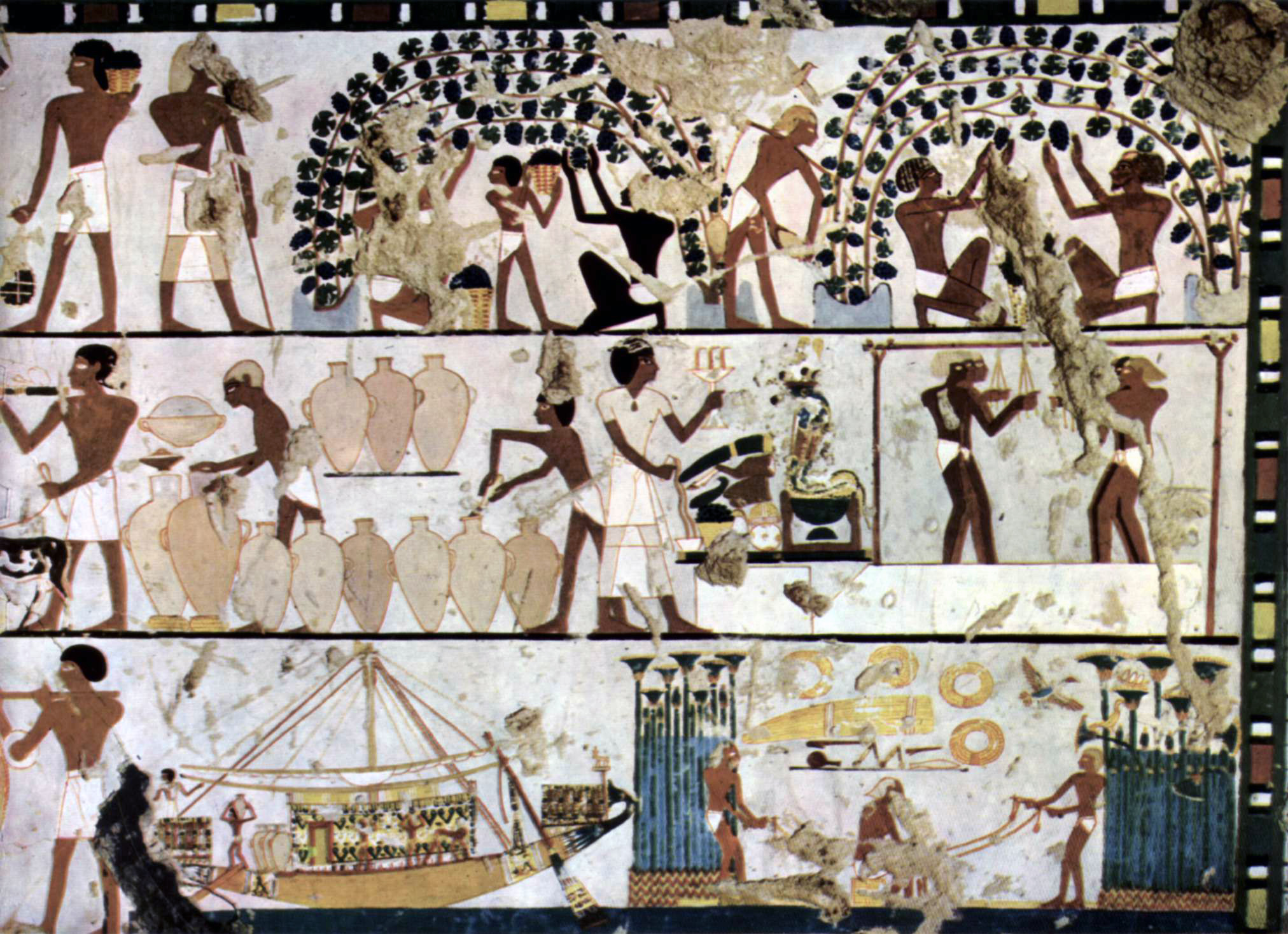
Weinbau im alten Ägypten
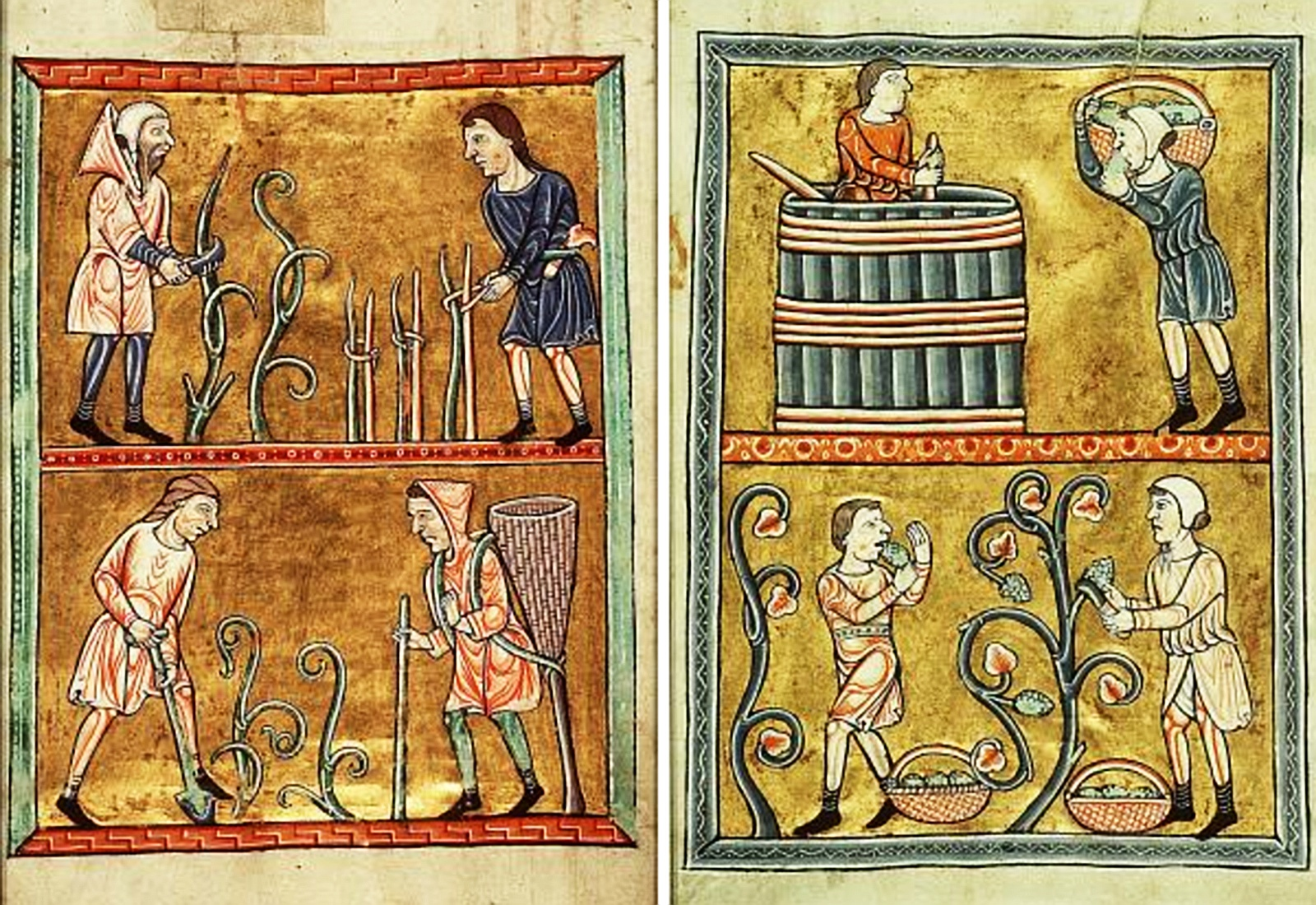
Mittelalterliche Darstellung von Arbeiten im Weingarten – um 1180
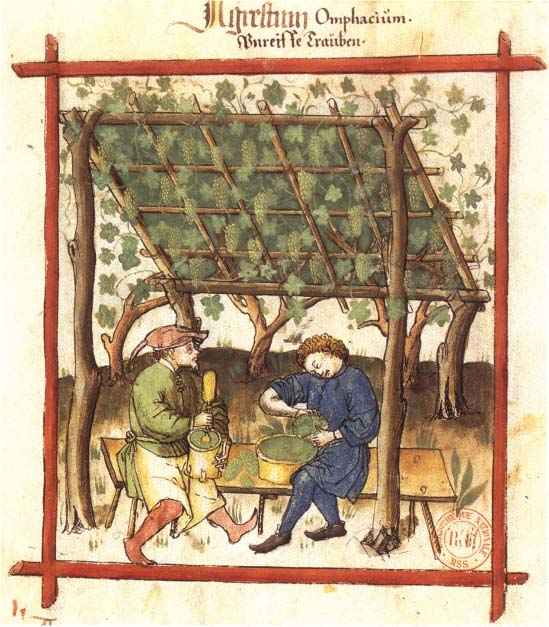
Pergola aus Holzstangen. Aus dem Handbuch der Familie Corutti in Verona um 1375 (Österr. Nationalbibl. Wien)
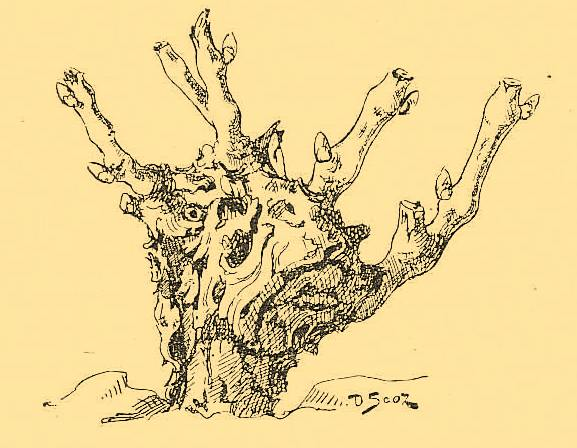
Kopferziehung mit Zapfenschnitt
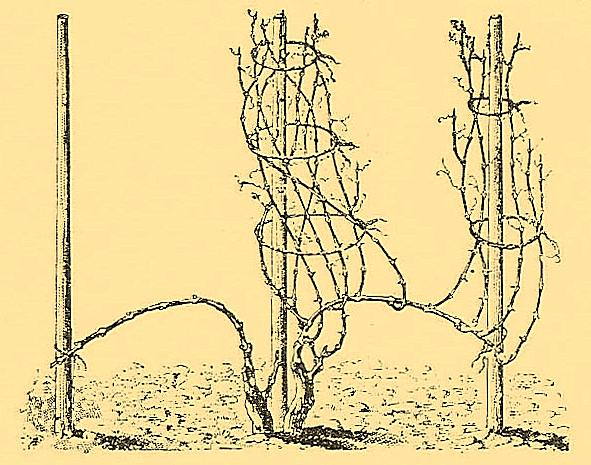
Rheingauer Erziehung

## Einteilung der Erziehungssysteme
Die Rebenerziehungssysteme kann man nach verschiedenen Gesichtspunkten einteilen. Ein Problem dabei ist, dass die Bezeichnung der Erziehung in den Weinbaugebieten bzw. Ländern unterschiedlich ist, da diese lokal entstanden sind und meist mit Personen (Lenz Moser, Jules Guyot, Scott Henry u. a.) oder Gebieten namentlich verbunden sind. Im Aufbausystem gleichen sich viele Systeme. Meist ergibt sich der Unterschied durch die Eigenheiten einer Sorte, dem möglichen bzw. angestrebten Mechanisierungsgrad und anderen wirtschaftlichen Gegebenheiten. Die heute meist verwendete Drahtrahmenunterstützung war früher nicht möglich. So wurden früher die Reben auf Bäumen, Holztriebgeflechten, Pfählen (Pfahlerziehung, Stockkultur) oder einem Holzgerüst (Perglerziehung) aufgebracht bzw. darauf gezogen.
Zum einen kann man die Erziehungen in intensive (z. B. Spaliererziehung, Lyra-Erziehung u. a.) und extensive Systeme (z. B. Minimalschnitterziehung) einteilen. Zum anderen erfolgt die Einteilung dadurch, ob ein Unterstützungsgerüst verwendet wird oder nicht. Bei den Systemen mit Unterstützungsgerüst kann eine weitere Untergliederung erfolgen nach der Art der verwendeten Unterstützung, nach der Verteilung der Triebe bzw. der Laubfläche, nach der Verteilung des angeschnittenen Fruchtholzes oder ob mit enger oder weiter Reihenentfernung gearbeitet wird. Bestimmte Erziehungssysteme – meist in Amerika, Australien oder Neuseeland entwickelt – werden auch als „Alternative Erziehungssysteme“ bezeichnet.
Nach der Verteilung der Triebe bzw. der Laubfläche
- Vertikale Systeme (z. B. Spaliererziehung): Diese sind bei weitem die häufigste Form der Rebenerziehung. Die grünen Triebe werden mit mehreren Heftdrähten spalierförmig formiert. Je nach Höhe der erzogenen Stämme und der Laubwandgestaltung kann man zwischen niederen und hohen Erziehungssystemen unterscheiden.

Niedere Erziehungssysteme: Sind Erziehungssysteme, bei denen ein Stamm von ca. 20 bis 50 cm erzogen und eine Gesamthöhe von ca. 1,3 m erreicht wird. Durch die niedrige Gesamthöhe können Reihenabstände von 1,20 bis 1,5 m gewählt werden. Die Traubenzone befindet sich in Bodennähe.
Hohe Erziehungssysteme: Sind Erziehungssysteme, bei denen der Stamm ca. 1 m oder höher erzogen und eine Gesamthöhe von ca. 2,3 m erreicht wird.
Man kann zwischen diesen auch noch von mittelhohen System sprechen, wobei eine Gesamthöhe von 1,6 bis 1,8 m erreicht wird.
- Horizontale Systeme (z. B. Perglerziehung): Bei diesen werden die Triebe über die gesamte Fläche, auf einem entsprechenden Gerüst, verteilt. Die Bearbeitungsmaßnahmen sind sehr aufwendige unterhalb des Unterstützungsgerüstes.
- Freihängende Systeme: Sind hohe Erziehungssysteme, bei denen sich die grünen Triebe zum Großteil oder vollkommen frei entfalten können. Nur der Stamm mit einem kurzen oder längeren Kordon benötigt ein Gerüst. Das einfache Unterstützungsgerüst ist kostengünstig, muss aber sehr stabil errichtet werden (z. B.: Casarsa-Erziehung, Vertiko-Erziehung, Minimalerziehung (Minimalschnitt)).
- Vertikale und freihängende Systeme: Ein Teil der Triebe wird vertikal geheftet und ein Teil ist freihängend wie z. B. die Hochkultur nach Lenz Moser.
- Umkehrerziehungssysteme (z. B. Sylvoz-Erziehung, Casarsa-Erziehung)

Nach der Unterstützung bzw. des Unterstützungsgerüstes
- Pfahlunterstützung
- Pfahlunterstützung mit Drahtrahmengerüst
- Holzpfahl oder Holzrahmengerüst (z. B. Kammertbau, Pergelerziehung, Moselpfahl, Trierer Rad, Stockerziehung)

Nach der Verteilung des angeschnittenen Fruchtholzes
- Erziehungssysteme mit Stamm und Kordon:

Kordone (cordon trained) bestehen aus mehrjährigem Holz (altes Holz) und werden waagrecht oder senkrecht aufgebaut. Auf ihnen wird kurzes oder längeres einjähriges Fruchtholz angeschnitten. Dazu zählen die Lenz-Moser-Erziehung, Sylvoz-Erziehung, Casarsa-Erziehung, Vertiko-Erziehung, Umkehrerziehungssysteme wie GDC u. a. Üblicherweise wird dabei immer von einer Kordonerziehung gesprochen. Aber damit alleine ist das Erziehungssystem nicht charakterisiert.
Wechselkordon: Man spricht dann von einem Wechselkordon, wenn nach dem Anschnitt eines Flach- oder Halbbogens dieser nicht im kommenden Winter weggeschnitten wird, sondern alle Triebe werden auf kurze Zapfen angeschnitten und erst im darauf folgenden Winter wird dieser zweijährige Kordon abgeschnitten. Dafür wird wieder ein Flach- oder Halbbogen angeschnitten. Diese Vorgangsweise wählt man, um die Vorteile eines tiefen Vorschnittes mit der Maschine machen zu können. Damit ergibt sich ein arbeitswirtschaftlicher Vorteil beim Winterschnitt. Teilweise wird dieser durch vermehrte Laubarbeit in der Traubenzone wieder verringert.
- Erziehungssysteme mit Stamm und Kopf:

Es gibt Erziehungssysteme mit niederen und höheren Stämmen, bei denen sich am Ende über Jahre eine kopfartige Verdickung bildet. Am Ende des Stammes werden kürzere oder längere einjährige Triebe angeschnitten. Durch regelmäßiges Zurückschneiden verstärkt sich das Stammende und bekommt nach Jahren ein kopfähnliches Aussehen. Die Spaliererziehung mit Flachbogen-, Halbbogenschnitt, Erziehungen mit Rundbogenschnitt, Pendelbogenschnitt zählen dazu.
Erziehungssysteme mit enger oder weiter Reihenentfernung
Damit ergeben sich unterschiedliche Bepflanzungsdichten, d. h. eine unterschiedliche hohe Anzahl von Rebstöcken je Hektar. Je nach Erziehungssystem und Pflanzentfernung stehen je Hektar 1.500–10.000 Rebstöcke.
- Enge Kulturen (Reihenentfernung unter 1,8 m)
- Normalerziehung (Reihenentfernung ca. 1,8–2,2 m)
- Weitraumkultur (Reihenentfernung von ca. 2,5 m und mehr)

In der zweiten Hälfte des vorigen Jahrhunderts wurden weltweit, im Zuge der wirtschaftlichen Entwicklung und Mechanisierung der in der landwirtschaftlichen Produktionstechnik, verschiedenste Rebenerziehungssystem entwickelt und erprobt. Ein Teil hat kaum praktische Bedeutung erlangt. Der Großteil der Versuche hat dazu geführt, dass sich die vertikale Positionierung (Spaliererziehung) der Triebe, mit einem gewissen Abstand vom Boden, als die geeignetste Erziehung für die Mechanisierung erwiesen hat.
Alle Erziehungssysteme haben Vor- und Nachteile. Es gibt kein ideales Erziehungssystem. Der Winzer muss mit seiner Wahl ein Optimum zwischen qualitativ hochwertigsten Trauben für seine beabsichtigte Weinqualität oder Tafeltrauben und Aufwand zu ihrer Bearbeitung einstellen. Je nachdem ob Kelter- oder Tafeltrauben erzeugt werden, unterscheiden sich die Erziehungssysteme. Bei der Weinerzeugung steht die Produktion von hochwertigen und gesunden Trauben bei möglichst geringem Arbeitsaufwand, im Vordergrund.

## Erziehungssysteme ohne Unterstützungsgerüst
Es handelt sich um niedere Erziehungsformen, bei der die Reben (damit auch die Trauben) fast am Boden liegen oder durch Zapfenschnitt ein becherartiger Stock mit altem Holz aufgebaut wird. Es wird keine Unterstützung verwendet. Diese bodennahe Erziehung ist in südlichen Ländern gebräuchlich, in denen im Sommer und Herbst keine oder nur geringe Niederschlagsmengen anfallen.

### Kriechende Erziehung

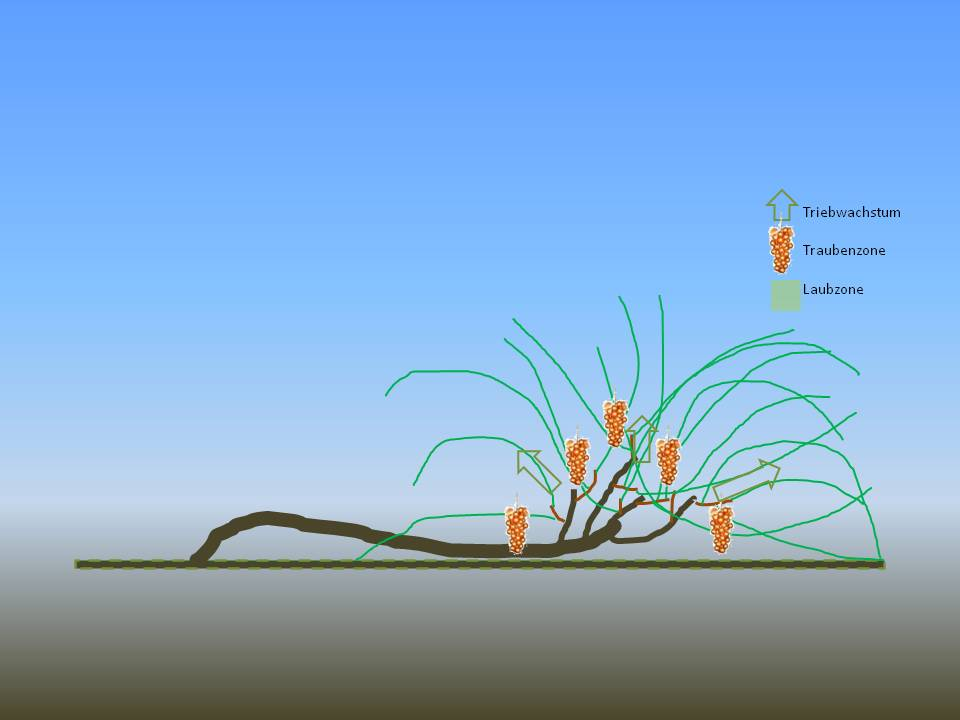
Schematische Darstellung der kriechenden Erziehung

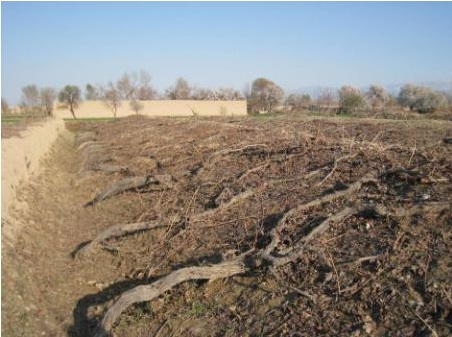
Kriechende Erziehung in Afghanistan. Die am Boden liegenden Rebstöcke können zum Schutz gegen Winterfrost mit Erde bedeckt werden

Die Sommertriebe wachsen ohne Unterstützung am Boden (auch als Bodenerziehung bezeichnet). Anders ausgedrückt sie kriechen freiwachsend am Boden (auch als Kriechende Erziehung bezeichnet). Auf diese Weise wird beispielsweise auf Santorin noch heute Wein angebaut: Die Reben werden dicht am Boden erzogen und zu zylinderartigen Körben gebunden. Dadurch trotzen die Reben den starken Winden, und die Trauben werden geschützt. Auch die Wasserarmut der Insel schadet den Reben nicht, die auf dem durchlässigen Vulkanboden tief wurzeln und durch die Erziehungsform Feuchtigkeit speichern können.
In Syrien haben die Rebstöcke einen liegenden Stamm von 1 bis 2 m Länge. Die Pflanzentfernung beträgt (3–4) m × (2–4) m in der Reihe. Am Stammende befinden sich 4–6 Schenkel, worauf kurze Zapfen angeschnitten werden. Diese traditionelle alte Erziehungsform ist in den Weingärten von As-Suwaida, Damaskus, Latakia und Idleb verbreitet. Bei den Bodenpflegemaßnahmen wird der Stamm mehrfach in den verschiedenen Richtungen gedreht. Durch das Drehen entstehen Risse im Stamm. Das führt häufig zum Krankheitsbefall. Für die fast am Boden liegenden Trauben stellt dies kein Problem dar, da es von Ende Mai bis Oktober praktische keine Niederschläge gibt. Die Mechanisierungsmöglichkeit ist sehr erschwert. Diese Erziehung hat viele Nachteile, und man ist bestrebt, diese durch andere Erziehungsformen zu ersetzen.
Die „Kriechende Erziehung“ findet zum Teil noch Verwendung bei der Erzeugung von „Unterlagsreben“ (Schnittreben) in südlichen Weinbaugebieten.

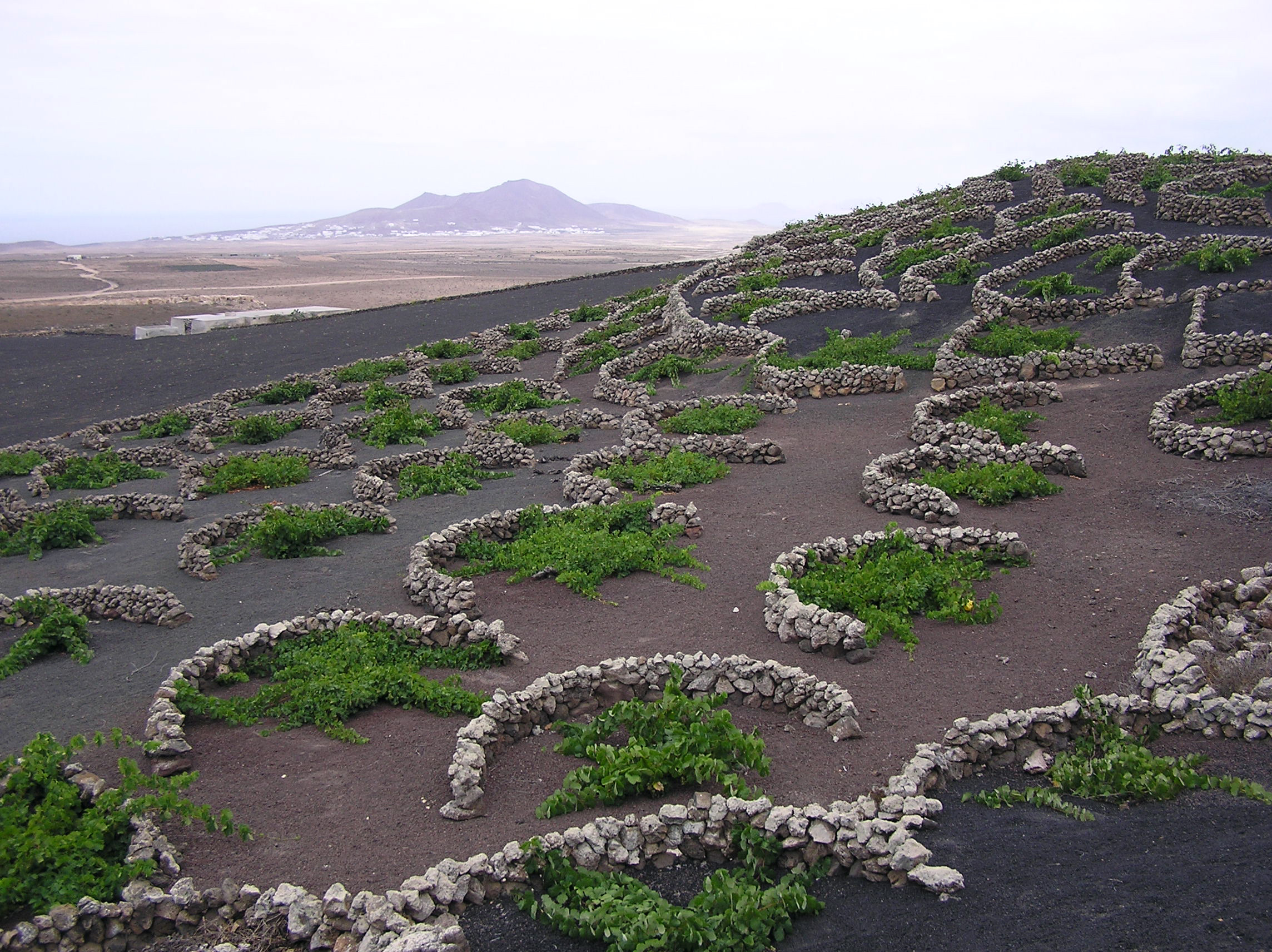
Kleine Steinmauern schützen vor dem ständigen Wind in La Geria (Lanzarote)
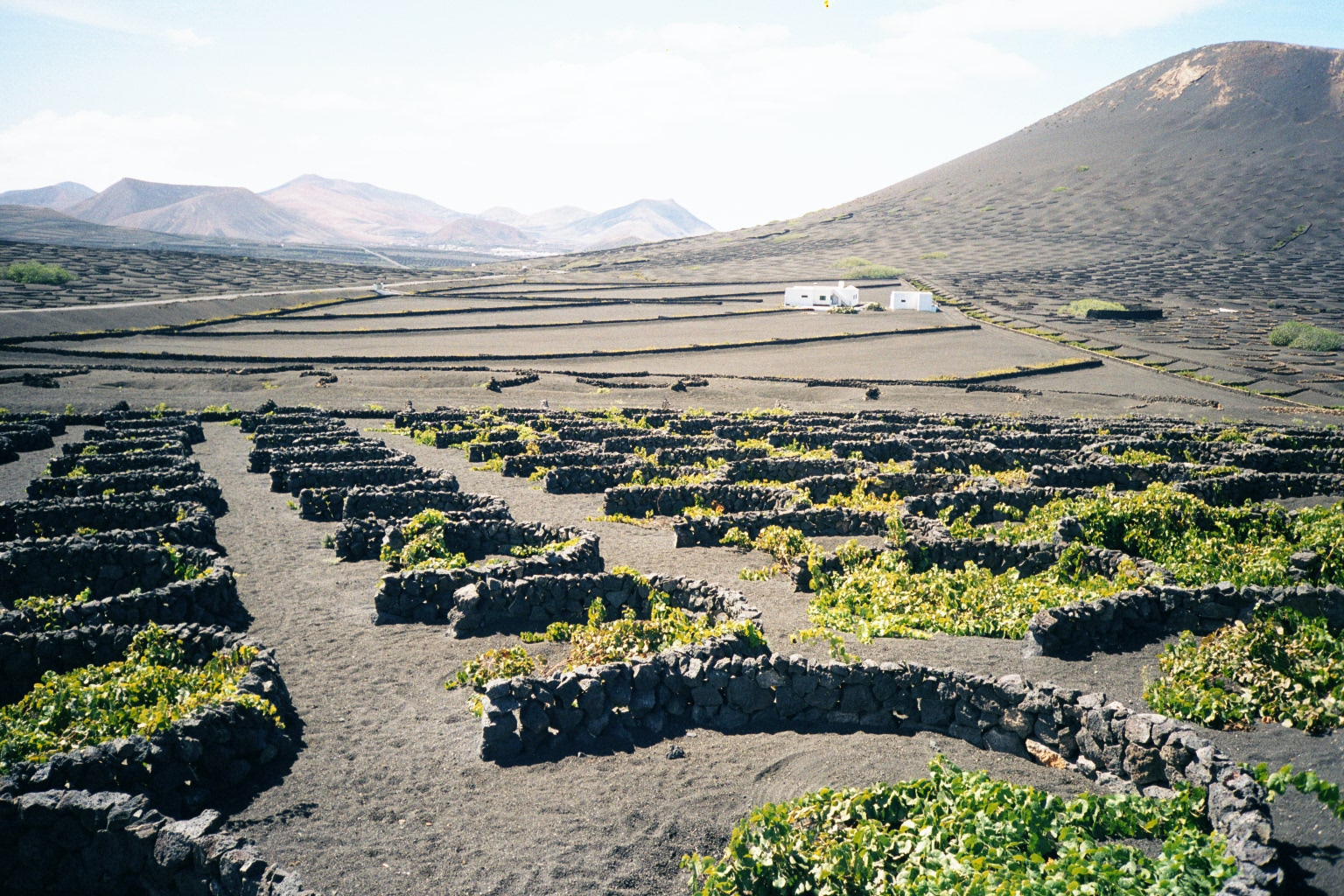
Weingarten auf Lanzarote
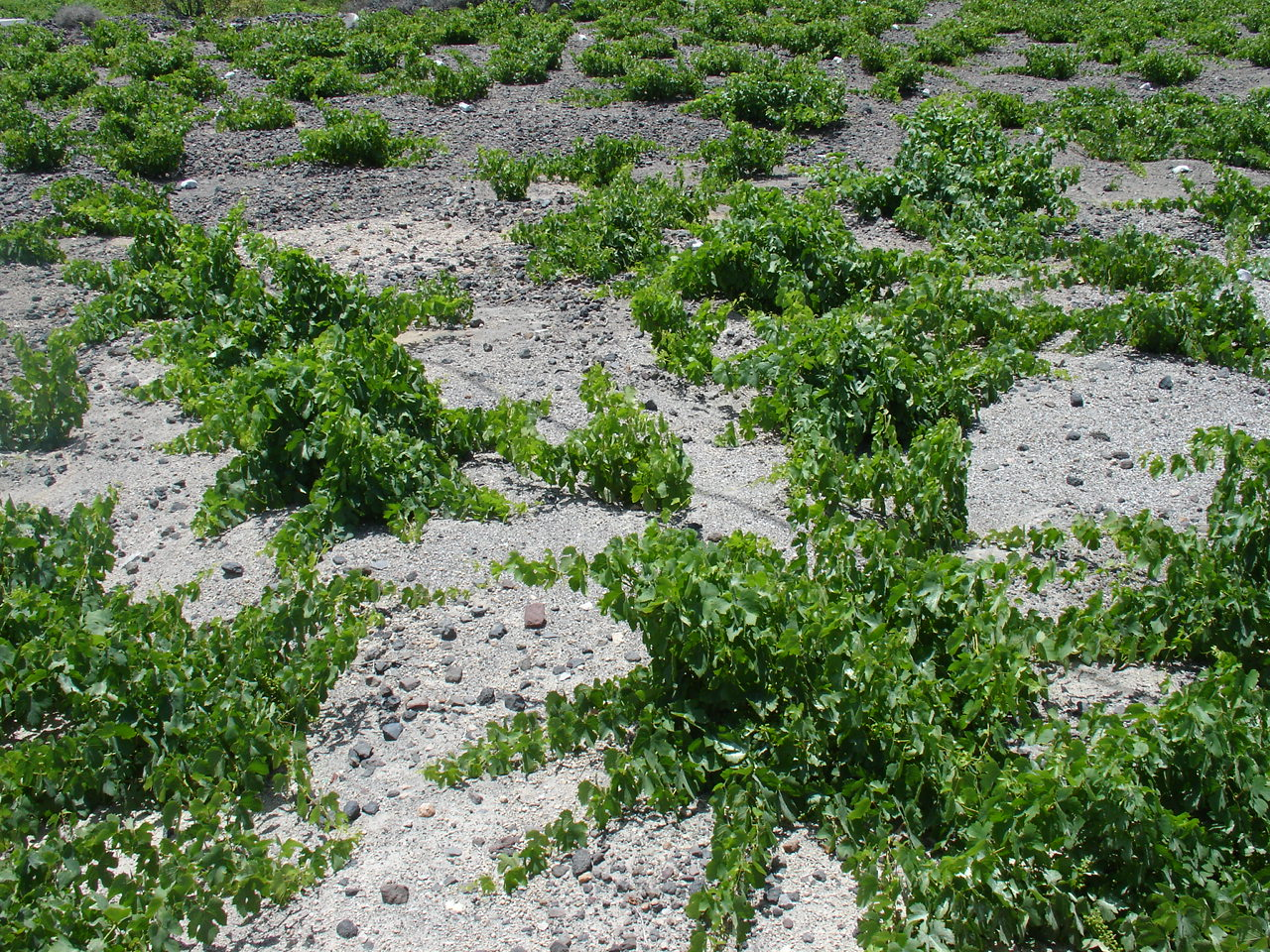
Weingarten auf Santorin (Griechenland)
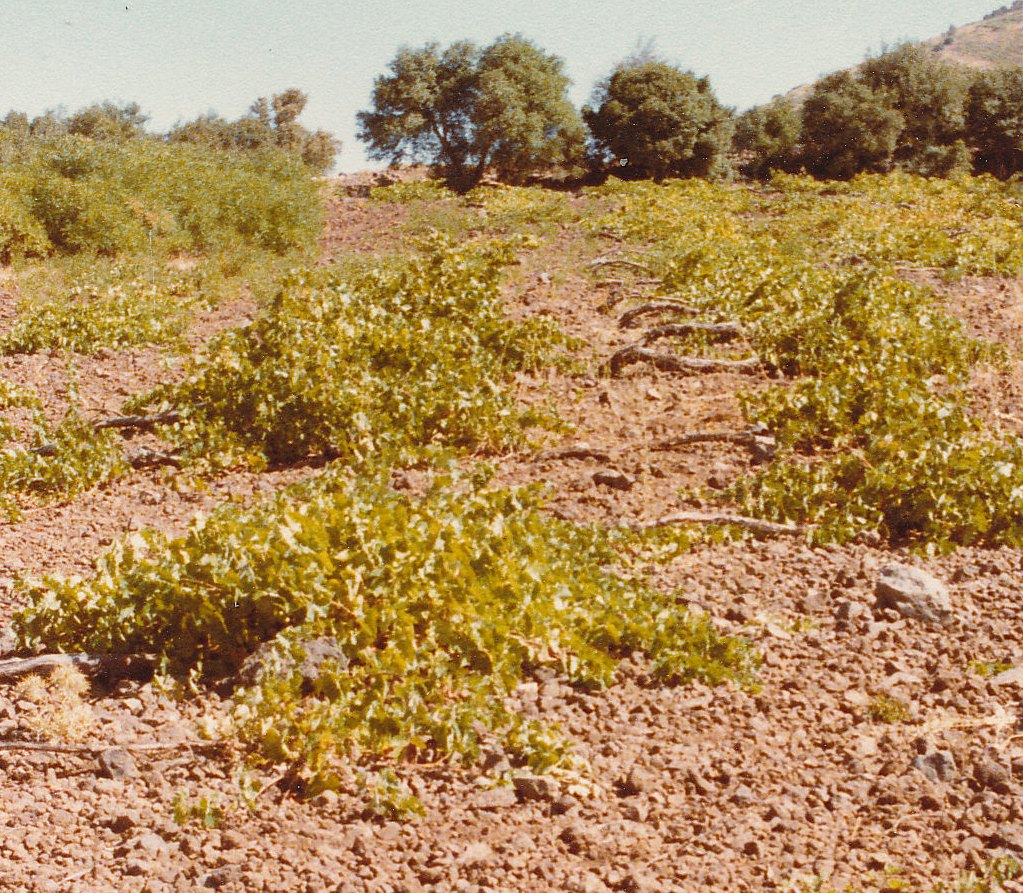
Am Boden liegende Rebstöcke in Syrien

### Buscherziehung

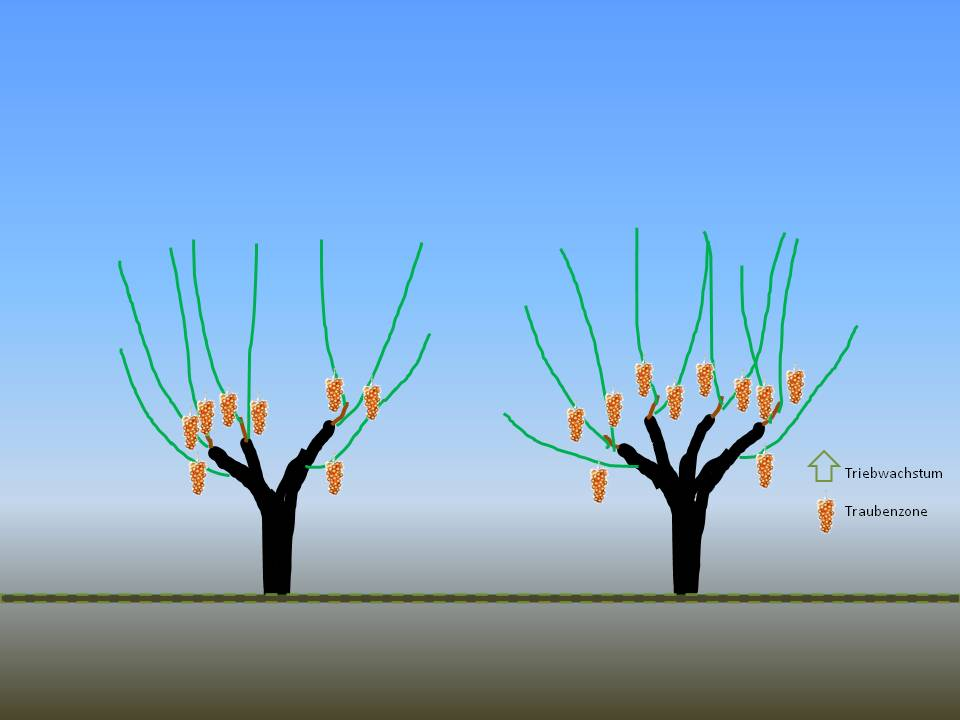
Schematische Darstellung einer Buscherziehung

Es handelt sich um eine niedere Erziehungsform (Gobelet-Erziehung, Bockerziehung, Alberello, Bäumchen, Busch, Bush Vines, En vaso, Vase, Basket Training (Basket = Korb)), bei der die grünen Triebe von kurz angeschnitten Zapfen während der Vegetationszeit öfters gewipfelt werden, damit sie nicht zu lang werden. Es wird keine Unterstützung verwendet. Die Buscherziehung ist ein Erziehungssystem für schwach wachsende Reben in niederschlagsarmen Weinbaugebieten.
Das Gobelet-System (frz. gobelet = Becher) ist eine der ältesten Reberziehungsarten. Diese Methode wurde schon in der Antike von den Griechen angewandt und von den Römern übernommen. Heute ist diese Reberziehungsform vor allem im Mittelmeerraum verbreitet, beispielsweise in Südfrankreich, Spanien, Süditalien (siehe zum Beispiel Vite ad alberello di Pantelleria), Türkei, Libanon, Syrien und in Teilen von Australien und Südafrika.
Diese niedrige Erziehung ist eine besondere Form der Kopferziehung. Kurzer Stamm mit je nach dem Alter mehr oder minder großem kugeligen Kopf, insgesamt nicht höher über dem Erdboden als 20 bis 40 cm, mit 2 bis 4, höchstens 5 kurzen, am Kopfe ringsum gut verteilten Schenkeln, mit je einem Fruchtzapfen von 2 bis 3 Augen. Zu lang gewordene Schenkel werden mittels Ersatzzapfen verjüngt. Wie bei der Kopferziehung erhalten die Stöcke entweder einen kurzen Pfahl, oder man lässt die Sommertriebe durch entsprechendes Zusammenbinden selbst tragen, oder man lässt sogar, wie in heißen trockenen Lagen Frankreichs und Italiens, die Triebe zur Beschattung des Bodens sich ungehindert auf diesem ausbreiten. Die zahlreichen Nachteile dieser Art der Triebbehandlung können nicht zur Nachahmung reizen. Das Aufheften ohne Pfahl kann nur erreicht werden durch vorzeitiges Einkürzen der Sommertriebe und einer dadurch bedingten Schwächung des gesamten Rebstockes.

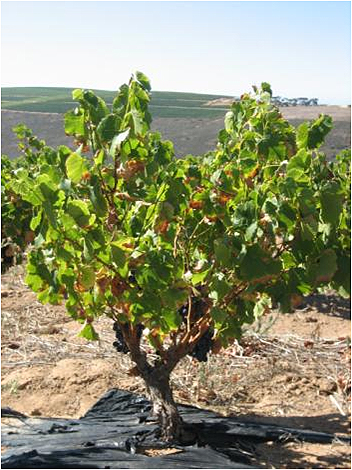
Buscherziehung in Südafrika
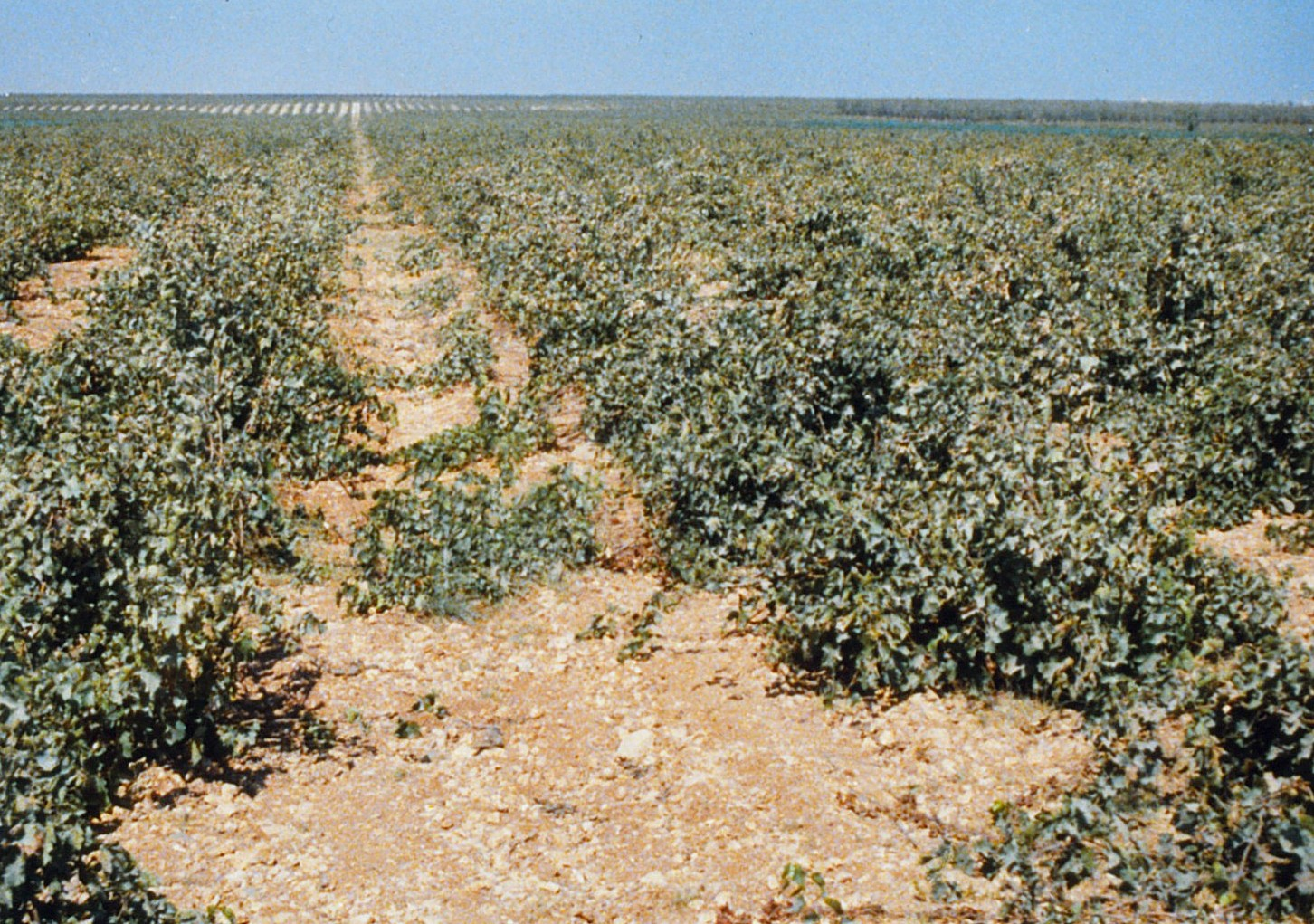
Buscherziehung in Syrien
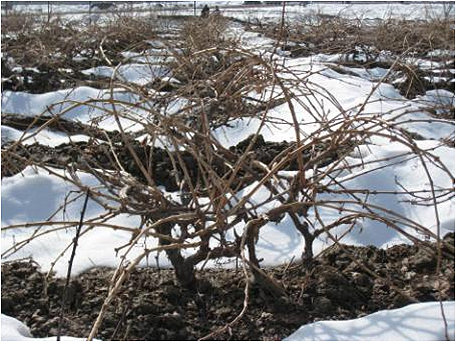
Buscherziehung – Rebstock vor dem Winterschnitt in Afghanistan
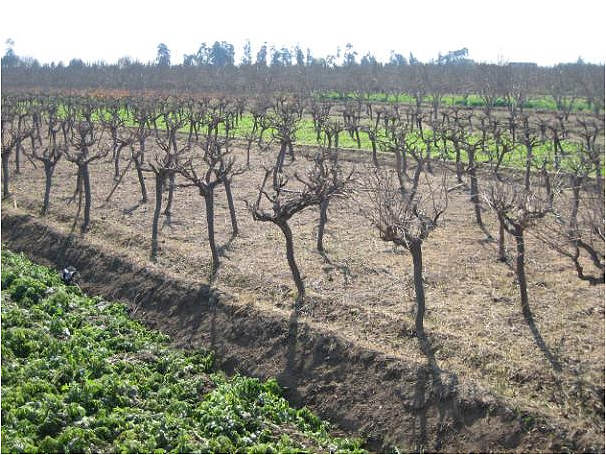
Buscherziehung mit etwas höheren Stämmchen in Ägypten

## Erziehungssysteme mit Unterstützungsgerüst

### Baumerziehung

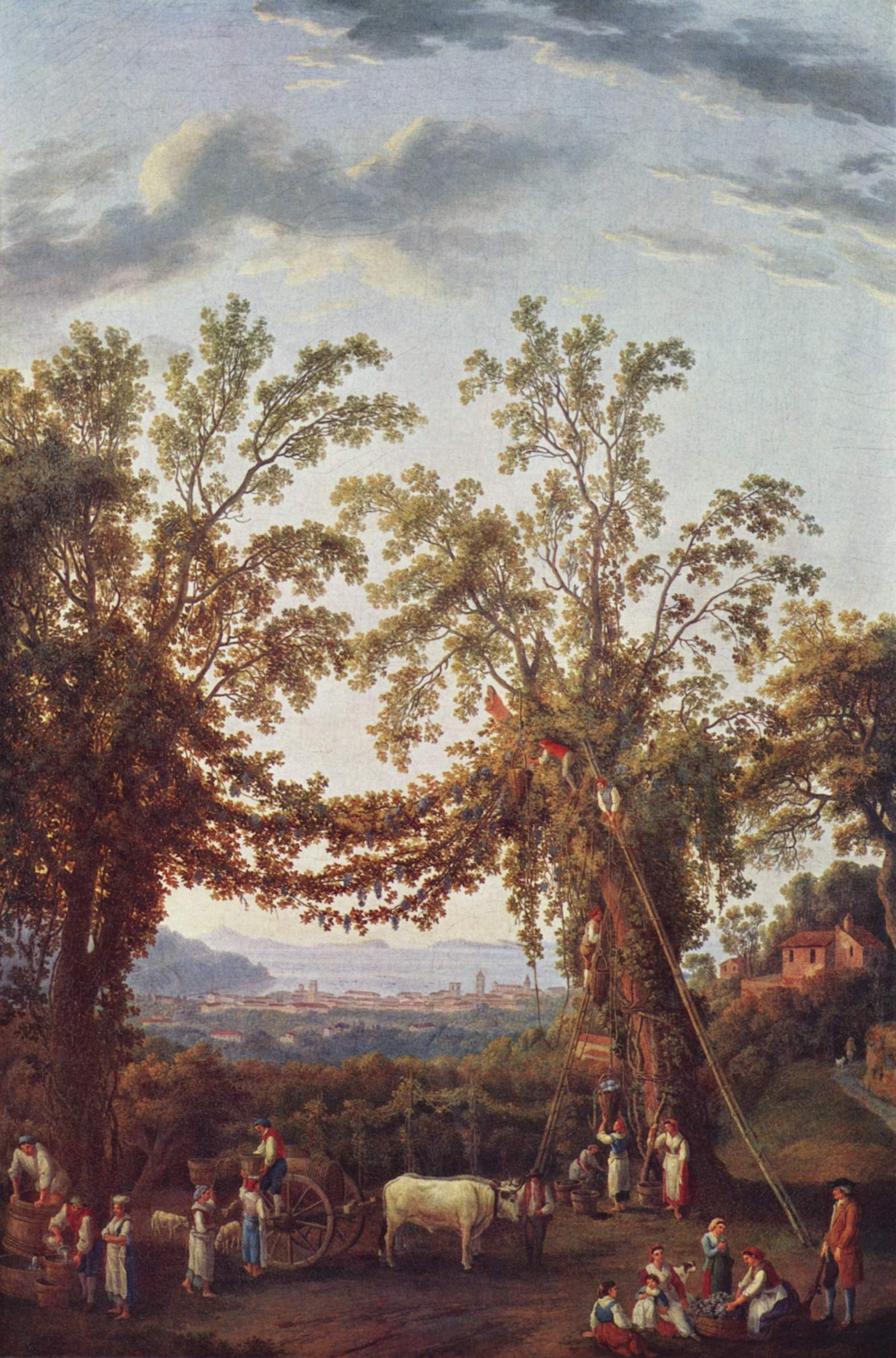
18. Jh., Baumerziehung in Italien

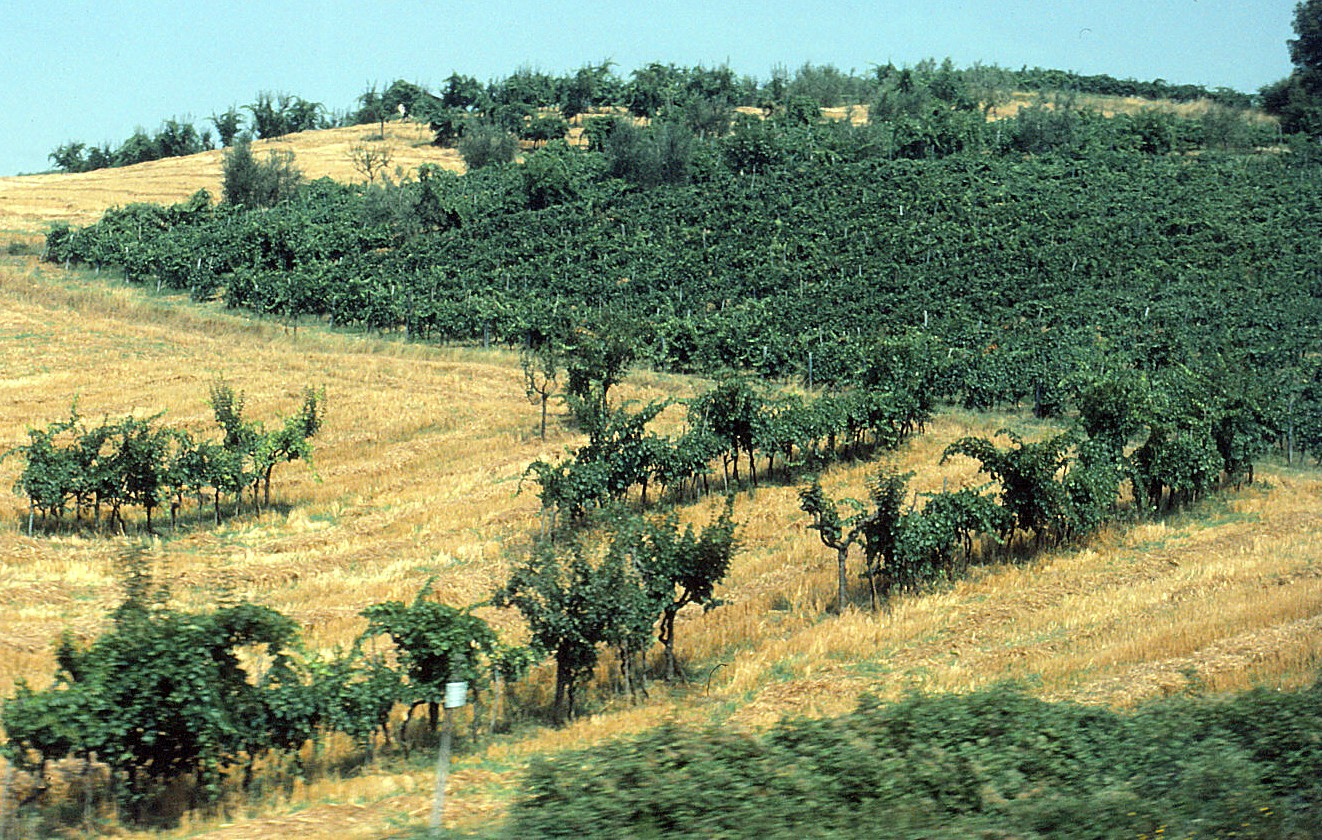
Alberate in der Toskana

Diese extensive, hohe Erziehungsform (= Alberate, auch Alberata) war in Italien früher sehr geläufig. Hierbei wurden die Reben auf oder zwischen Bäumen wachsend (Alberate = Bäumchen) erzogen. Meist wurde die Fläche in Kombination mit Ackerkulturen genutzt. Als Unterstützung dienten kleinwüchsige oder jährlich zurückgeschnittene (auch schon abgestorbene) Maulbeerbäume, Ahorne, Ulmen, Kastanien oder Pappeln. Zu jedem Baum wurden 2 bis 4 Rebstöcke gepflanzt.
In den italienischen Regionen Emilia-Romagna, Toskana und Venetien gab es lokale Varianten. In der Region Kampanien wird diese Form im Rahmen der DOC-Aversa als kulturelles Erbe gepflegt und erhalten.

### Stockkultur (Pfahlkultur)

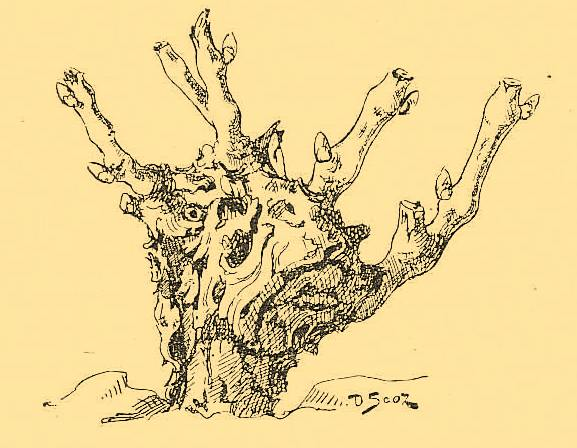
Kopferziehung mit Zapfenschnitt – Stockkultur

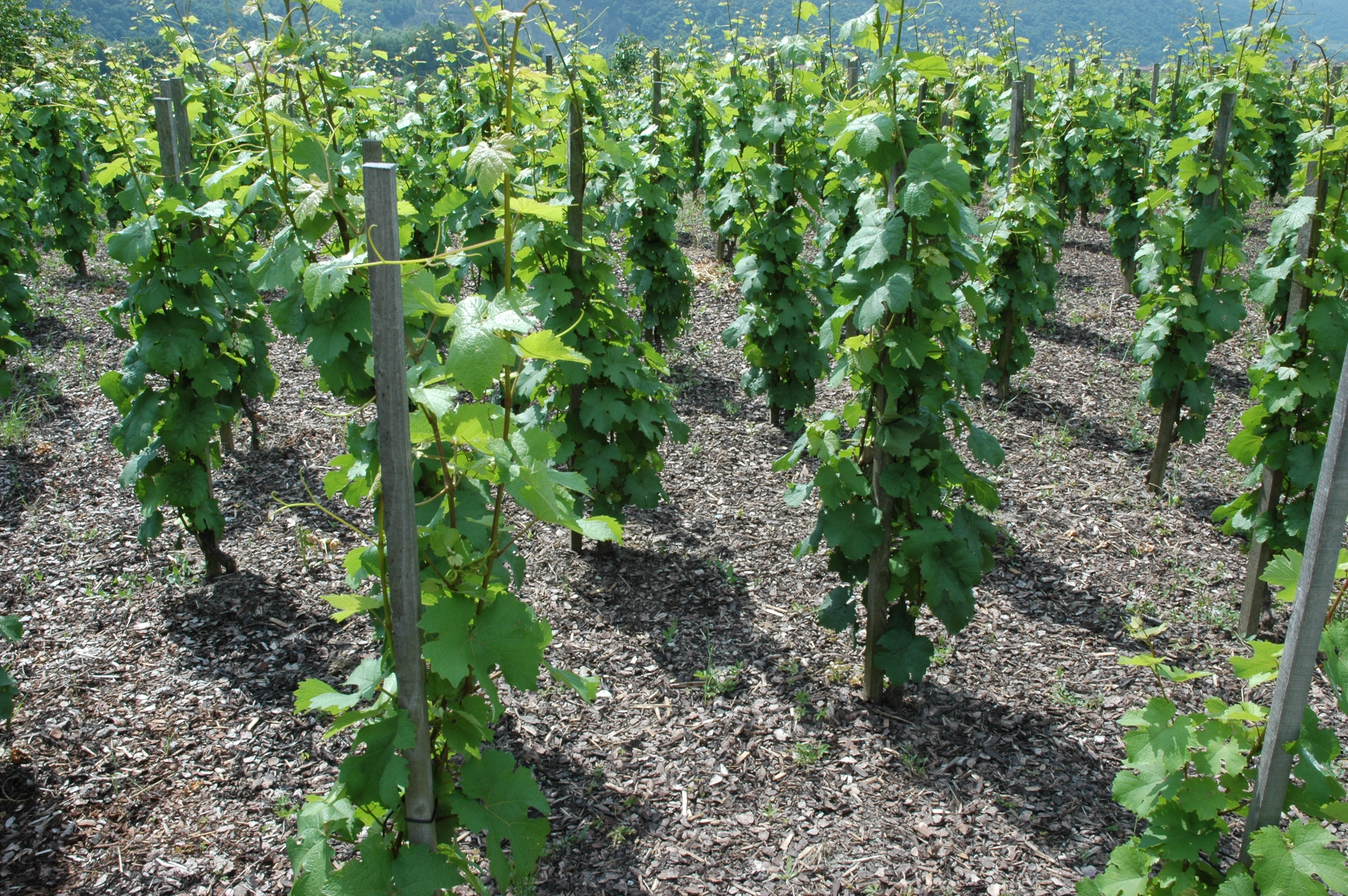
Stockkultur – Demonstrationsanlage in Weißenkirchen/Wachau

Die Stockkultur, auch Pfahlkultur genannt, war bis in die 1950er und 1960er Jahre die verbreitetste Erziehungsmethode im österreichischen Weinbau. Jeder Rebstock wird mit einem einzelnen Pfahl (Stecken) gestützt. In Deutschland spricht man von der Moselpfahl- bzw. Einzelpfahlerziehung, die vor allem in den nördlichen Anbaugebieten Mosel, Ahr und Mittelrhein heute noch eine Verbreitung hat. In Württemberg war stattdessen die dreischenklige Pfahlerziehung verbreitet, bei welcher jeder Rebstock bzw. dessen Schenkel jeweils an einen Pfahl erzogen wurde.
Bei der Stockkultur wurden etwa 8.000–10.000 Reben pro Hektar (sehr hohe Bepflanzungsdichte) gepflanzt, wobei die Stammhöhe nur etwa 20 cm beträgt. Dadurch ergibt sich ein sehr enger Reihenabstand, der nur mit einem sehr hohen Maß an Handarbeit bewirtschaftet werden kann. Der enge Abstand bewirkt auch, dass die Trauben weniger Sonnenlicht erhalten und die Stöcke schlechter durchlüftet werden. Zudem bewirkt die Entwicklung der Reben in Bodennähe einen erhöhten Krankheitsbefall. Auf Grund der fehlenden Arbeitskräfte und Frostschäden wurde die Stockkultur in Österreich nach dem Zweiten Weltkrieg allmählich von der Hochkultur abgelöst.
Die sehr tiefen Wintertemperaturen in den Monaten Jänner und Februar 1956 führten in den nördlichen Weinbauregionen zu starken Schäden in den Weingärten, waren Anlass zur Umstellung der Erziehung bzw. Auswahl von widerstandsfähigeren Rebsorten.

#### Moselpfahlerziehung
Besonders an der Mosel spielt die Moselpfahlerziehung noch eine Rolle. Auf einem Stämmchen (früher zwei mit verschiedenen Höhen) werden zwei Ganzbögen (Büglinge) angeschnitten. Diese Ganzbögen werden am Stamm oder Stecken unterhalb befestigt. Der starke Anschnitt (12–18 Augen/m²) begünstigt hohe Erträge. Die Laubarbeiten im Sommer sind sehr arbeitsaufwendig. Eine Mechanisierung der Stockarbeiten ist nicht möglich. Durch tief herunterhängende Triebe ist auch die Bodenpflege behindert. Es ist ein nicht mehr zeitgemäßes und mechanisierungsfeindliches Erziehungssystem.

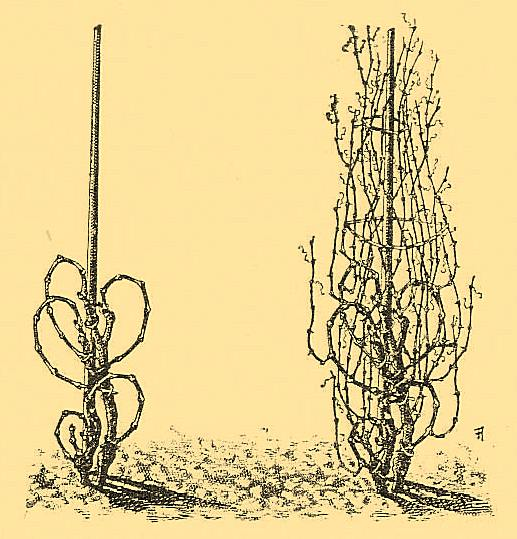
Moselpfahlerziehung
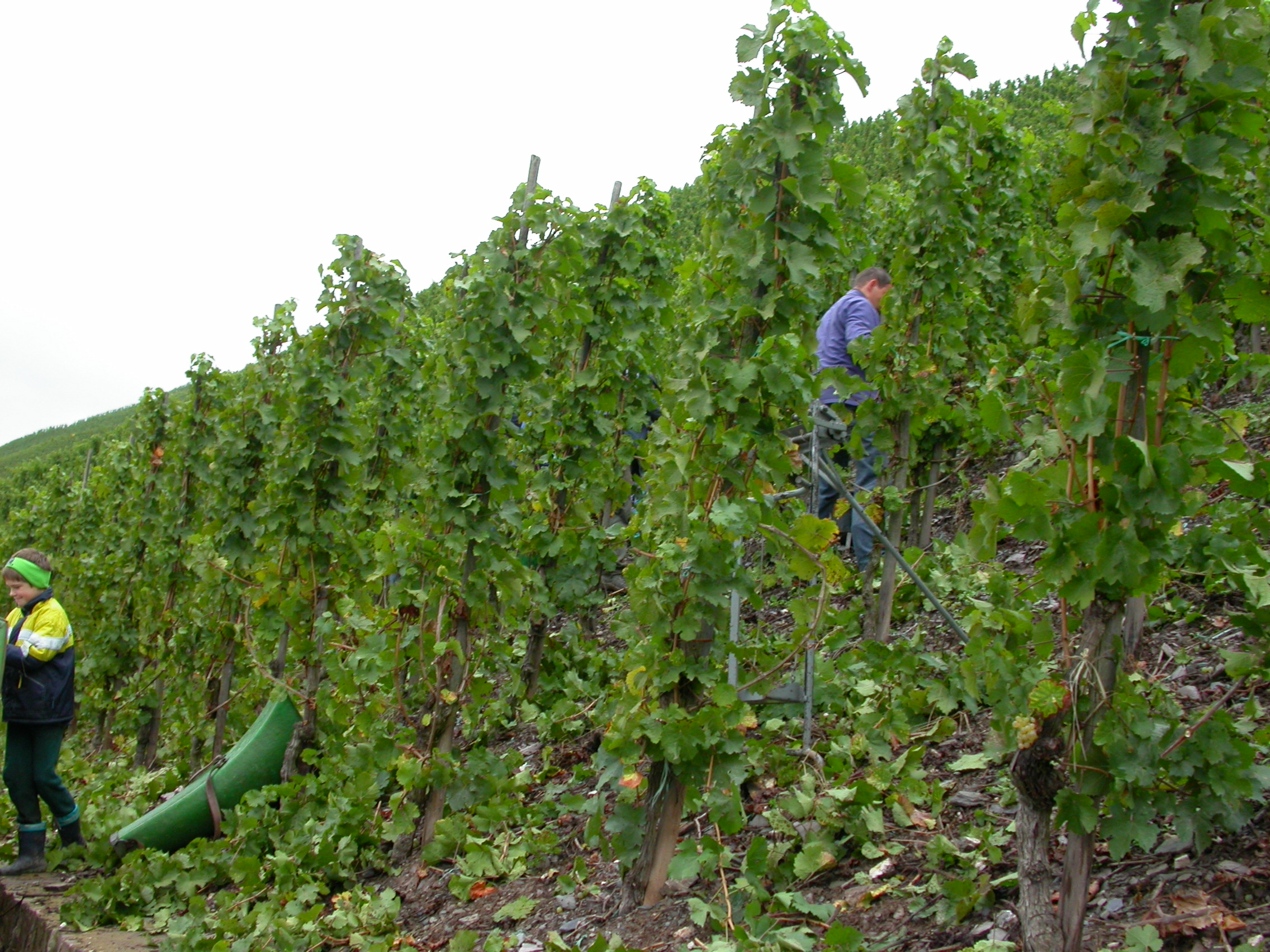
Pfahlerziehung an der Mosel
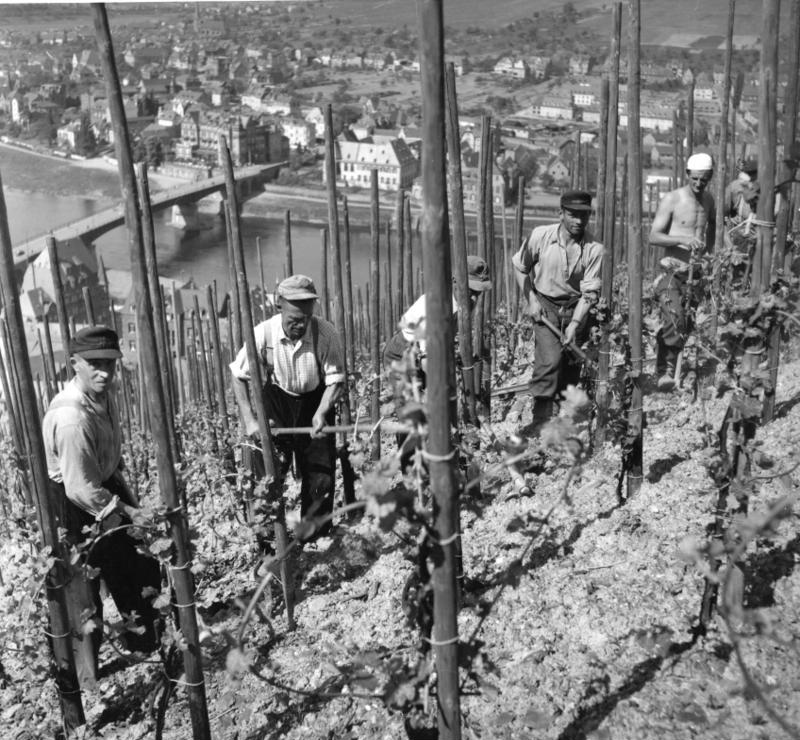
Moselpfahlerziehung – Arbeiten im Weingarten

#### Trierer Slamka-Erziehung
Diese hohe Rebenerziehung wurde in den 1980er Jahren von Dr. Paul Slamka in Trier (D) für den Steil- und Steilst-Weinbau entwickelt. Als Verteilungselement für das Fruchtholz wird auf dem Unterstützungspfahl je nach Neigung des Geländes in einer Höhe von 1,4 bis 1,6 m, ein Kunststoffrad mit vier Speichen aufgesteckt. Je nach Rebsorte werden pro Verstrebung eine Fruchtrute oder ein Strecker plus je ein kurzer Zapfen angeschnitten. Das Fruchtholz kann an 2,3 oder 4 Verstrebungen aufgebaut werden. Es wächst zuerst nach oben, mit dem Gewicht der Blätter und Trauben senkt es sich über dem Rad nach unten. Hierdurch ist der Stock sehr gut belichtet und belüftet. Dank der einzeln stehenden Rebstöcke können Steillagen auch quer begangen werden. Außerdem entfällt der Zeitaufwand für das Biegen, und es fallen auch viel weniger Laubarbeiten (Heften) an. Trotzdem hat sich diese Erziehungsform kaum durchgesetzt; nachteilig kommt die Gefahr in Betracht, dass sich Laubglocken bilden, was einen erhöhten Infektionsdruck für Pilzerkrankungen zur Folge hat. Auch ist die Lese im Vergleich zu anderen Erziehungssystemen erschwert.

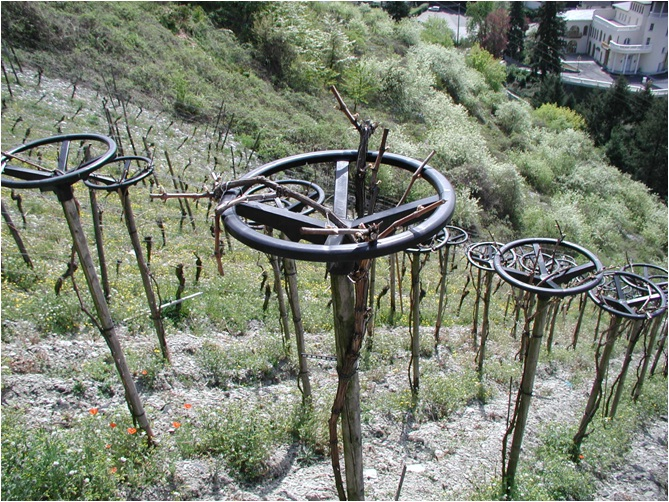
Trierer Rebenrad

### Vertikale Erziehungssysteme
Das sind Erziehungssysteme, bei denen eine vertikale Laubwand (Spalier) mit Hilfe mehrere Drähte formiert wird. Die Laubwand hat eine Dicke von 20 bis 30 cm. Es sollen je lfm nur ca. 15 Triebe formiert werden, da es sonst zu Verdichtungen kommt. Manche Systeme haben eine vertikal formierte Laubwand, und ein Teil der Triebe hängt frei in die Fahrgasse. Also ist nicht immer eine exakte Zuordnung möglich.

#### Niedere Spaliererziehung

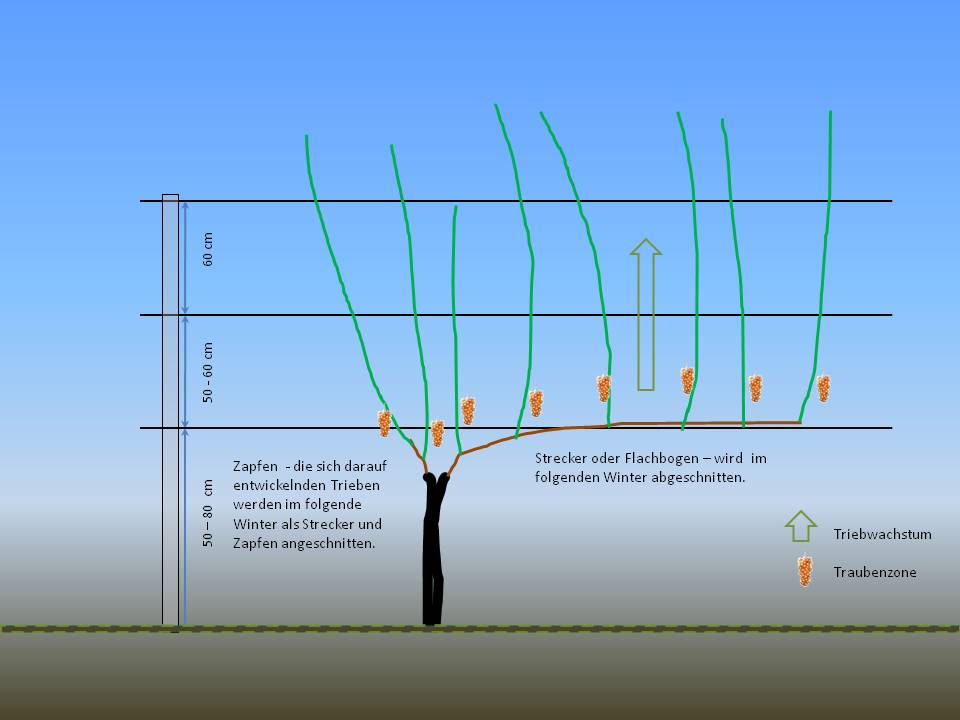
Schematischer Aufbau der niederen Spaliererziehung

Bei dieser niederen Erziehung (in Frankreich unter Guyot-Erziehung bekannt – benannt nach Jules Guyot) wird ein Stämmchen erzogen, auf dem ein oder zwei Strecker (Flachbogen) mit jeweils einem Ersatzzapfen angeschnitten werden. Früher wurden Stämmchen von ca. 25 cm, heute 40 bis ca. 70 cm, bei einer Reihenentfernung von 1,10 bis 1,50 m, aufgebaut.
Diese Erziehungsform ist im europäischen Qualitäts-Weinbau eine häufig praktizierte Erziehungsform. Besonders die weiter entwickelten Formen (mit höheren Stämmen und größerer Reihenentfernung) des Guyot-Systems werden heute beim intensiven Weinbau auf der ganzen Welt angewendet. Das System ermöglicht einen hohen Mechanisierungsgrad bei vertretbaren Erstellungskosten. In den Weinbaugebieten haben sich Varianten, welche sich geringfügig unterscheiden, aus verschiedenen Gründen (Sorteneigenheiten, Wuchsstärke u. a.) entwickelt.

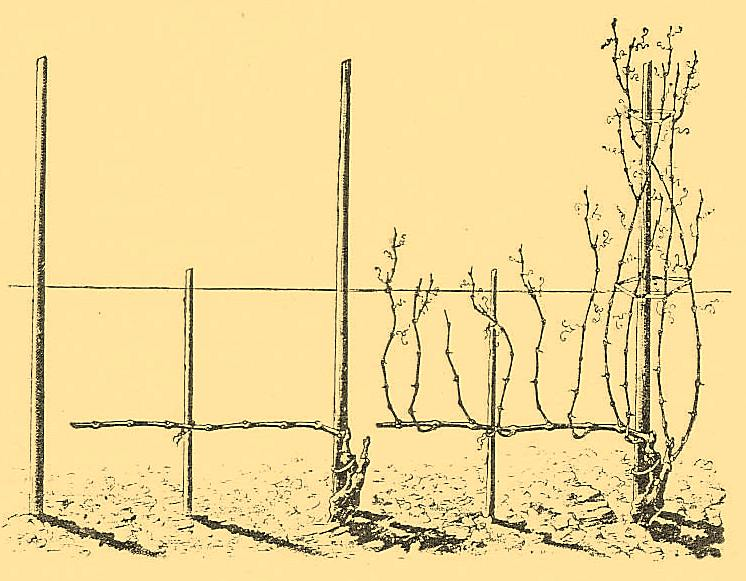
Guyoterziehung
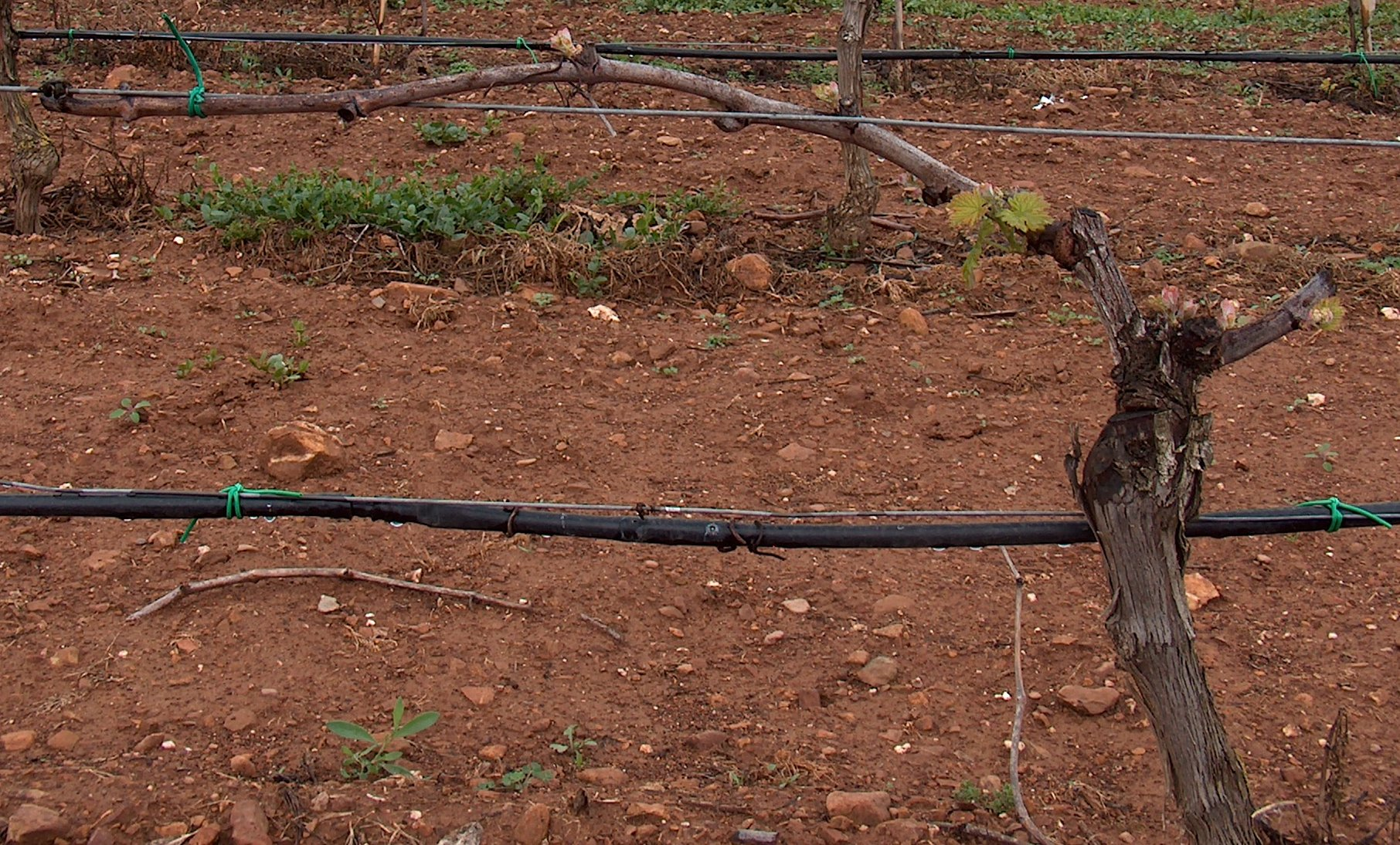
Guyot Rebschnitt – kurzer Zapfen und langer Strecker (Flachbogen), darunter Tropfbewässerung
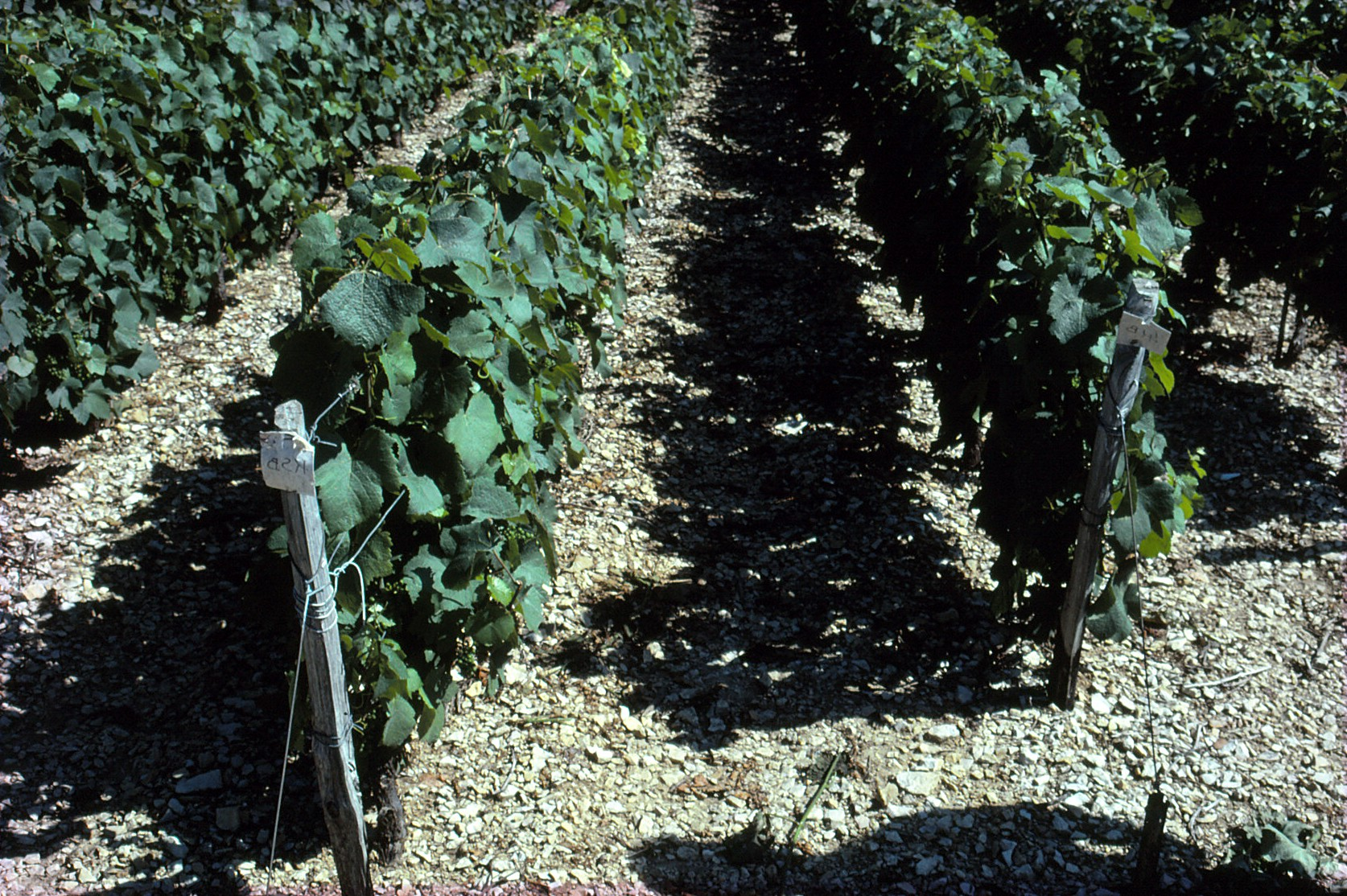
Guyot-Erziehung, Frankreich
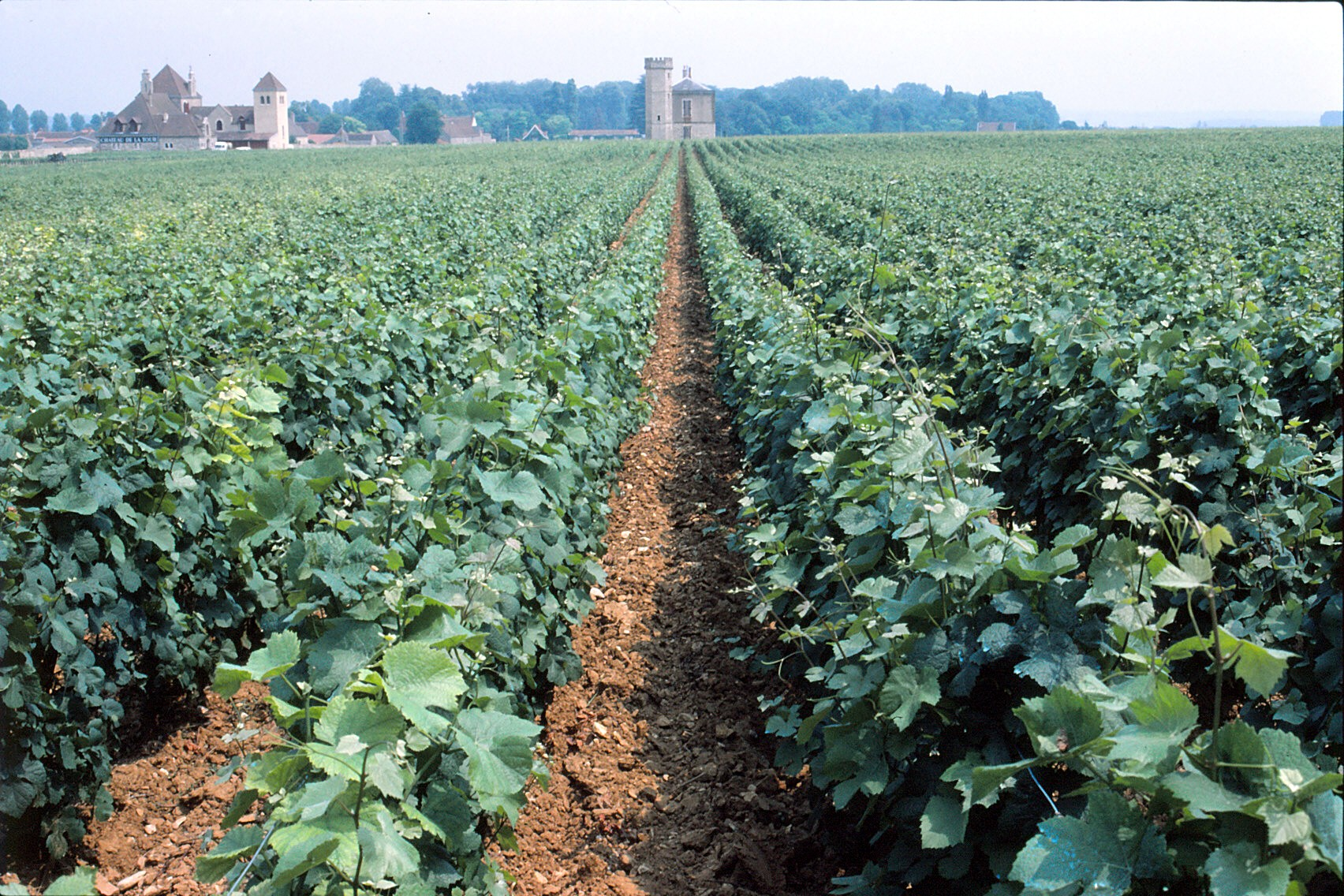
Guyot-Erziehung in Burgund

#### Spaliererziehung

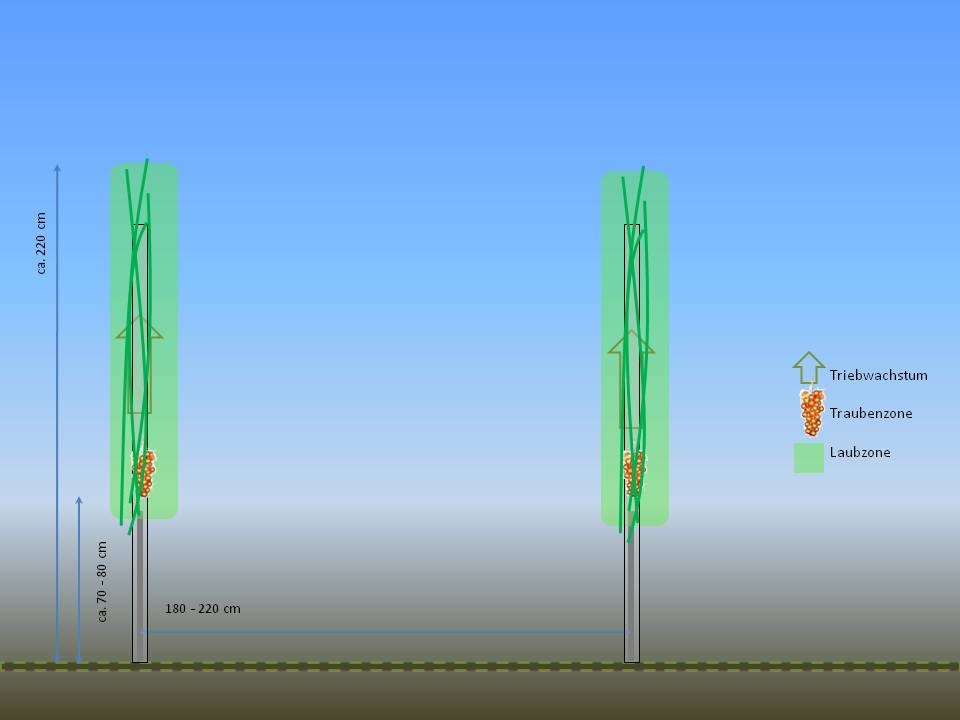
Schematische Darstellung der Spaliererziehung

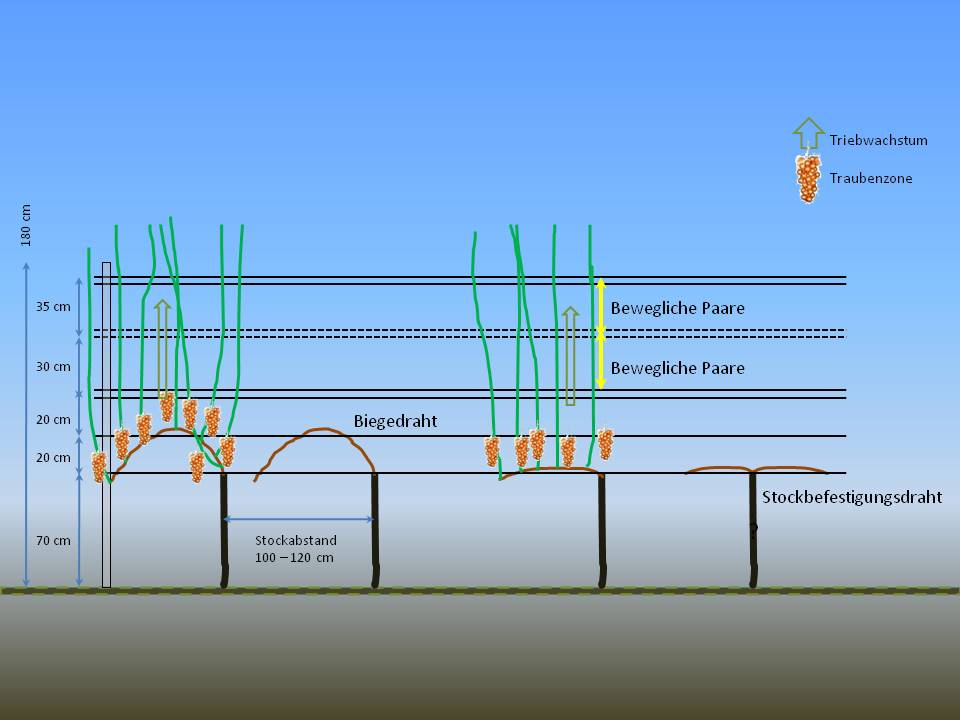
Drahtrahmenunterstützungsgerüst für eine Spaliererziehungsanlage

Bekannt auch als Normalerziehung, Einheitsnormalerziehung, Standardspalier, VSP Trellis (Vertical Shoot Positioning) in Australien und Neuseeland u. a.).
Ist heute weltweit das verbreitetste Erziehungssystem bei der Keltertraubenerzeugung. Die Triebe werden senkrecht in Spanndrähte geheftet (gesteckt, gebunden bzw. formiert). Die Triebe werden von mehreren Heftdrähten gehalten. Durch diese Formierung entsteht ein heckenartiges Aussehen (Gesamthöhe ca. 2,20 m). Der Anschnitt des Fruchtholzes kann unterschiedlich erfolgen. Ist heute in Deutschland das verbreitetste Erziehungssystem und gewinnt auch in anderen Ländern stark an Verbreitung. Es basiert auf den Arbeiten von Jules Guyot.
Es werden Stämmchen von 70 bis 90 cm erzogen und auf diesen werden in der Reihenrichtung ein oder zwei Flachbögen (Strecker), Halbbögen oder Pendelbögen angeschnitten. Diese Triebe werden auf Spanndraht befestigt. Beim Halb- und Pendelbogen wird über einen zusätzlichen Biegedraht der Trieb befestigt.
Je nach Schnittvariante, Durchführung der Laubarbeiten kann die Anzahl der Spanndrähte variieren:
- Drahtrahmen mit einem beweglichen Heftdrahtpaar und zwei oder drei festen Rankdrähten.
- Drahtrahmen mit zwei beweglichen Heftdrahtpaaren: für Sorten, die weniger aufrecht wachsen und eine geringere Rankfähigkeit besitzen (z. B. Silvaner, Müller-Thurgau, Kerner).
- Drahtrahmen mit zwei beweglichen Heftdrahtpaaren und einem Rankdraht: Diese Variante eignet sich, wenn hohe Laubwände beabsichtigt sind oder starke Seitenwindeinwirkung gegeben ist.
- Drahtrahmen für den Einsatz eines Laubhefters: Hier wird nur ein vereinfachtes Drahtrahmengerüst benötigt.
- Drahtrahmen für den Einsatz von rollbaren Kunststoffnetzen: Hier wird nur ein vereinfachtes Drahtrahmengerüst benötigt. Die Kunststoffnetze werden beiderseits der Laubwand aufrollbar montiert. Diese Netze vereinfachen die Laubarbeit und geben den Blättern und Trieben Halt und zusätzlich Schutz gegen Hagelschlag und zur Traubenreife gegen Vogelfraß.[23]

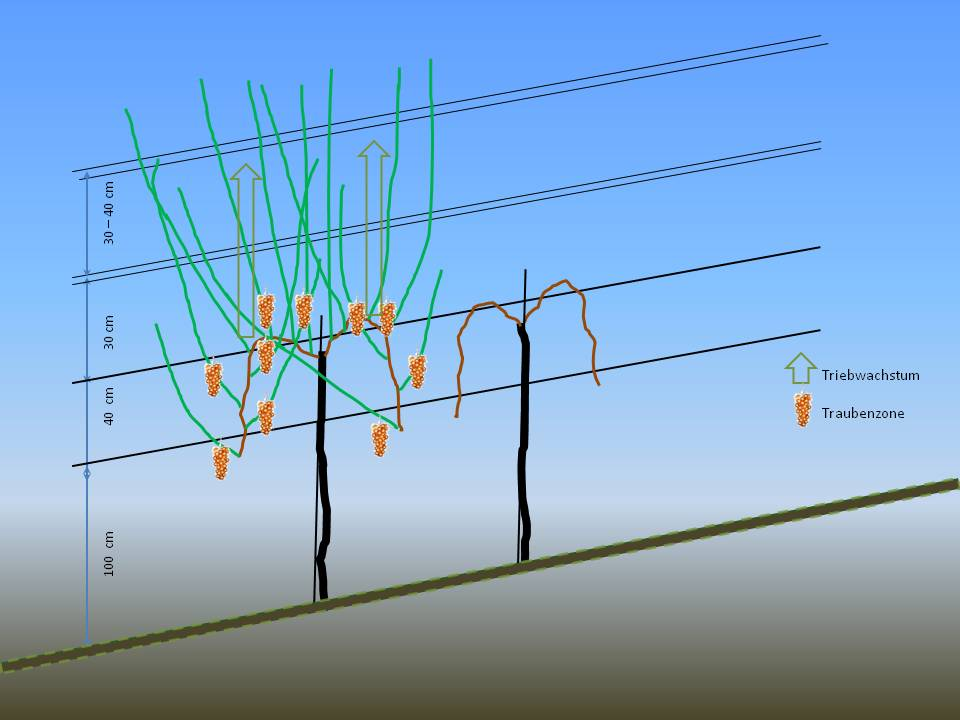
Schematische Darstellung einer Spaliererziehung mit Pendelbogenschnitt
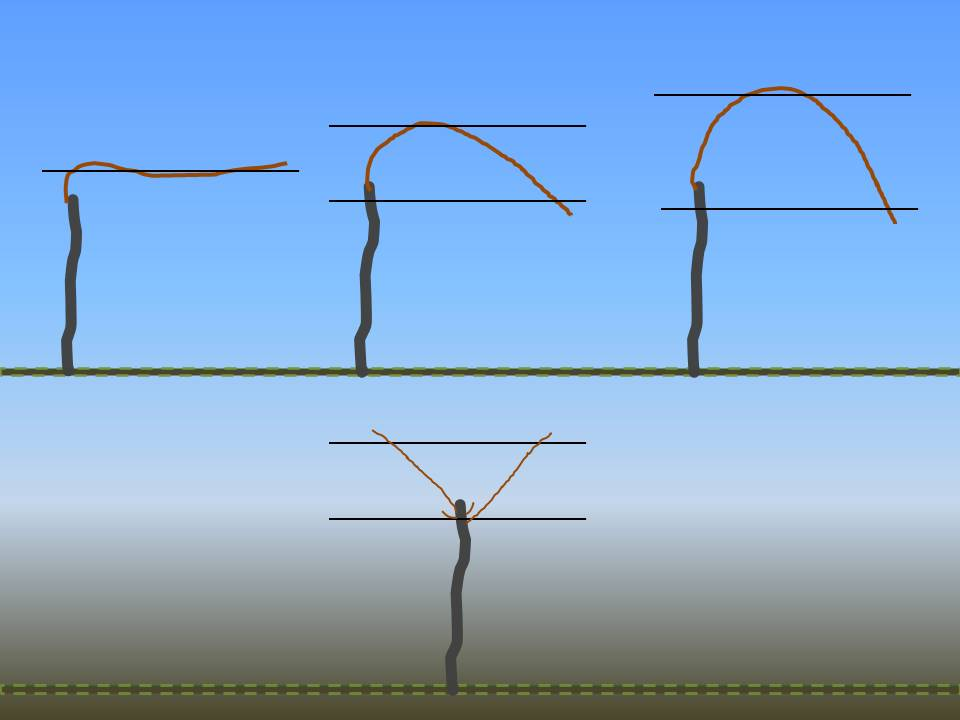
Möglicher Anschnitt: Flachbogen (Strecker), Halbbogen, Pendelbogen und V-Schnitt
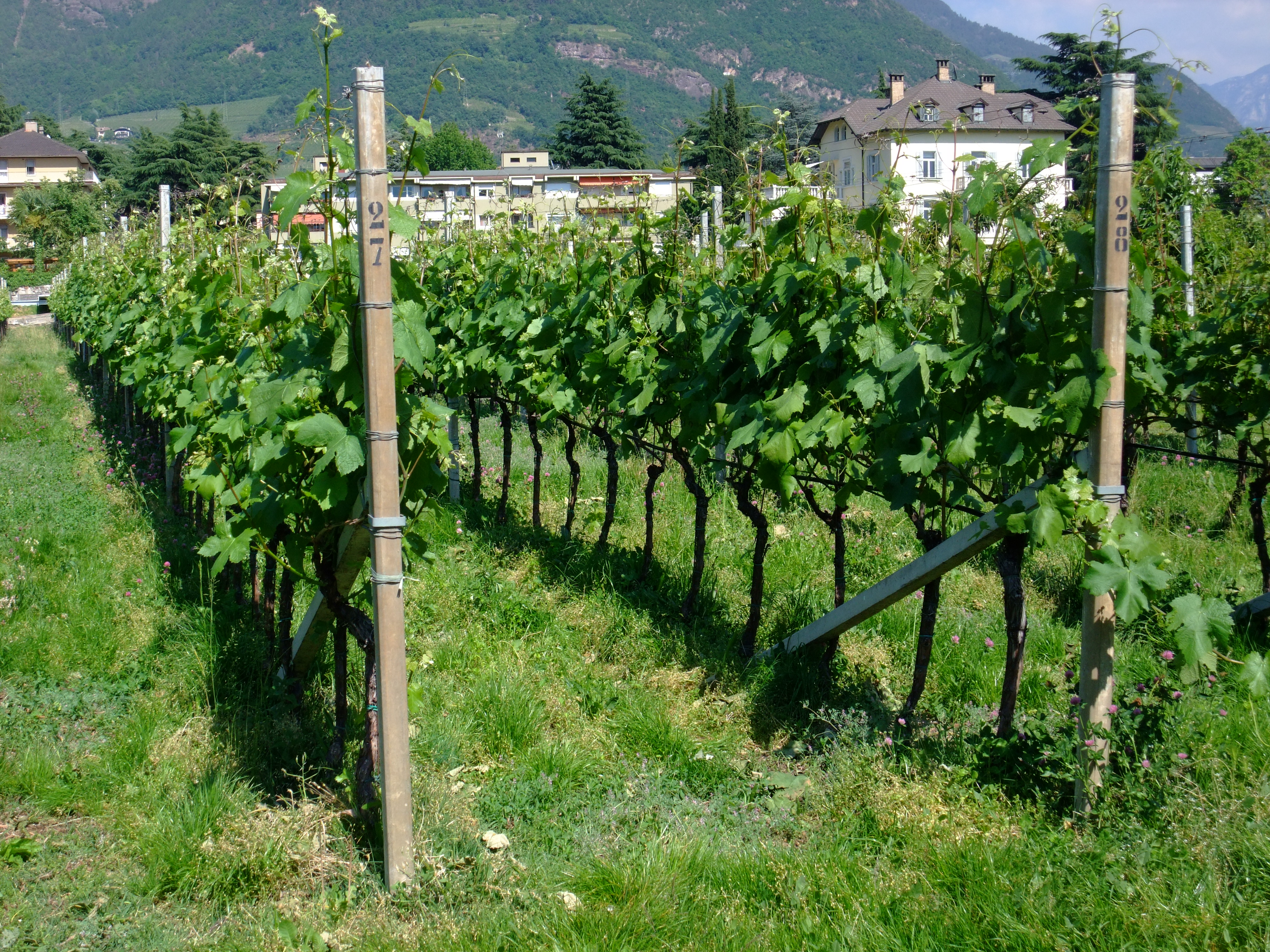
Spaliererziehung in Südtirol
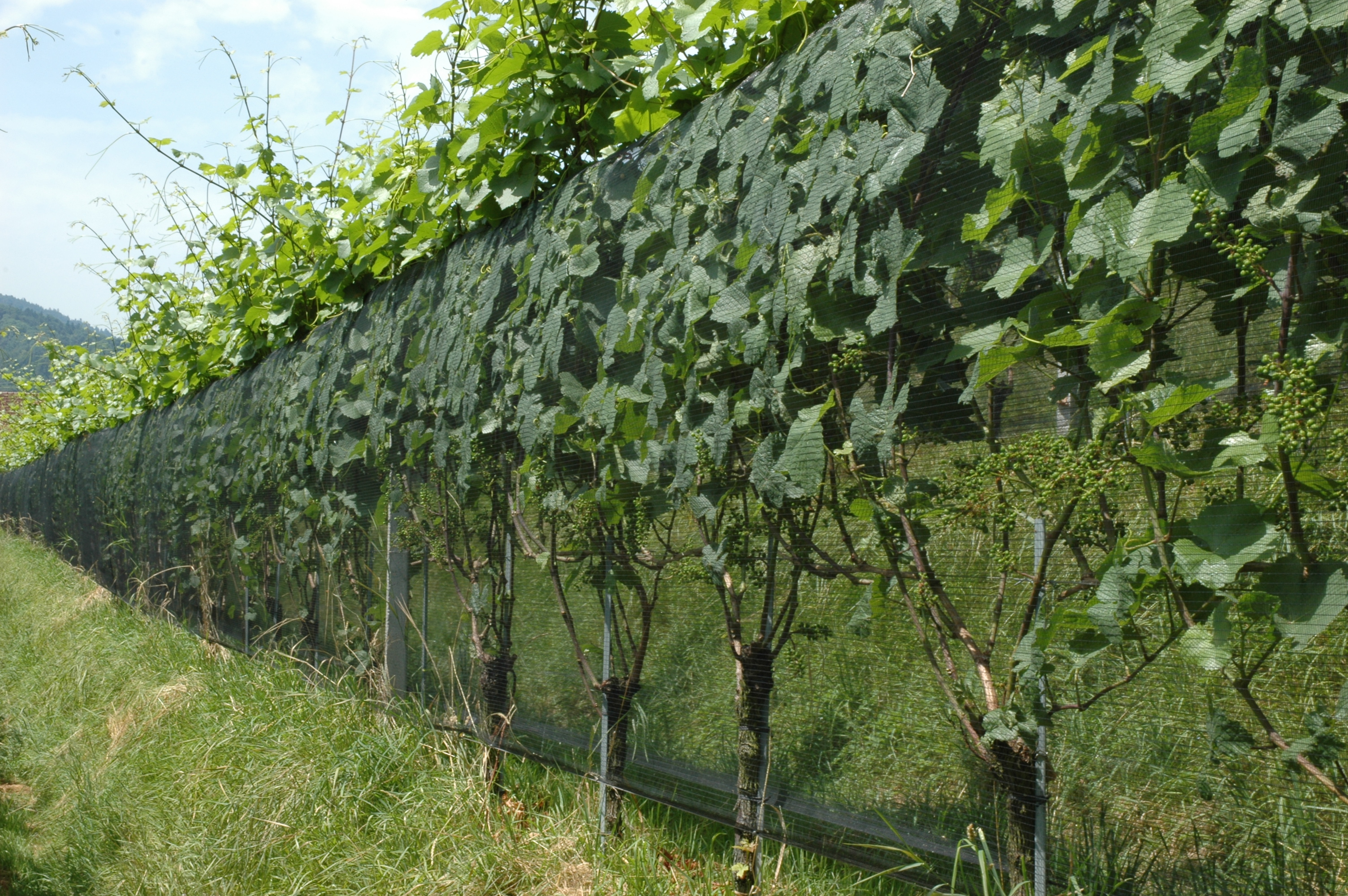
Beidseitig gespanntes Kunststoffnetz ersetzt das Einschlaufen der Triebe, gleichzeitig Schutz gegen Hagelschäden und Vogelfraß

Je nach Anschnitt des Fruchtholzes kennt man folgende Varianten:
- Flachbogenschnitt, Streckerschnitt, Einfach- oder Doppelstreckbogen

Die Fruchtrute(n) wird flach am Biegedraht befestigt.
- V-förmiger Kurzstreckerschnitt

Zwei kurze Strecker werden V-förmig formiert.
- Halbbogenschnitt

Der Halbbogen wird über einen Hilfsbiegedraht in einem leichten Knick nach unten gebogen und an dem darunter befindlichen Biegedraht festgebunden.
- Pendelbogenschnitt

Beim Pendelbogen sind gleich wie beim Halbbogen zwei Biegedrähte vorhanden. Diese haben einen größeren Abstand (30–40 cm) gegenüber der Halbbogenerziehung. Der einjährige Trieb wird länger, d. h. mit mehr Augen, gegenüber dem Halbbogen, angeschnitten. Ein echter Pendelbogen ist es genaugenommen nicht, dieser müsste frei hängen können.
- Kordon mit Zapfenschnitt

In einer Höhe von ca. 70 bis 90 cm werden in der Reihenrichtung zwei Kordone erzogen. Darauf werden jährlich mehrere kurze Zapfen angeschnitten. Beim Wechselkordonschnitt werden im zweiten Jahr auf dem im Vorjahr angeschnittenen Holz kurze Zapfen angeschnitten. Diese werden im folgenden Jahr wieder entfernt und der Schnitt beginnt wie im ersten Jahr. Der Kordon wird also nach dem zweiten Jahr erneuert. Zweck dieser Vorgangsweise ist, dass man mit Vorschneidemaschinen die Rebschnittzeit reduziert, gegenüber wenn Strecker und Halbbögen angeschnitten werden. Beim Wechselkordon fällt zumindest in einem Jahr auch das Anbinden der Strecker weg, da ja nur kurze Zapfen angeschnitten werden. Mit wechselseitigen, reihenweisen Wechseln des Schnittes kann der Rebschnittzeitaufwand reduziert werden. Der kurze Anschnitt von Zapfen birgt aber die Gefahr mit sich, dass die Traubenzone zu dicht wird und vermehrt Pilzkrankheiten auftreten können. Verstärkte Laubarbeit in der Traubenzone ist notwendig. Bei der Wahl dieser Form ist zu berücksichtigen, dass bei manchen Rebsorten die Fruchtbarkeit der Augen auf den Zapfen zu gering ist.

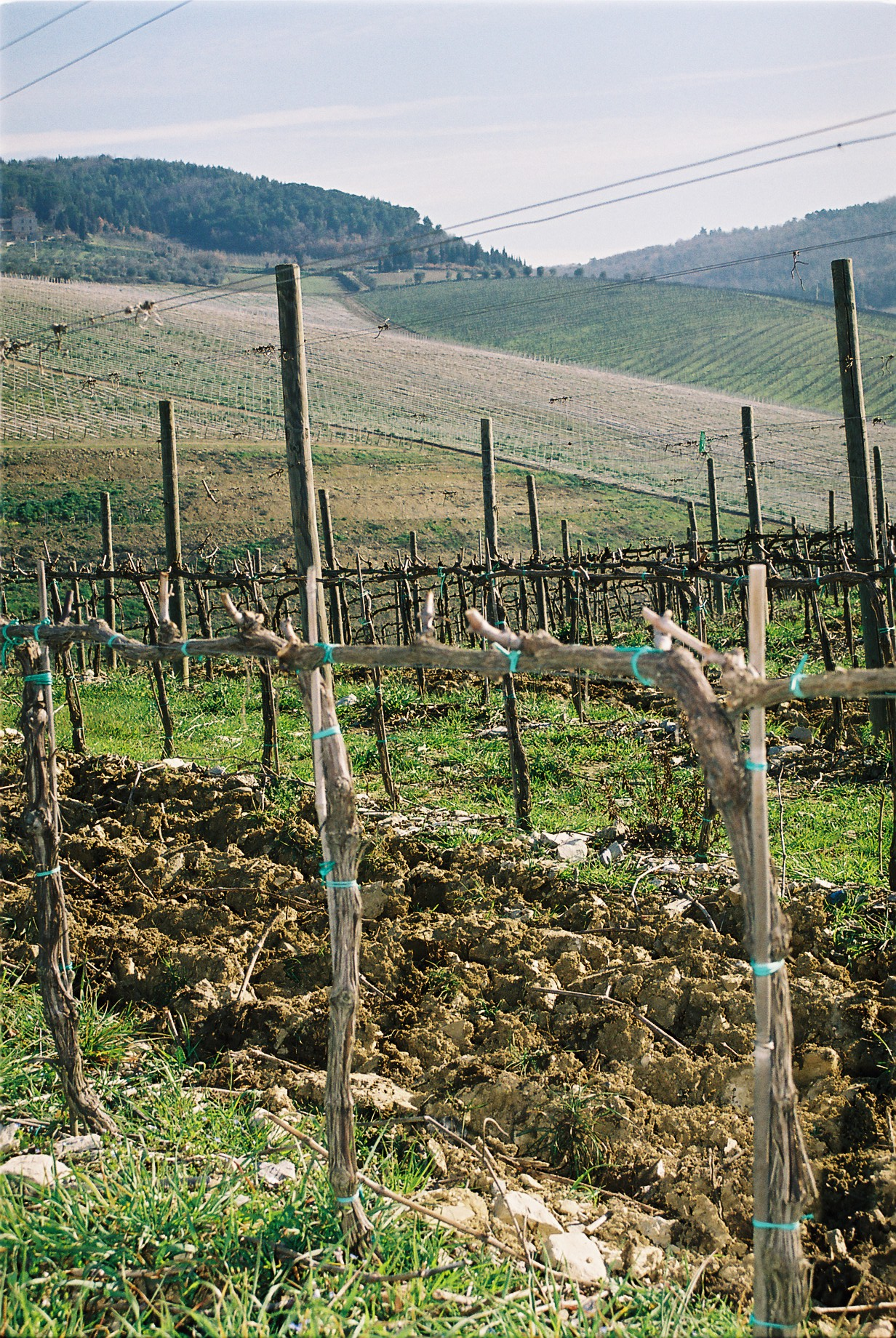
Spaliererziehung mit Kordon und Zapfenschnitt in der Toskana
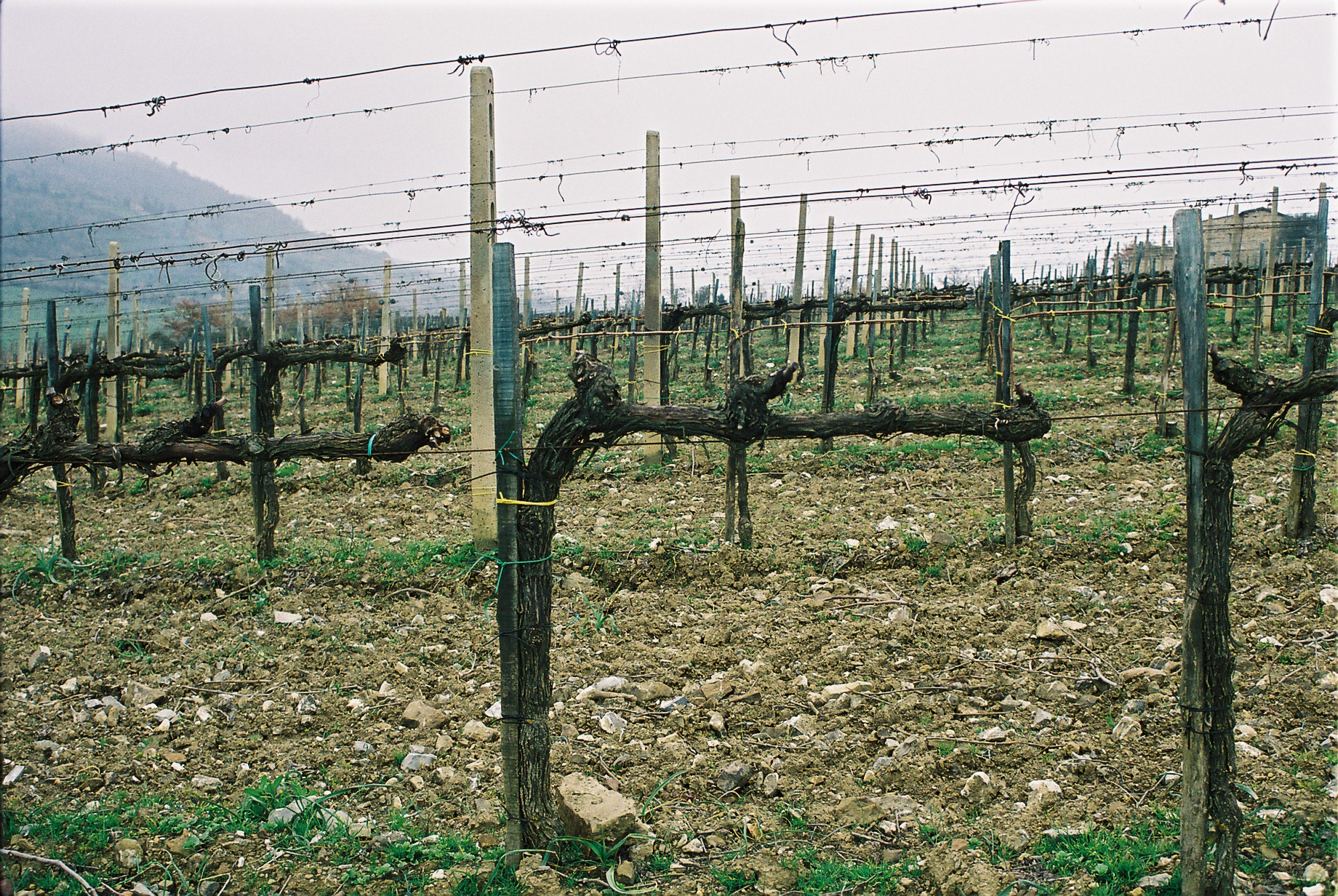
Spaliererziehung mit Kordon und Zapfenschnitt in der Toskana
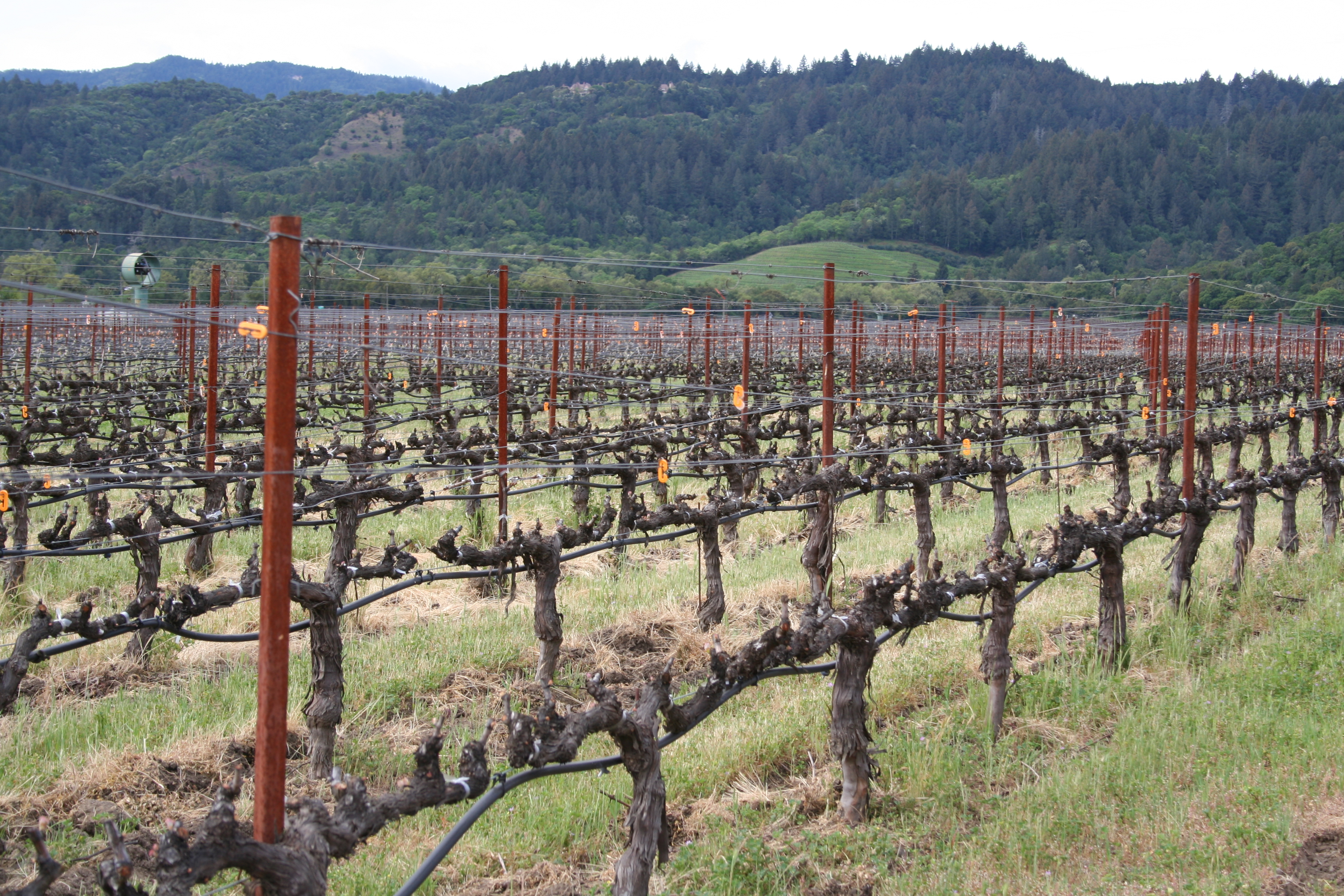
Niedere Drahtrahmenerziehung mit Kordon, Kalifornien
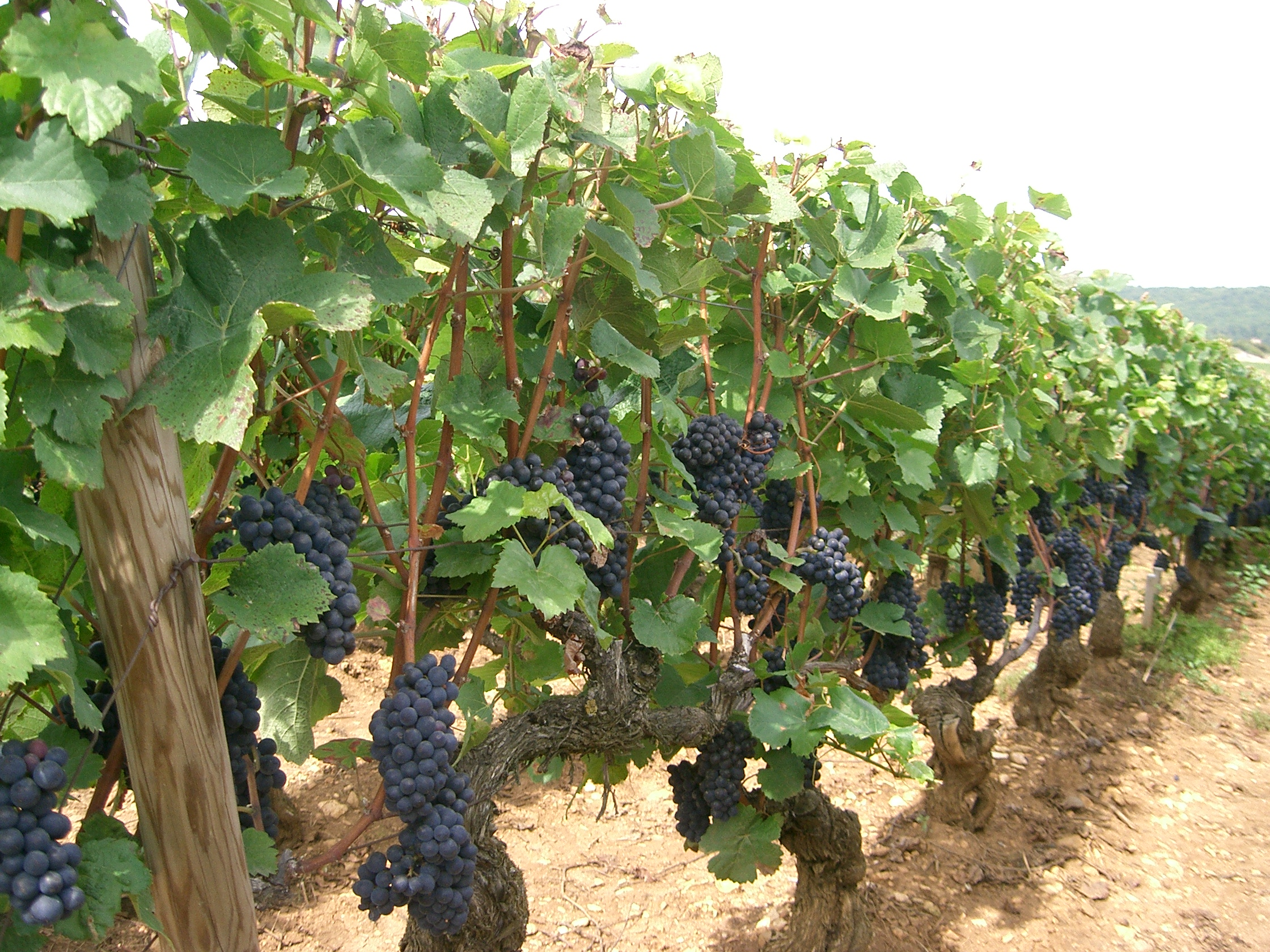
Niedrige Drahtrahmenerziehung mit Kordon, Pinot Noir, Santenay, Burgund
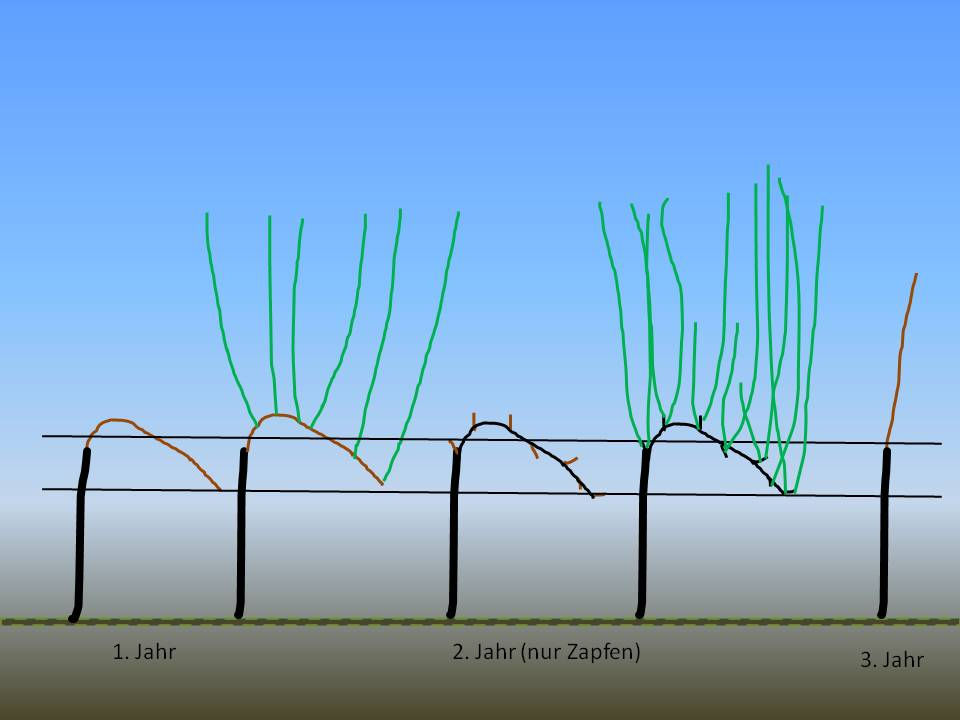
Rebschnittabfolge beim Wechselkordonschnitt

#### Sonstige Spaliererziehungssysteme
| Lyra-Erziehung | Lyra-Erziehung | Lyra-Erziehung |
| --- | -------------- | -------------- |
| Die Lyra-Erziehung besteht aus einem sich V-förmig (auch U-förmig) sich nach oben öffnenden Unterstützungsgerüst und wurde in Frankreich von Alain Carbonneau entwickelt. Die Stämmchen werden 80 cm hoch erzogen. Gegenüber der Spaliererziehung wird die Laubwand auf zwei Teile aufgeteilt, sodass auch bei hohem Sonnenstand, direktes Sonnenlicht auf die inneren Blätter und der Traubenzone gelangt. Auf Grund der sehr guten Laubwandstruktur wird die Fotosyntheseleistung verbessert. Das Unterstützungsgerüst ist sehr aufwendig und erfordert einen Reihenabstand von 3 bis 3,2 m. Einige Pflegearbeiten sind mit deutlich mehr Aufwand, gegenüber anderen Erziehungssystemen, verbunden. Auch der Einsatz von Spezialmaschinen ist erschwert bzw. nicht möglich. Nachteilig sind der höhere Laubarbeitsaufwand und deren termingemäße Durchführung (besonders bei wüchsigen Anlagen), die schlechte Eignung für maschinellen Rebschnitt, die mechanische Bodenbearbeitung im Unterstockbereich und die mechanische Traubenvollernte. Wegen des Klimawandels ist eine hohe Traubenreife jedoch auch bei anderen Erziehungssystemen, die einen geringeren Arbeits- und Kostenaufwand verursachen, zu erwarten. Besonders in den USA wurde das System in unterschiedliche Varianten abgeändert, z. B. die „Asymmetrische Lyra“, dabei werden die beiden Laubwände in verschiedener Höhe angeordnet. |                |                |
| Tatura-Spaliererziehung |                |                |
| Tatura, eine Forschungsanstalt in Australien (Victoria), entwickelte ein Erziehungssystem, welches aus zwei um 60° geneigte Rebstämme und der Sommertriebe, sich V-förmig nach oben öffnend, besteht. Das System hat eine hohe Produktionsleistung, ist schwierig zu mechanisieren und hat kaum Bedeutung in der Weinbaupraxis. Im Prinzip ist dieses System einer Lyra-Erziehung sehr ähnlich, nur größer. Die Grundprinzipien der Erziehung sind zur Lyra-Erziehung gleich. |                |                |
| Spaliererziehung für Terrassen |                |                |
| Reben können in sehr steilem Gelände kultiviert werden. Eine Querterrassierung verbessert die Mechanisierungsmöglichkeit und vermindert die Bodenerosion. Eine Spaliererziehung in einer Ebene stehenden Laubwand erlaubt der Querterrassierung keine optimale Nutzung des Sonnenlichtes, welches auf der Fläche zur Verfügung steht. Um Platz und Sonnenenergie besser zu nutzen, kann man zu der senkrechten Laubwand (mit Drahtrahmen) eine abwärts über die Böschung gerichtete aufgefächerte Laubwand, zusätzlich anordnen. Verschiedene Varianten sind möglich. Diese Erziehungssysteme für Terrassenanlagen an Steilhängen erlauben eine Ertragssteigerung im Vergleich zur herkömmlichen Spaliererziehung. Der höhere Ertrag führte zu keiner Beeinträchtigung der Mostqualität. Auch die gewonnenen Weine zeigten nur geringe Qualitätsunterschiede. Das System ermöglicht eine intensivere Flächennutzung, ist aber mit erhöhtem Aufwand verbunden. |                |                |
| Etagenerziehungen |                |                |
| Etagenerziehung hat es im Rheingau schon früher gegeben. An Hausmauern wurde ein Kordon in 70 cm Höhe und in 70 cm darüber (= ein doppelstöckischer Kordon) auf einem Holzlattengerüst erzogen. So gezogene Rebstöcke brachten einen hohen Ertrag. Sowohl die Unterstützung und Pflege sind sehr aufwendig. In Australien und Neuseeland wurden, auf Grund des sehr starken Triebwuchses der Reben, in der zweiten Hälfte des 20. Jh. Etagenerziehungen entwickelt. Diese haben in Europa keine Bedeutung erlangt. |                |                |
| Te Kauwhata Two Tier (TK2T) Wurde von Richard Smart in der neuseeländischen Versuchsstation Kauwhata 1982 entwickelt. Das Erziehungssystem besteht aus zwei übereinander stehenden Laubwänden. Die Stämme werden in abwechselnde Höhe erzogen, wobei bei einem Stock in einer Höhe von 40 cm Kordone in beide Richtungen bis zum nächsten Rebstock aufgebaut werden. Beim folgenden Rebstock wird das gleich in einer Höhe von 110 cm gemacht. Damit entstehen zwei Laub- und Traubenzonen in unterschiedlicher Höhe. |                |                |
| Ruakura Twin Two Tier (RT2T) Ruakura Zwillings zwei Reihen Spaliersystem wurde 1983 von Richard Smart an der Forschungsanstalt Ruakura in Neuseeland entwickelt. Es werden vier Laubwände, auf einem sehr aufwendigen Unterstützungsgerüst, formiert. Das System benötigt wuchskräftige Rebstöcke und letztendlich auch eine spezielle Traubenerntemaschine. Dieses Erziehungssystem hat in Europa keine Bedeutung. |                |                |
| Scott-Henry-Erziehung (SH) Der Winzer Scott Henry aus Oregon/Umbqua Vally hatte in seinen Weingärten (1972) mit sehr starkem Wuchs der Rebstöcke Probleme (Laubverdichtungen, verstärktes Auftreten von Pilzkrankheiten, sinkende Erträge, geringe Farbintensität bei Rotweinsorten), die Wüchsigkeit in den Griff zu bekommen. Durch Erhöhung der Anschnittstärke von zwei auf vier lange Fruchtruten ging die Wüchsigkeit zurück. Es war daher erforderlich, die erhöhte Anzahl von Trieben zu verteilen. Henry verteilte die Fruchtruten auf zwei Gertstationen im Abstand von 30 cm. Die Triebe der oberen Station (in 130 cm Höhe) wurden nach oben geheftet und die Triebe der unteren Station (in 100 cm Höhe) nach unten geheftet. Damit wurde eine vertikal zweigeteilte Laubwand erreicht. Diese Erziehungsform bringt hohe Erträge und eignet sich für eine mechanische Ernte. Dieses Erziehungssystem stellt eine interessante Alternative zur Spaliererziehung dar. Das Erziehungssystem wird heute in unterschiedlichen Variationen in vielen Weinbauregionen der Welt eingesetzt. Besonders interessant ist es für Standorte, an denen das Triebwachstum sehr kräftig ist. Der wesentliche Vorteil der Scott-Henry-Anlage gegenüber der Spaliererziehung ist eine um ca. 60 % größere Lauboberfläche, dadurch eine höhere Fotosyntheseleistung und höhere Erträge. Unter Wuchsverhältnissen, die in europäischen Anbaugebieten vorliegen, kann nicht so stark angeschnitten werden. Es wurde daher eine SH-Variante an der FA Geisenheim entwickelt. Diese sieht nur die halbe Anschnittstärke vor, also zwei lange Fruchtruten. |                |                |
| Smart-Dyson-Erziehung Wurde in den 1980er Jahren in Kalifornien entwickelt. Das System ist benannt nach dem Australier Richard Smart und dem New Yorker John Dyson. Es handelt sich um eine Kordonerziehung, bei der die kurzen Zapfen nach oben und nach unten gerichtet sind. Die sich entwickelnden Triebe werden, so wie bei der Scott-Henry-Erziehung, nach oben und unten formiert. Diese Erziehungsform bringt hohe Erträge und eignet sich für eine mechanische Ernte. Ein auf dem Smart-Dyson-Erziehungssystem aufbauendes System, welches im In King Vally (Australien) entwickelt wurde, ist das System Ballerina. |                |                |

#### Hochkultur, Lenz Moser Erziehung

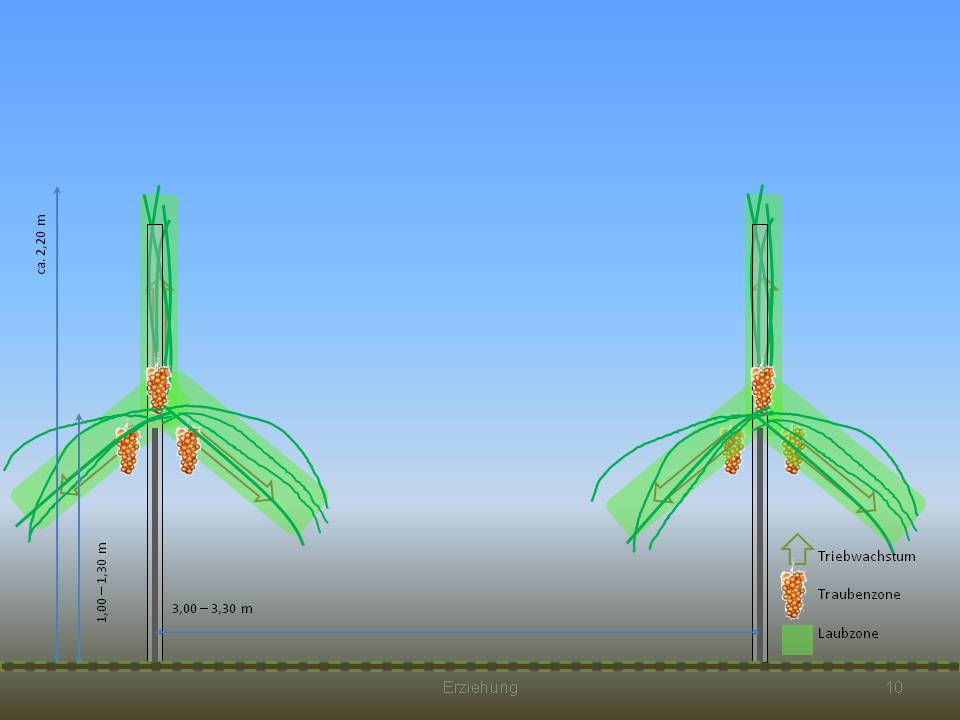
Schema der Urform nach Lenz Moser

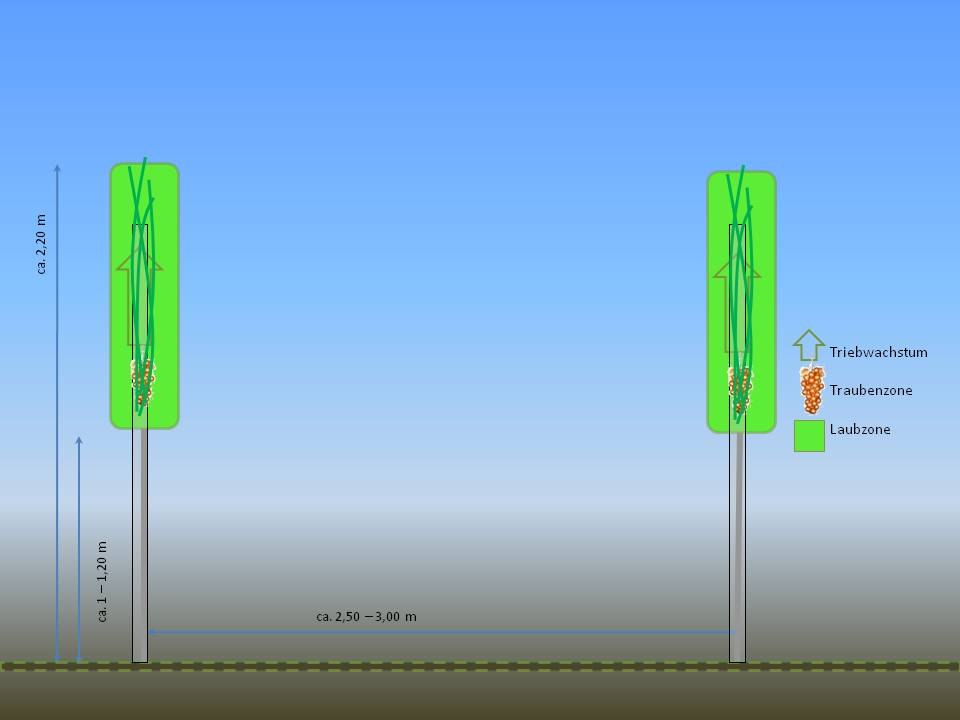
Heutige häufig anzutreffende Variante – Hochkultur spalierartig formiert

Die Hochkultur, auch Lenz Moser Erziehung genannt, ist ein Erziehungssystem mit Rebstämmen von ca. 100 bis 130 cm und einer Reihenentfernung von 2,80 bis 3,20 m (Weitraumerziehung). Sie wurde von Lenz Moser in Österreich (Rohrendorf bei Krems/D.) ab 1928 entwickelt. Ab Mitte der 1950er Jahre hat sich diese Erziehung im österreichischen Weinbau stark verbreitet. Lenz Moser hat seine Erfahrungen im Buch Weinbau einmal anders 1950 veröffentlicht.
Durch die geringe Anzahl von Rebstöcken pro Hektar, gegenüber der Stockkultur, müssen die einzelnen Stöcke einen höheren Ertrag erbringen, um zur gleichen Flächenleistung, gegenüber einer dichteren Bepflanzung, zu kommen. Es muss also jeder Stock mehr Triebe zur Entwicklung bringen. Mehr Triebe bedeutet auch ein Mehr an Blättern. Damit diese ausreichend Licht erhalten, hat Lenz Moser die Triebe geteilt (1/3 links, 1/3 in der Mitte in Drahtpaare, 1/3 rechts). Das ergibt eine sehr gute Blattflächenverteilung. Setzt aber voraus, dass eine Reihenentfernung von über 2,8 m gewählt werden muss. Diese zwar sehr gute Blattflächenverteilung ist aber nach heutiger Sicht sehr hinderlich für den Einsatz von Traubenvollerntern, Laubschneideeinrichtungen, Rebenvorschneider, Tunnelspritzen und Stockräumgeräten. Dies sind Gründe, dass heute keine Laubdreiteilung mehr praktiziert wird, da man auf einen größeren Anteil von Mechanisierungsmöglichkeiten verzichten muss. Außerdem führt die geringe Stockanzahl je Hektar (ca. 2500–3000 Rebstöcke/ha, d, S. 2,5–3 m² Standfläche je Stock) leicht zu einer zu hohen Einzelstockbelastung und Schwächung des Stockes. Die breiteren Reihenabstände ließen sich nicht nur besser mechanisieren, sondern ermöglichten auch eine andere Bodenpflege. Mit größeren Reihenabständen und höherer Traubenzone konnten Bodenbegrünungen angebaut werden, was bei der Stockkultur nicht möglich war.

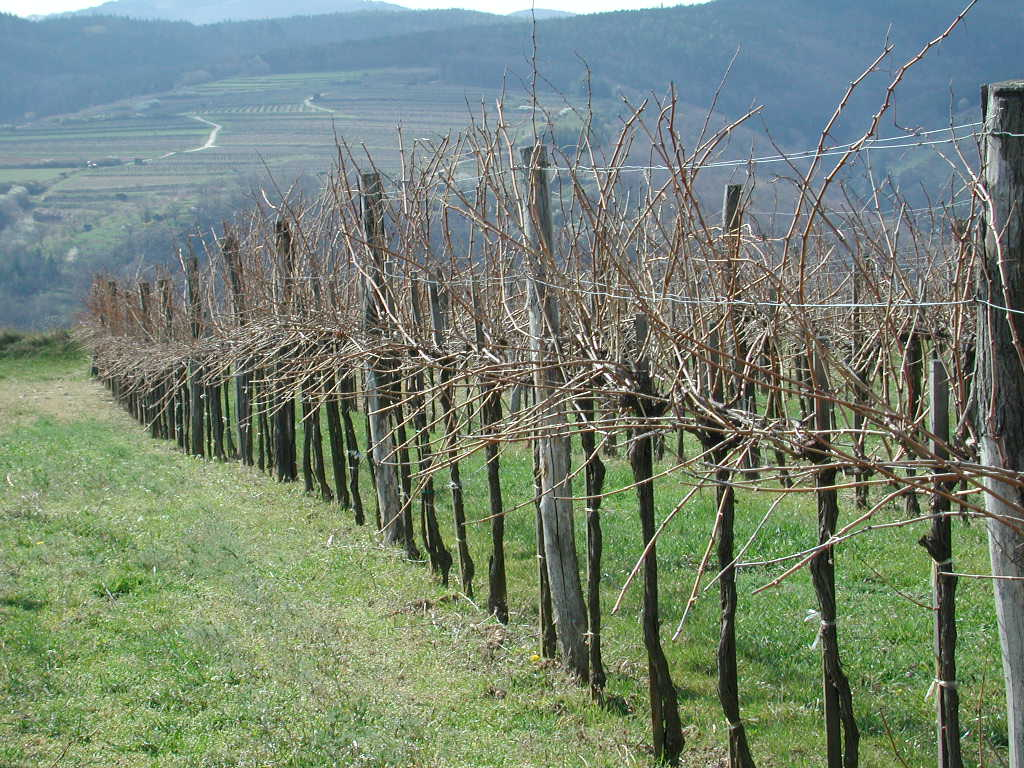
Drittelteilung der Triebe in unbelaubten Zustand
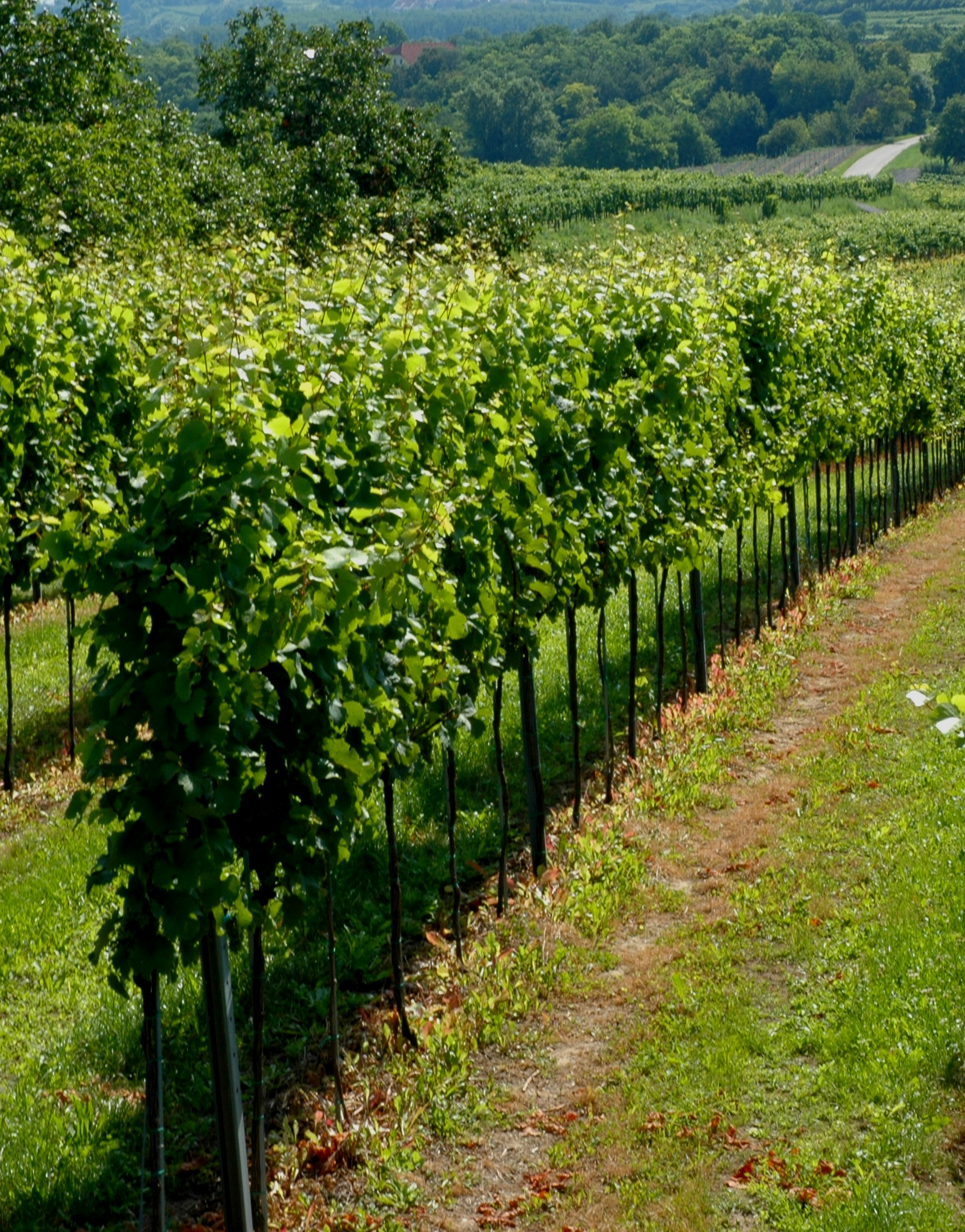
Hochkultur spalierartig formiert
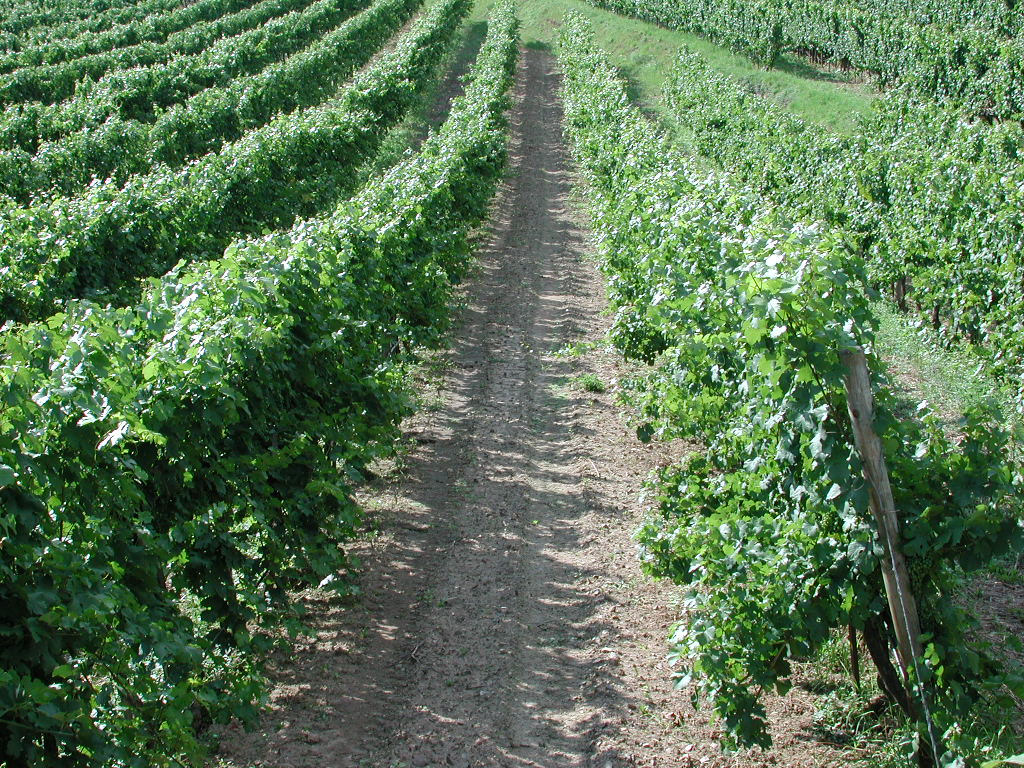
Trieb- und Blattflächenverteilung (Drittelteilung) einer Hochkultur nach Lenz Moser

Bei der Hochkultur nach Lenz Moser haben sich folgende verschiedene Erziehungsvarianten in der Praxis entwickelt:
| Hochkultur mit Kordon |
| Ist jene Form der Hochkultur die Lenz Moser praktiziert hat. Auf einen ein- oder zweiarmigen Kordon wurden kurze Strecker und Zapfen angeschnitten. Die grünen Triebe verteilten sich zu einem Drittel in die darüber angeordneten Drähte und je ein weiteres Drittel entwickelte sich in die Fahrgasse. Damit wurde eine gute Verteilung der Blätter erreicht, insbesondere dann, wenn dem Stock viele Augen (was früher üblich war) belassen wurden. Viele Triebe erfordern eine gute Verteilung. Die Drittelteilung benötigte ausreichende Zeilenabstände. Heute wird diese Form kaum mehr verwendet, da die Drittelteilung einerseits durch den geringeren Anschnitt an Augen nicht mehr notwendig ist und andererseits der Einsatz von verschiedenen Maschinen für die Stockpflege ein Hindernis darstellt. Die Hochkultur wird heute mit engeren Reihenabständen eingerichtet und die Triebe werden spalierartig in vertikal angeordnete Spanndrähte formiert. |
| Hochkultur mit Querjoch – Kronenschnitt |
| Mit der Anbringung von Querträgern (30–50 cm, Querjoch) mit zwei zusätzlichen Spanndrähten kann angeschnittenes Fruchtholz quer verteilt werden. Von oben gesehen ist das eine kreuzartige Verteilung der angeschnittenen Strecker. Diese Anordnung ist auch unter Kronenerziehung bekannt. Für eine gute Drittelteilung muss aber die Reihenentfernung (Gassenbreite) mindestens 3 m betragen. Die Laubverteilung ist ungünstig, da ein Teil der Triebe übereinander zu liegen kommt. Diese Triebüberlagerung führt zu einer Laubglocke. Das Unterstützungsgerüst verursacht höhere Kosten und die Querträger werden leicht bei den maschinellen Pflegearbeiten beschädigt. Der Einsatz verschiedener Maschinen zur Stockpflege bis zum Traubenvollernter ist nur begrenzt oder gar nicht möglich und hat daher keine Bedeutung. Diese Form der Hochkultur hat heute keine Bedeutung mehr.                                                                          |
| Hochkultur mit Querjoch – Winkelrutenschnitt |
| Mit der Anbringung von Querträgern (30–50 cm, Querjoch) mit drei zusätzlichen Spanndrähten kann angeschnittenes Fruchtholz quer verteilt werden. Die langen Fruchtruten werden über einen Biegedraht abgewinkelt befestigt. Es werden davon zwei Fruchtruten mit Ersatzzapfen angeschnitten. Diese Erziehung ist auch unter der Bezeichnung Winkelruten-Weitraumhochanlage bekannt. Vor- und Nachteile siehe Kronenschnitt. Diese Form der Hochkultur hat heute keine Bedeutung mehr. |
| Hochkultur mit Zweistreckerschnitt |
| Auf einem Stamm mit einer Höhe von 1 m bis 1,30 m Höhe werden am Spanndraht in beide Richtungen lange Strecker (Flachbögen) angeschnitten und befestigt. Diese Form der Erziehung ist sehr ähnlich der Spaliererziehung. Es werden nur etwas höhere Stämme erzogen. Für alle händischen Arbeiten ein Vorteil, da diese im Stehen ausgeführt werden können. |
| Hochkultur mit Halbbogenschnitt |
| Auf einem Stamm mit einer Höhe von 1 m bis 1,30 m Höhe werden am Spanndraht in einer oder in beide Richtungen je ein langer Halbbogen angeschnitten. Diese werden über einen Biegedraht formiert und befestigt werden. Diese Form der Erziehung ist sehr ähnlich der Spaliererziehung mit Halbbogen. Es werden nur etwas höhere Stämme erzogen. Gegenüber dem Flachbogen können mehr Augen angeschnitten werden. Außerdem verteilt sich die Traubenzone über eine höhere Zone. Die Traubenzone wird dadurch aufgelockert. |
| Hochkultur mit Herzschnitt |
| Eine hohe Erziehungsform (auch Herzschnitt-Erziehung genannt), mit einem Reihenabstand von ca. 3 m, wo in einer Höhe von 1 m zwei Halbbögen und zwei Ganzbögen angeschnitten werden. Mit diesen vier langen Fruchtruten kann man einen starken Anschnitt des Rebstockes erreichen. Diese Erziehung war in den ehemaligen Ostblockländern üblich, um hohe Erträge zu erzielen. |

#### Fächer-Erziehung

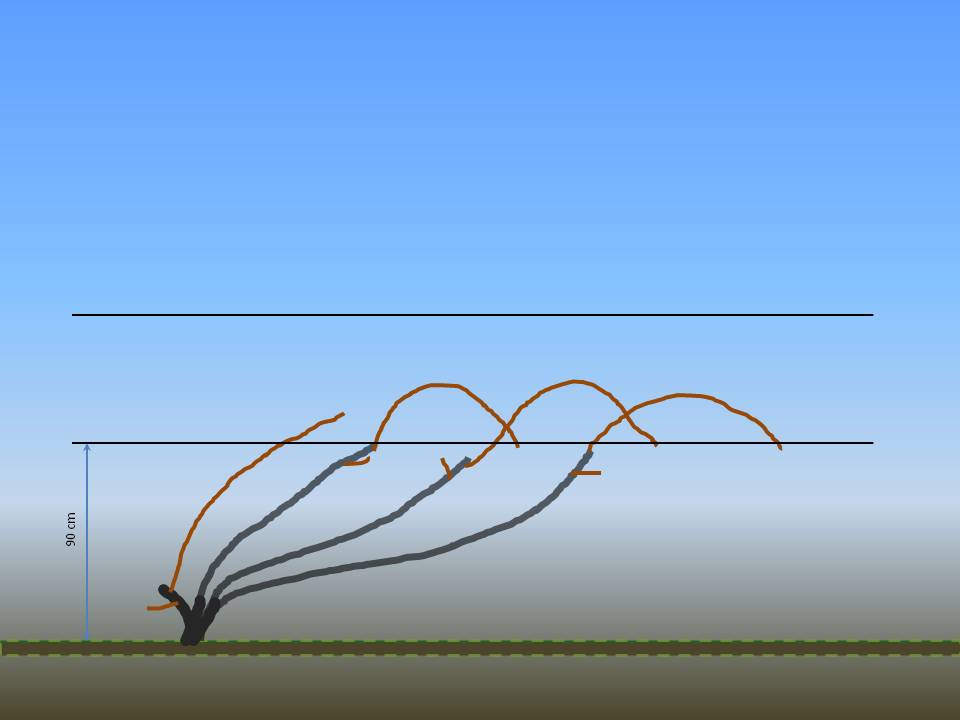
Schematische Darstellung der Fächer-Erziehung
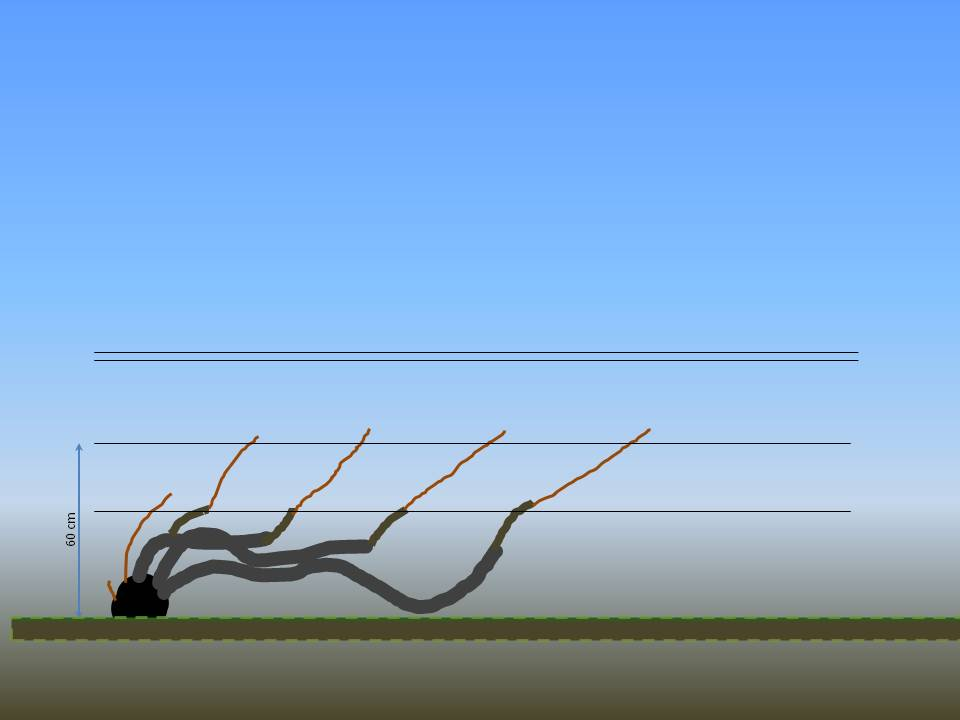
Schematische Darstellung der Fächererziehung in Chablis

Eine Erziehungsform, die speziell für die mechanische Abdeckung der Reben mit Boden zum Schutz des Rebholzes gegen tiefe Wintertemperaturen entwickelt wurde. Die Rebe wird in ihrer Ausbreitung in den Gebieten und Ländern wie Moldau, Ukraine, Tadschikistan, Usbekistan, Bulgarien, Rumänien und bestimmten Gebieten in Ungarn durch strenge Winterfröste begrenzt. Bei Temperaturen von -24 °C und tiefer erleiden Rebstöcke Frostschäden. Die Bodenabdeckung der unteren Stammteile bzw. umgelegte Stammteile können damit gut gegen Winterfrostschäden geschützt werden. In Italien wird dieses Erziehungssystem als Ventagli bezeichnet.
Ein französisches Fächer-Erziehungssystem (Éventail) mit mehreren flach auf dem Boden liegenden Armen. Auf jedem wird ein Zapfen und kurze Fruchtrute angeschnitten. War früher in Chablis ein übliches Erziehungssystem mit dem Vorteil, dass durch Bedecken der Armteile mit Erde ein Schutz gegen strenge Winterfröste erreicht wurde.

### Horizontale Erziehungssysteme
Es handelt sich um hohe Erziehungssysteme, bei denen die Triebe auf einem horizontalen, meist geneigten Drahtrahmengerüst gezogen werden. Es entwickelt sich ein mehr oder weniger geschlossenes Laubdach (Pergola-Erziehung, Dachlaubenerziehung) in ca. 2 m Höhe. Diese Systeme werden sowohl für die Kelter-, als auch für die Tafeltraubenproduktion verwendet. Sie werden in den Ländern verschieden bezeichnet, so als Pergolaerziehung oder als Perglerziehung (Südtirol) u. a. Die Erscheinungsform unterscheidet sich meist nur geringfügig im Aufbau. Diese Erziehungen können hohe Erträge erzielt werden. Das ist bei der Tafeltraubenerzeugung wichtig. Heute wird diese Pflanzart vielfach bei der Neuanlage durch andere, besser mechanisierbare Erziehungssysteme ersetzt.

#### Pergola aus Holz und Spanndrähten – Südtiroler Pergl
Die Perglerziehung (Südtiroler Pergl, Pergola Trentina, Dachlaubenerziehung) ist ein hohes Erziehungssystem und hat je nach Variante ein horizontal oder leicht geneigtes Laubdach. Alle Pflegearbeiten müssen von unten erfolgen.
In Südtirol hat die Perglerziehung, insbesondere auf steileren Hanglagen, immer noch Bedeutung. Sie ist ein wesentliches landschaftsprägendes Element, das bereits in der zweiten Hälfte des 15. Jahrhunderts in Bozen als „pergel zeylen“ und in Tramin als „pergeln“ urkundlich bezeugt ist. Auf Grund des hohen Pflegeaufwands bzw. der Erstellungskosten und begrenzter Mechanisierungsmöglichkeiten wird sie zunehmende durch die Spaliererziehung ersetzt. Sie gilt heute als überholte Erziehungsform, da sie nicht mehr den Anforderungen einer modernen und wirtschaftlichen Pflege eines Weingartens entspricht.
Man unterscheidet zwischen der Einfachen Pergl auf steilen Hängen und der geschlossenen Doppelpergl (Überetsch) und offenen Doppelpergl (Unterland und Bozner Raum).
Je nach Anordnung bzw. Standort gibt es verschiedene Bezeichnungen: Ackerpergl (Pergl, der zur Kultur neben Ackerfrüchten genutzt wird), Grenzpergl oder Markpergl (Pergl an der Grenze eines Grundstückes), Holzpergl oder Stangenpergl (Pergl aus Holz), Mäuerleinpergl oder Mauerpergl (Pergl an der Stirnseite eines Weinbergs, der sich von der Oberkante einer Trockenmauer über eine Steige erstreckt), Ortpergl (Sammelbezeichnung für die Reben an der Stirnseite des Weinbergs).

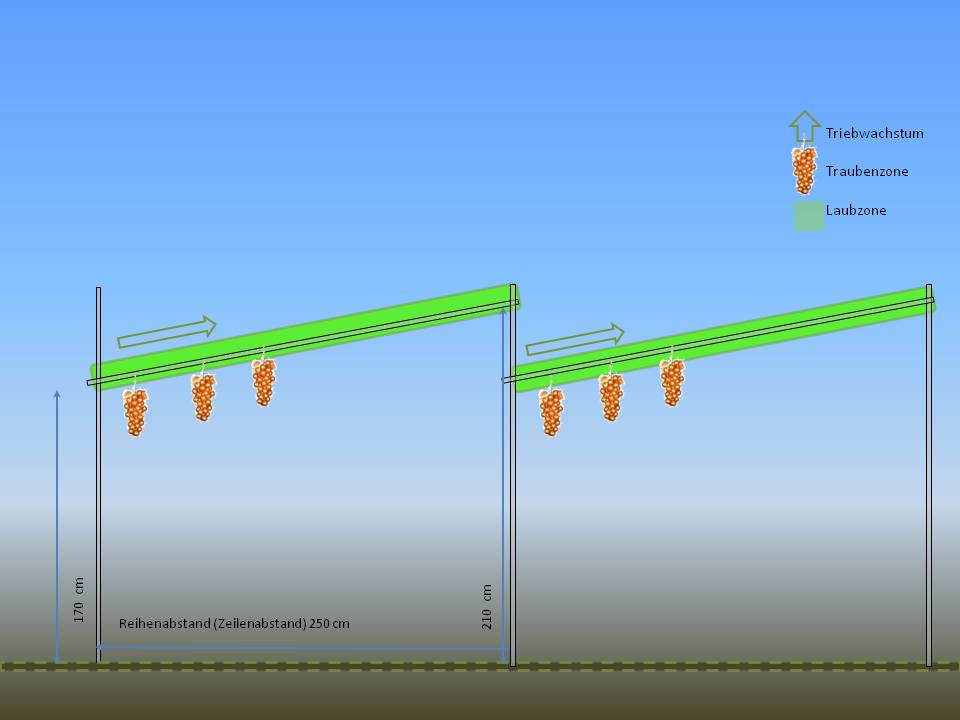
Schematische Darstellung der Einfachen Perglerziehung
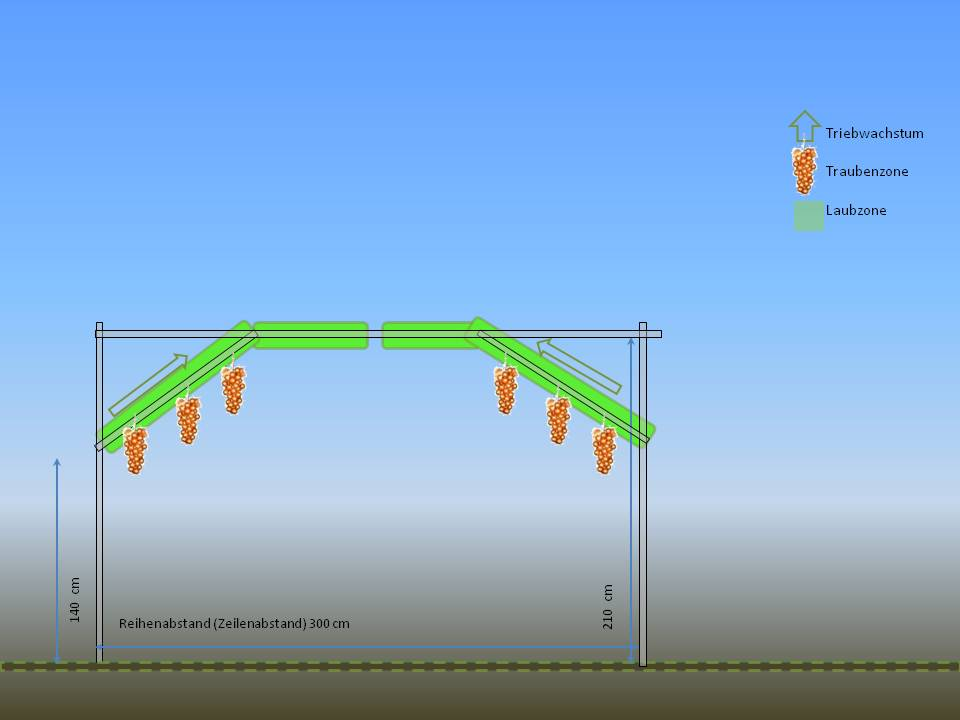
Schematische Darstellung der Perglerziehung mit Bogen
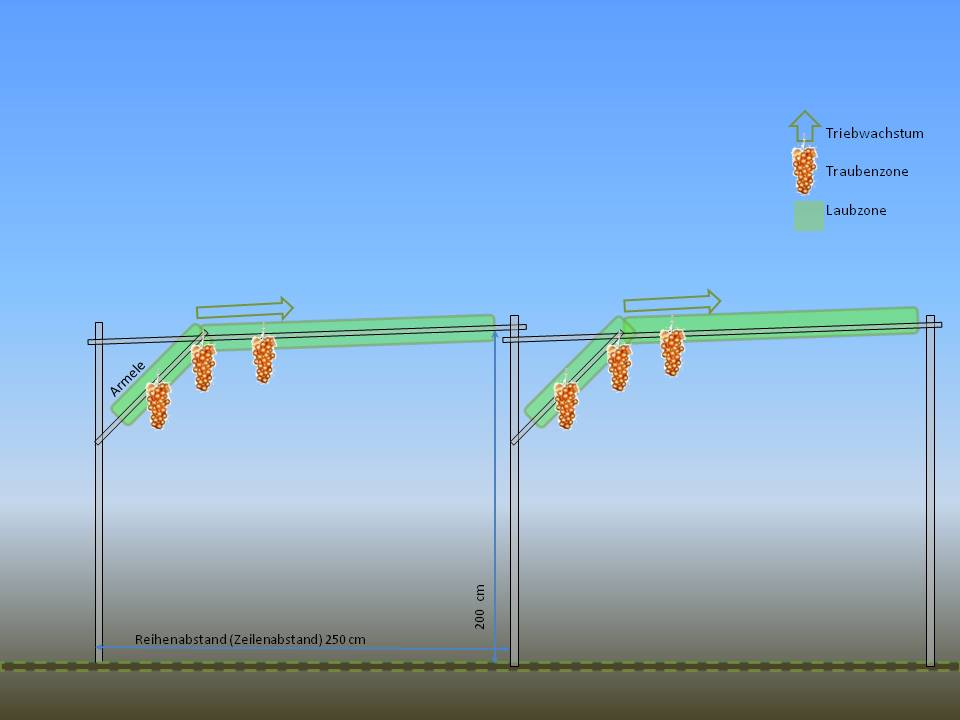
Schematische Darstellung der Einfachen Pergl mit Armele
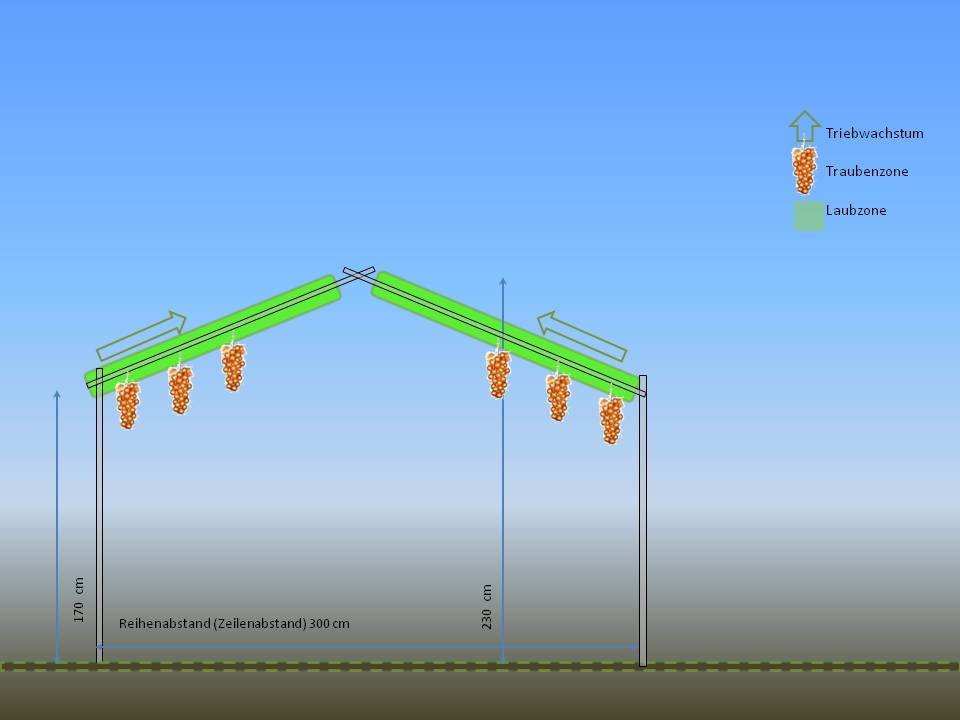
Schematische Darstellung der Perglerziehung mit Spitzbogen
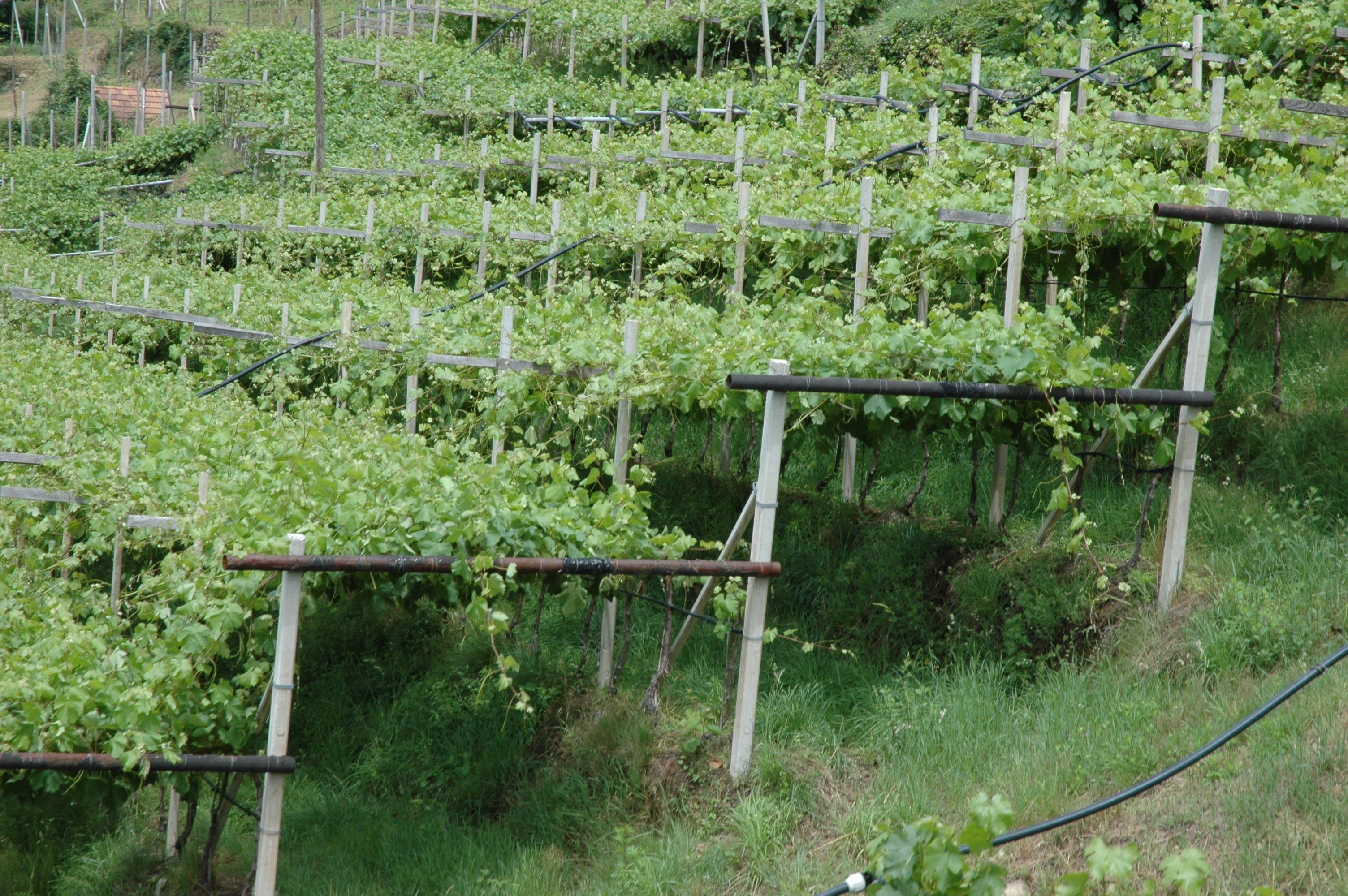
Einfache Pergl am Hang
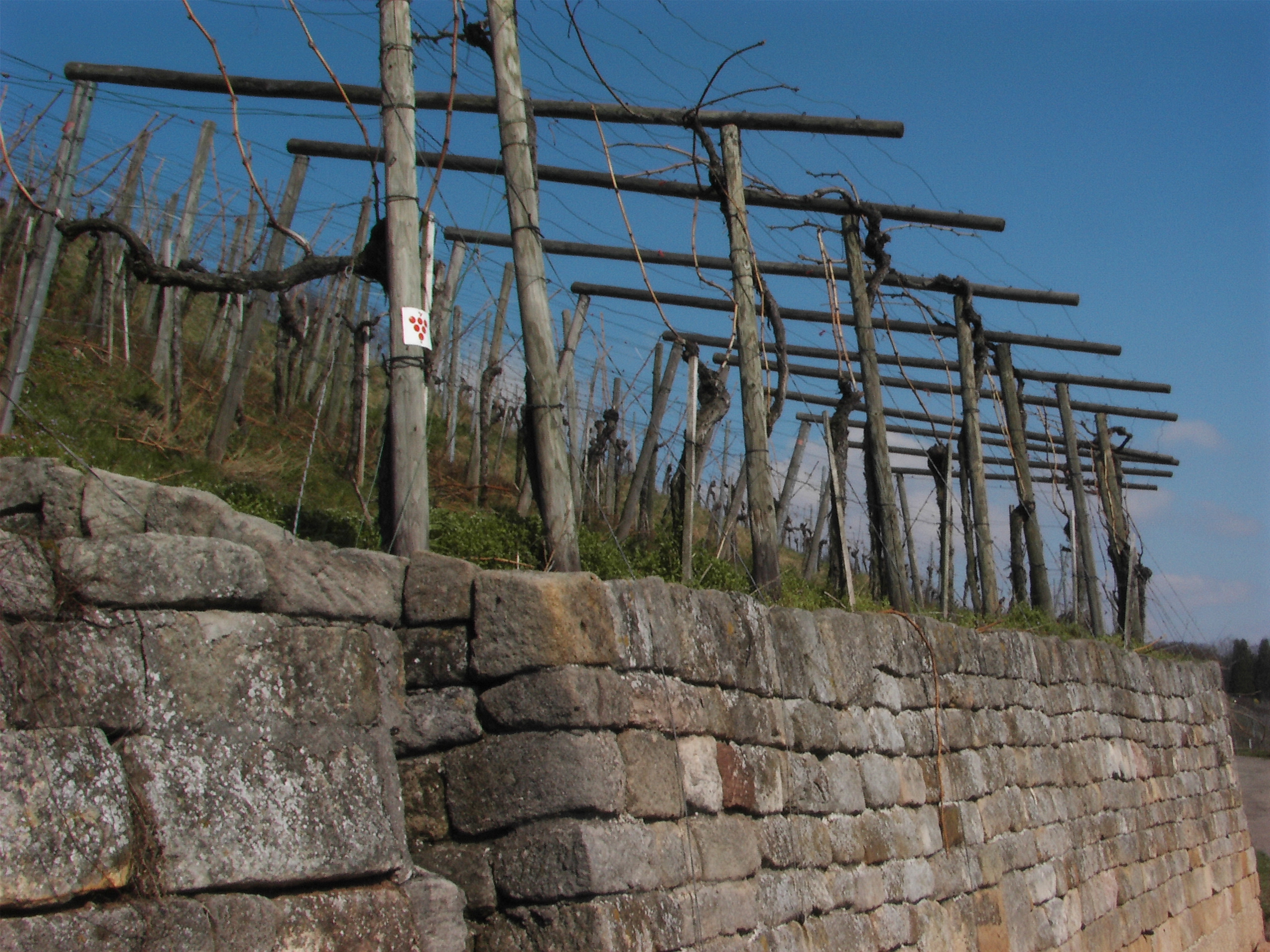
Pergel an der Stirnseite eines Weingartens
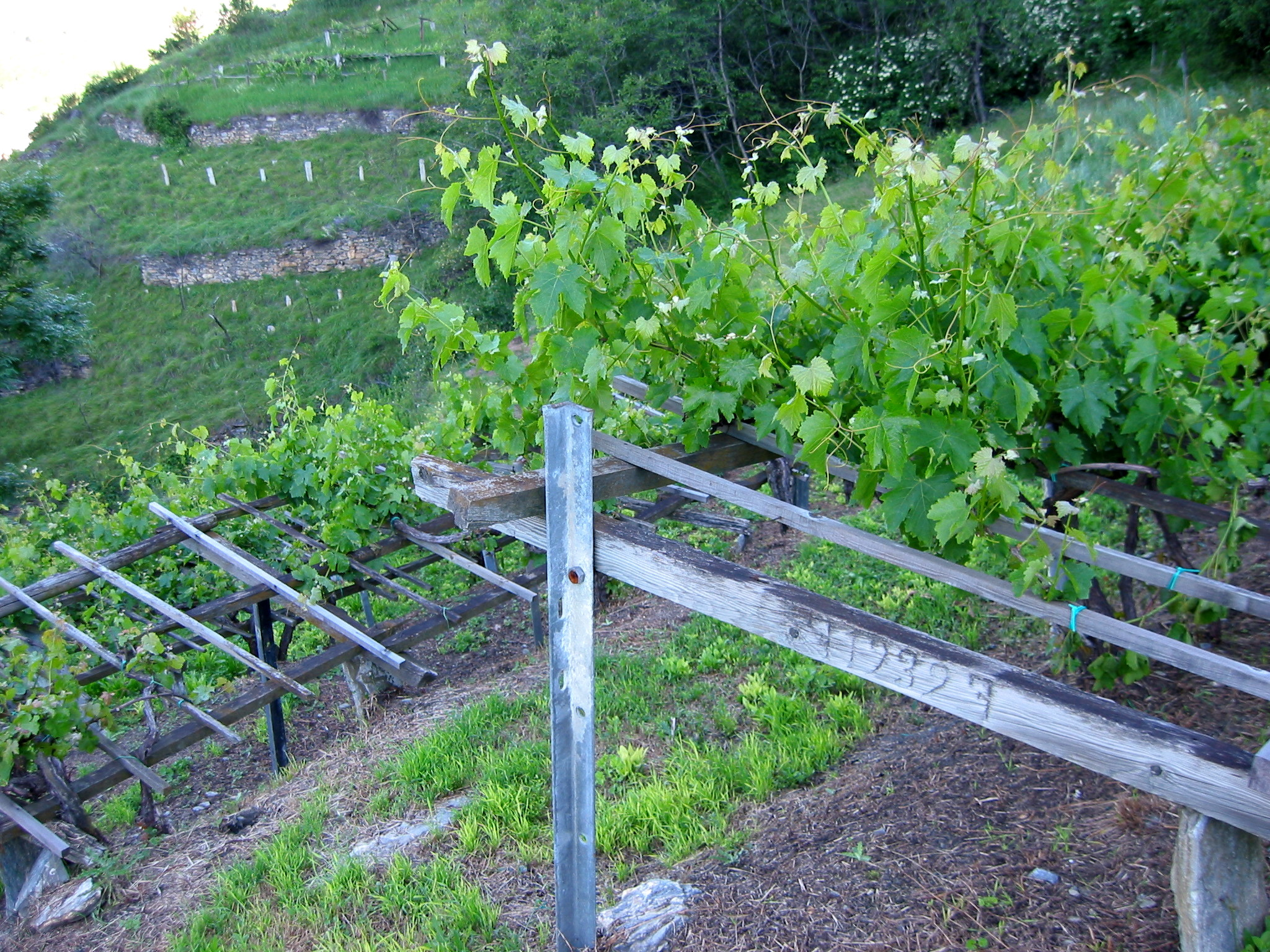
Die auf einer niedrigen Pergola gezogenen Reben
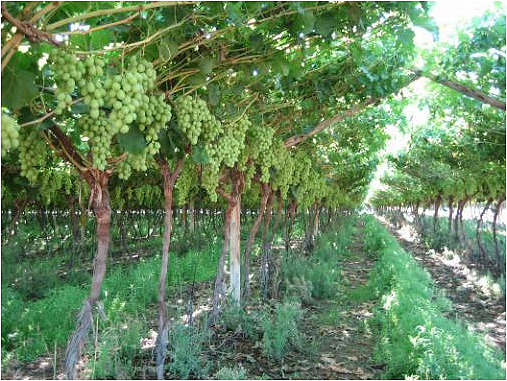
Dachlaubenerziehung mit Tafeltrauben in Südafrika

#### Pergola mit Drahtnetz

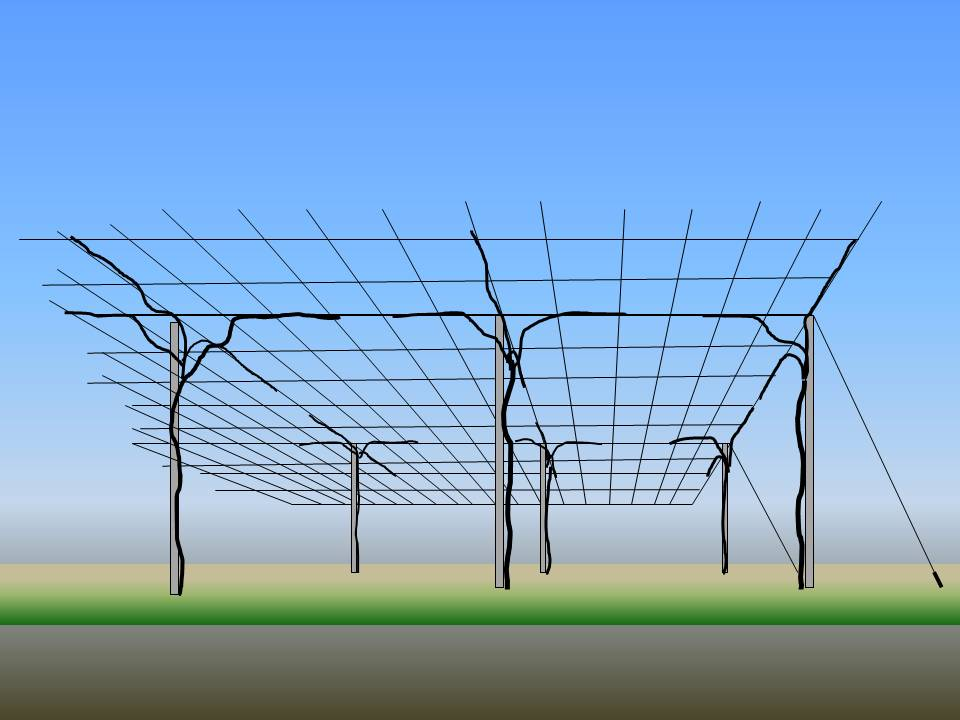
Schematische Darstellung der Pergola-Erziehung mit Drahtnetzunterstützung

Die Pergola-Erziehung ist vorwiegend in Süditalien, Südamerika, Argentinien, Brasilien, Chile, Portugal, Libanon und Syrien verbreitet. Die Stämme werden 2,0–2,3 m hoch erzogen. Auf Pfählen werden Spanndrähte netzartig (Drahtnetz-Pergl) über die ganze Fläche verteilt, befestigt. Die Triebe und damit die Blattfläche werden horizontal über die gesamte Fläche verteilt. Am Kopf oder kurzen Schenkeln des Stammes werden sehr lange Fruchtruten angeschnitten und sternförmig in Zeilenrichtung und quer dazu befestigt. Genauso können vier Kordone in alle Richtungen erzogen und darauf Strecker und Zapfen angeschnitten werden. Das Erziehungssystem wird sowohl für Tafel- als auch Keltertrauben verwendet. Mit dieser Erziehungsform können hohe Erträge erzielt werden. Infolge des hohen Gerüstes ist das System aber sehr arbeitserschwerend und -intensiv.

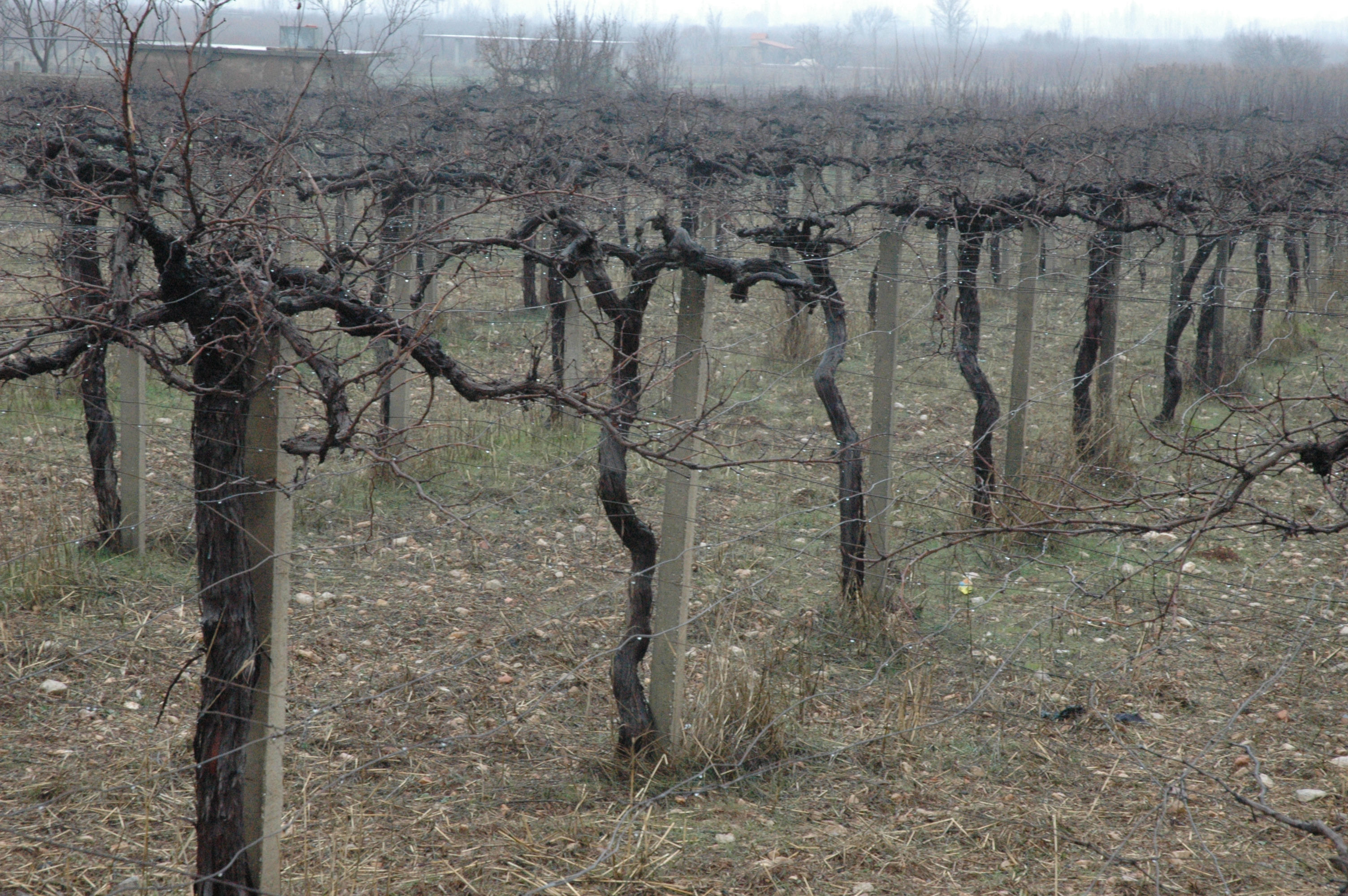
Pergolaerziehung im Libanon – Rebstöcke noch nicht geschnitten – Schrägansicht von oben
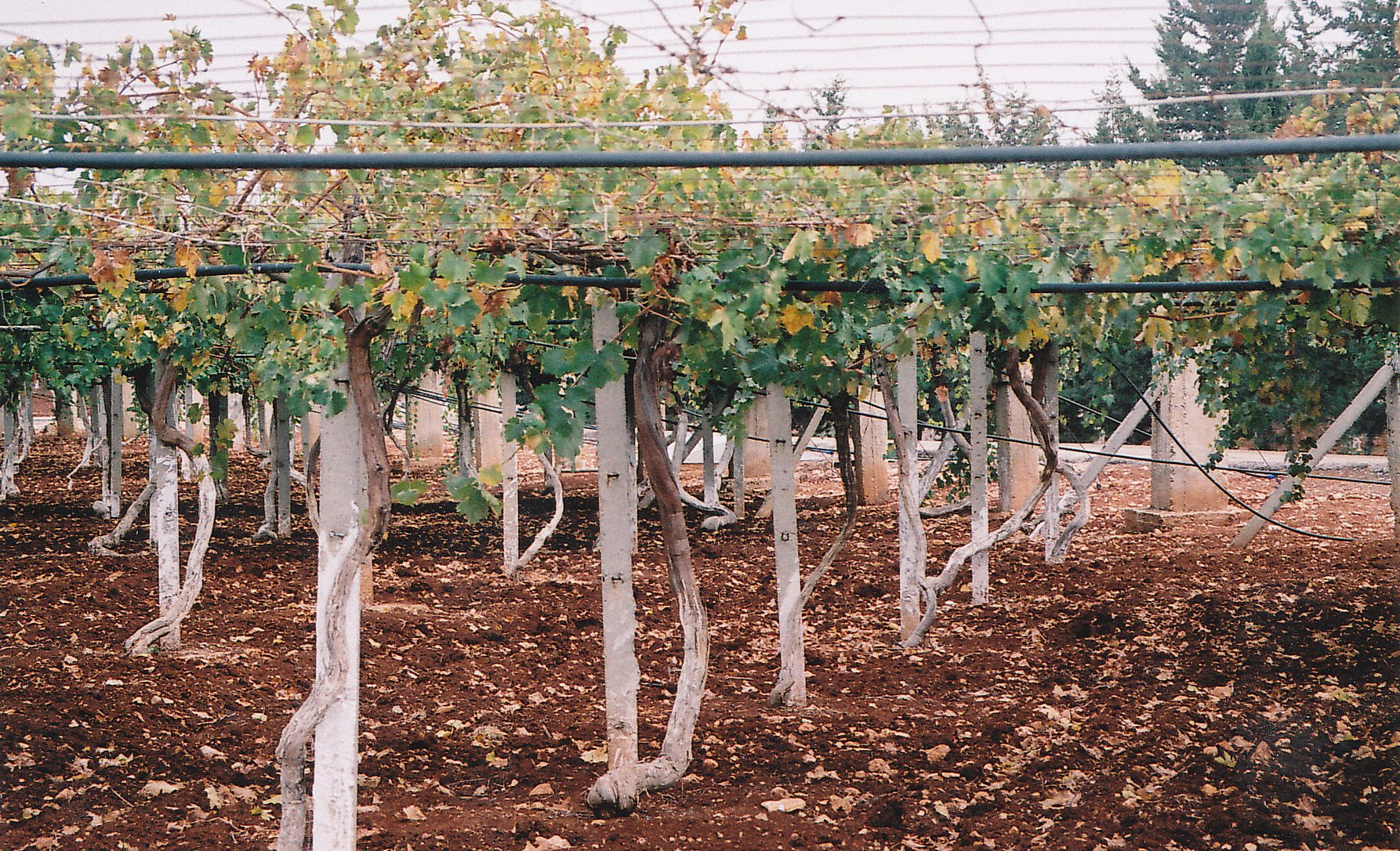
Pergolaerziehung mit Drahtnetz in Syrien bei Aleppo
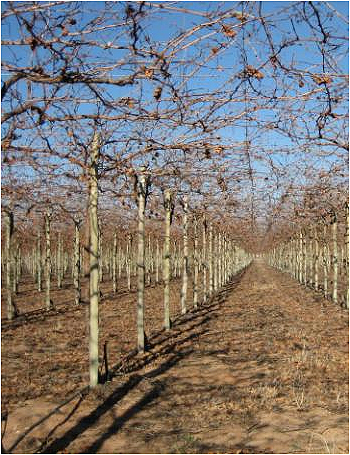
Pergolaerziehung mit Drahtnetz in Südafrika
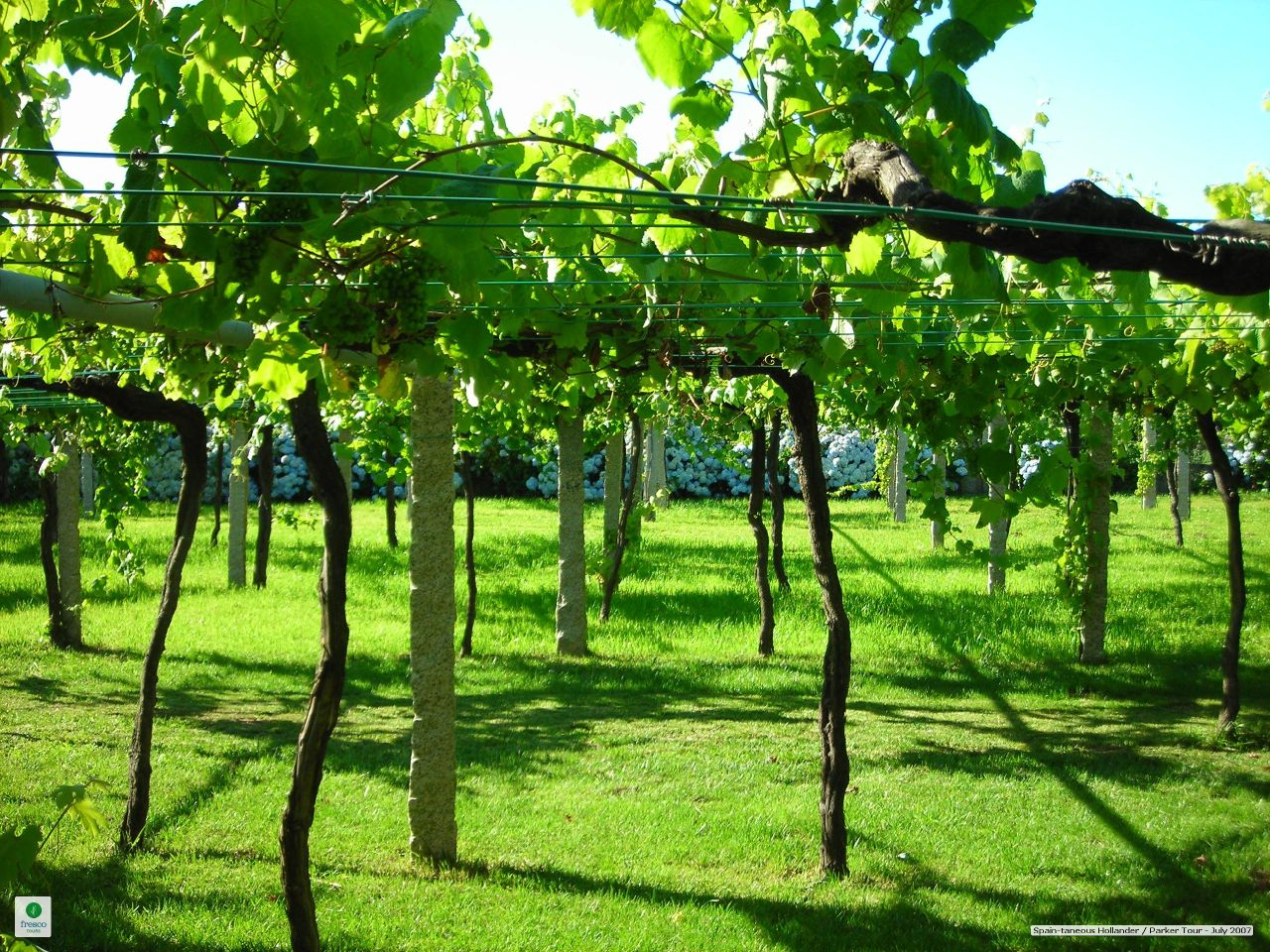
Rebfläche in Galicien. Die Reben werden auf den sogenannten parrales erzogen

Im Norden Portugals, wo der Vinho Verde angebaut wird, ist eine traditionelle Pergola-Erziehung (Latada, Ramada) meist als Umrahmung von Feldern mit anderen Ackerkulturen seit alters her üblich. Die Unterstützung der bis zu 4 m hohen Gerüste wird aus Holzpfosten und Granitstein errichtet. Die sehr hohe, aber sehr arbeitsaufwendige Erziehung hat aber den Vorteil, dass die Pilzinfektionsgefahr in dem in Küstennähe gelegenen Anbaugebiet sich damit verringert. Jahresniederschlagsmengen von 1200 bis 2000 mm sind üblich.
Tanazukuri (Tana – japanisch Rahmen, Gestell) ist ein Dachlauben-Hocherziehungssystem, das in Japan angewendet wird. In den japanischen Weinbaugebieten regnet es reichlich und die hohe Luftfeuchtigkeit erfordert einen großen Bodenabstand der Trauben, um die Infektion und Entwicklung von Pilzkrankheiten in Grenzen zu halten.

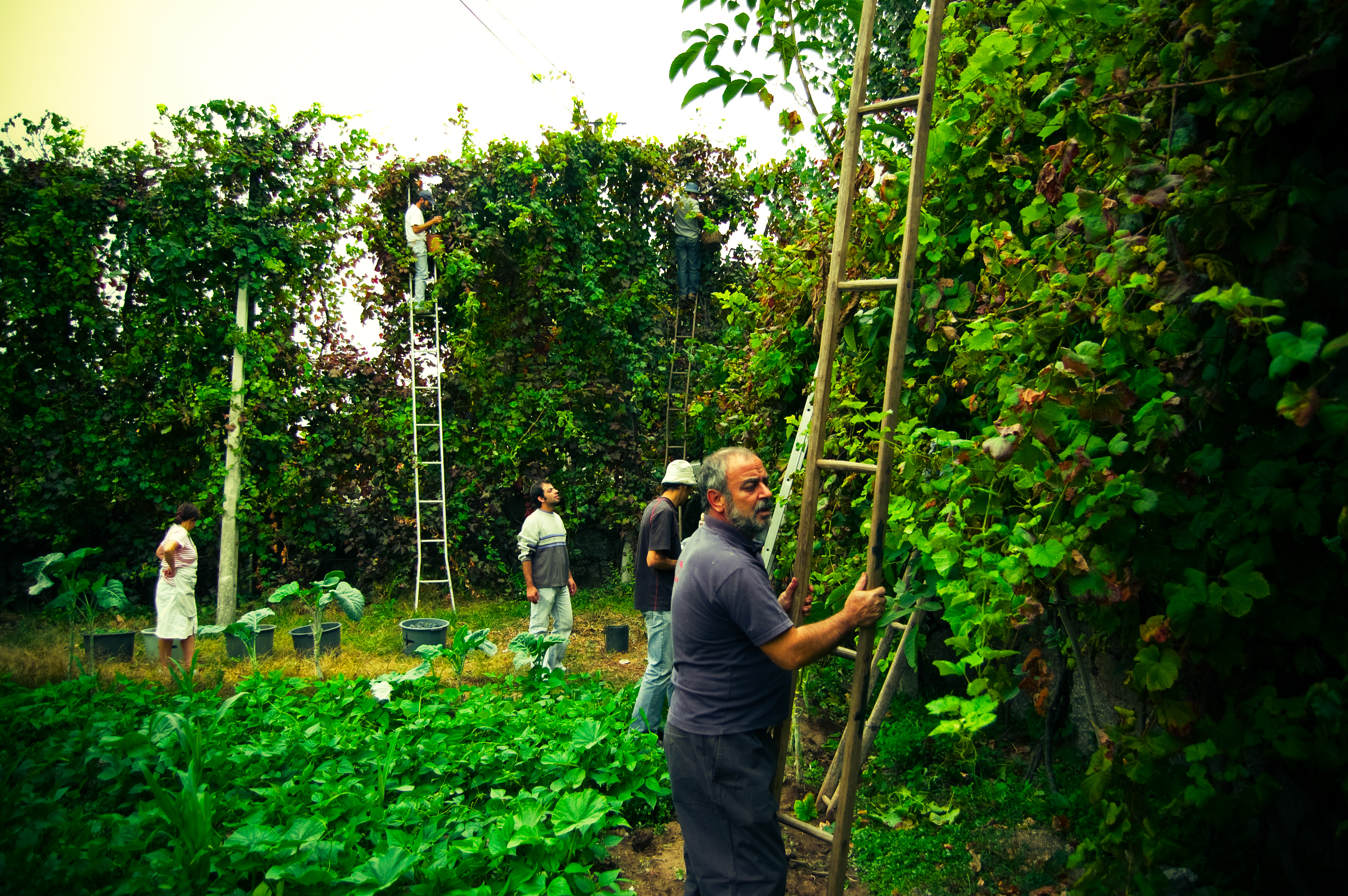
Traubenernte im Anbaugebiet Vinho verde
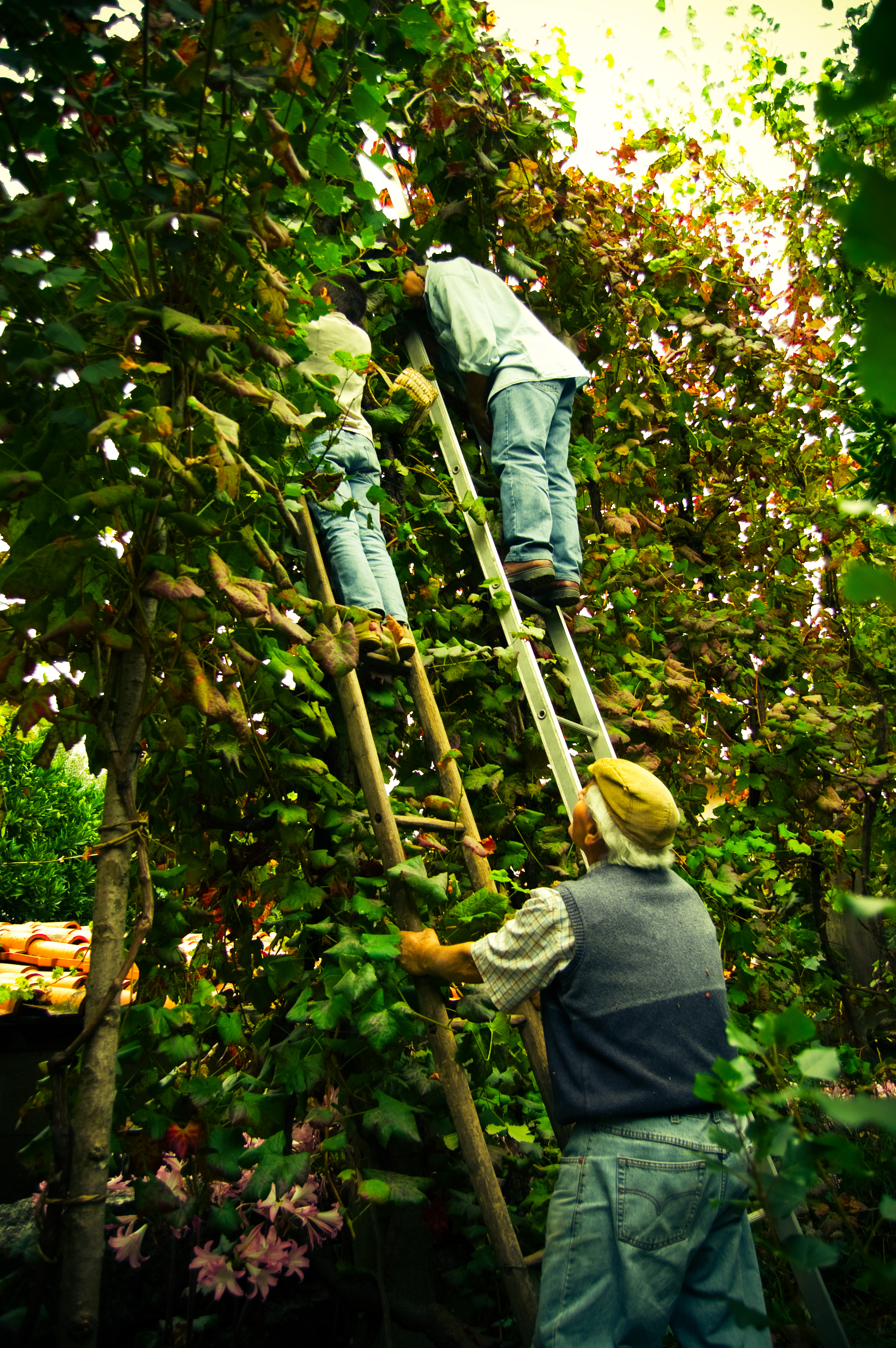
Traubenernte mit Hilfe von Leitern. Lokal wird die Reberziehung enforcado genannt
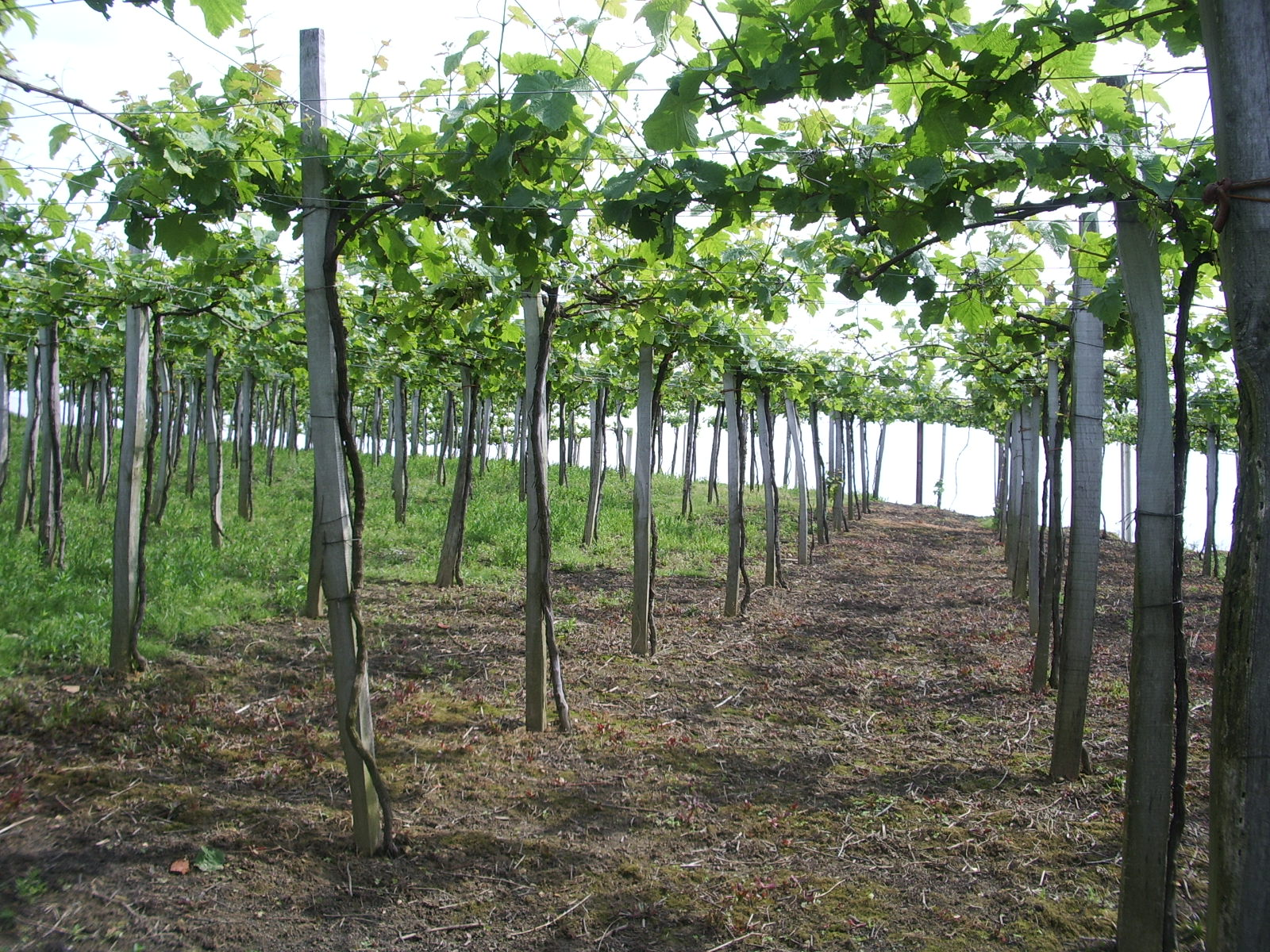
Reben im baskischen Anbaugebiet Getariako Txakolina
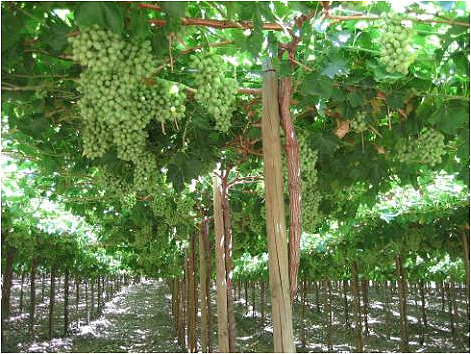
Pergolaerziehung mit Tafeltrauben (Thompson Seedless), Chile
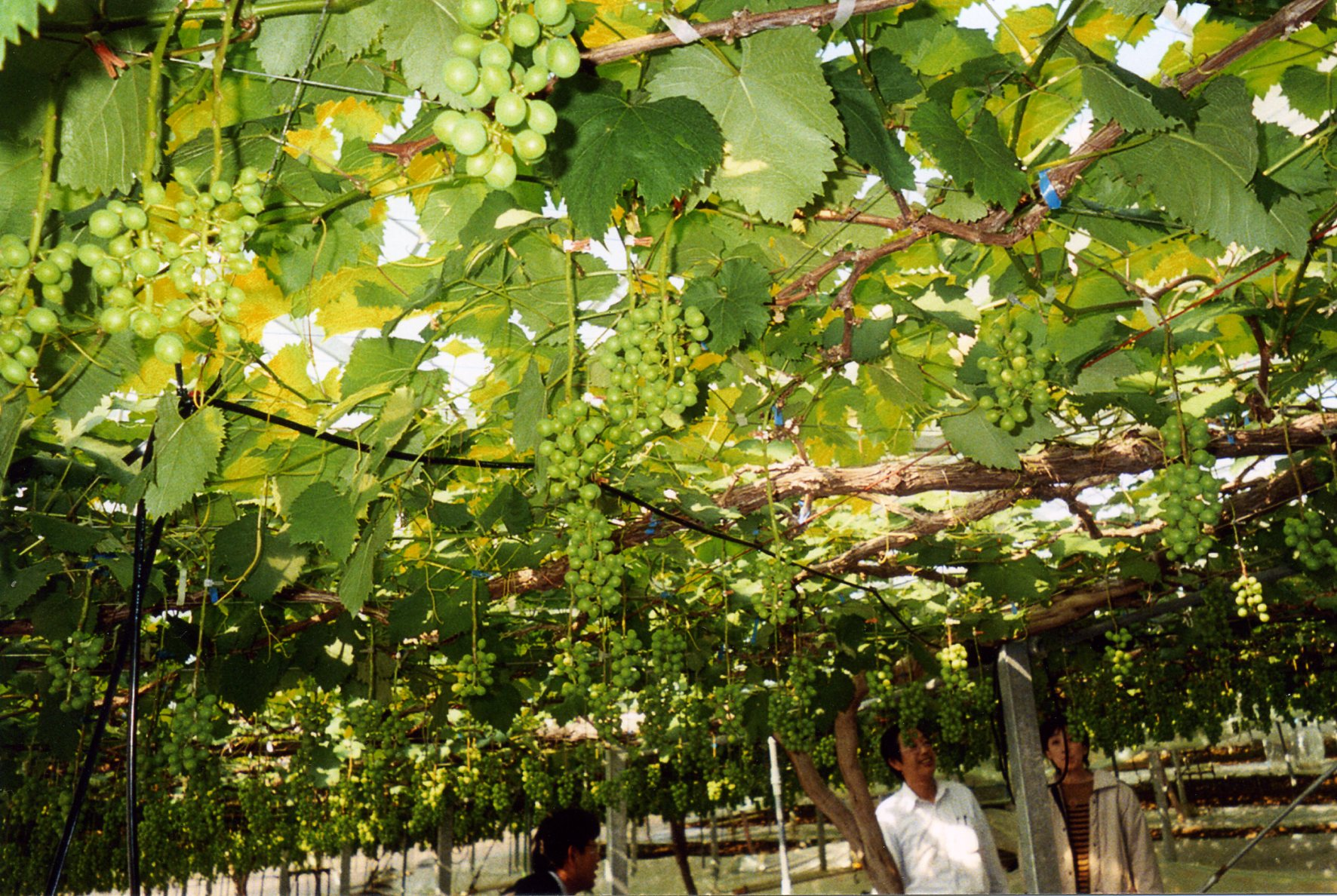
Eine von der Rebsorte Kōshū geformte Dachlaube

#### Spezielle Pergolaformen
| Pergoletta Romagnola | Pergoletta Romagnola | Pergoletta Romagnola |
| --- | -------------------- | -------------------- |
| Ist ein italienisches hohes Erziehungssystem, bei dem auf einem hohen Stamm zwei lange Ruten angeschnitten werden, die auf seitlich gespannten Drähten befestigt werden. Das System dient zur Kultivierung von Tafeltrauben. |                      |                      |
| Raggiera |                      |                      |
| Ist ein italienisches hohes Erziehungssystem (auch Raggi genannt), bei dem die Reben in ca. 2 (2,5) m Höhe an radspeichenartig gespannten Drähten gezogen werden. Die Rebstöcke werden an einem Mittelpfahl (oder Baum) hochgezogen. meist werden mehrere Rebstöcke an einer Stelle gepflanzt und in verschiedene Richtungen gezogen. Das System dient zur Kultivierung von Tafeltrauben. |                      |                      |
| Tunnelpergola |                      |                      |
| Erziehung für die Kultur von Tafeltrauben und Rosinen in Gebieten mit tiefen Wintertemperaturen (Afghanistan, Usbekistan, teilweise China). Es handelt sich um eine sehr alte Erziehungsform. Auf bogenförmig errichteten Holzrutengeflechten werden die Reben gezogen. Die Tunnel werden jeweils für sich alleine, mit einem Abstand von 1 bis 1,5 m voneinander, errichtet. Zwischen diesen Tunnels werden die Rebstöcke gepflanzt. Der gesamte Rebstock wird im Herbst zur Gänze umgelegt und mit Erde bedeckt, um die Reben vor den sehr tiefen Wintertemperaturen (-30 °C) zu schützen. Im Frühjahr werden die Rebstöcke ausgegraben, geschnitten und auf das Holzgerüst verteilt befestigt. Die Trauben hängen in den Tunnel. Diese Form stellt eine spezielle Anpassung an die sehr ungünstigen Winterbedingungen dar. |                      |                      |
| Schilfrohrpergola |                      |                      |
| Einfaches und kostengünstiges Unterstützungsgerüst welches von Kleinbauern am Nilfluss angewendet wird. Die erzeugten Tafeltrauben werden an den lokalen Märkten verkauft. |                      |                      |

### Umkehrerziehungssysteme
Von einer Umkehrerziehung (ein hohes Erziehungssystem) spricht man dann, wenn das angeschnittene Fruchtholz frei nach unten hängt oder an einem darunterliegenden Draht befestigt wird. Die Stämme müssen hoch erzogen werden, damit die grünen Triebe ausreichend Platz beim Herunterhängen haben, um nicht am Boden zu liegen. Der wesentliche Vorteil ist ein einfaches Unterstützungsgerüst, das kostengünstig ist. Die herabhängenden Triebe können zur Glockenbildung und damit zu einer Laubverdichtung führen. Eine schlechte Durchdringung bei Pflanzenschutzarbeiten und erhöhter Krankheitsbefall ist die Folge. Es gibt eine Reihe von Varianten.

#### Sylvoz-Erziehung

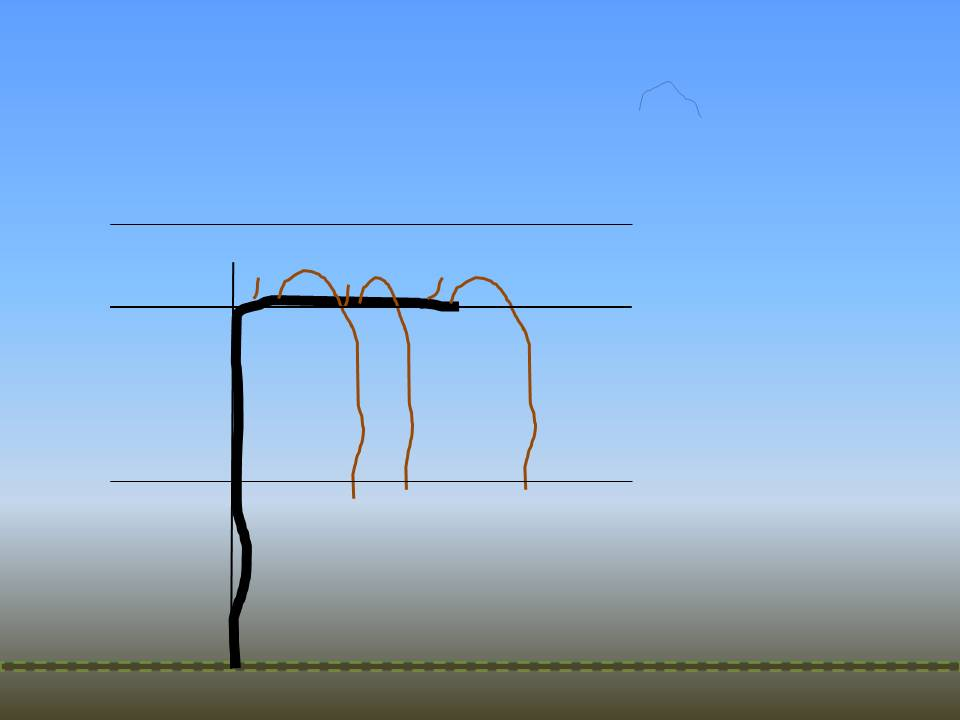
Schematische Darstellung einer Sylvoz-Erziehung

Wurde vom italienischen Winzer Carlo Sylvoz (Norditalien, Gebiet Conegliano) entwickelt. Es werden Fruchtruten mit ca. 10 Augen angeschnitten und auf einem darunterliegenden Draht befestigt. Der ein- oder zweiarmige Kordon wird in einer Höhe von 1,50 bis 1,60 m erzogen.
| Steirische Bogenerziehung | Steirische Bogenerziehung | Steirische Bogenerziehung |
| --- | ------------------------- | ------------------------- |
| Eine Variante der Sylvoz-Erziehung in der Steiermark. Auf einer Stammhöhe von 140 bis 150 cm (Reihenentfernung 3 m) wird ein einarmiger Kordon talwärts erzogen. Als Fruchtholz werden zwei (früher mehr) lange Fruchtbögen angeschnitten und in senkrechter Richtung nach unten gebogen und an einem Draht befestigt. Zu jedem Bogen wird ein ein- bis zweiäugiger Ersatzzapfen angeschnitten. Gute Wüchsigkeit der Reben ist Voraussetzung für diese Erziehungsform. Je Pflanzstelle können auch zwei Reben gepflanzt werden (Doppelstockpflanzung). Sie ist für trockene Anbaugebiete nicht geeignet. Die Hudson-River-Umbrella-Erziehung in den USA ist mit dieser Erziehung ident. |                           |                           |
| Umbrella Kniffin |                           |                           |
| Ein abgewandelte Form der Hudson River Umbrella ist das System Umbrella Kniffin. Auf zwei kurzen Kordonstücken werden zwei bis vier lange Bögen angeschnitten. Diese werden über einen darüber befindlichen Biegedraht formiert und auf einem darunter angeordneten Spanndraht befestigt. |                           |                           |

#### Casarsa-Erziehung
Dieses System gleicht weitestgehend der Sylvoz-Erziehung. Die lang angeschnittenen Fruchtruten bleiben frei hängen, wenn sie sich durch ihr eigenes Gewicht herabsenken.
| Waagrechte Hochkordonerziehung | Waagrechte Hochkordonerziehung | Waagrechte Hochkordonerziehung |
| --- | ------------------------------ | ------------------------------ |
| Ist eine hohe Ein-Draht-Erziehung. Auf einem starken Spanndraht wird in 1,5–1,7 m Höhe ein zweiarmiger Kordon erzogen. Je nach angeschnittener Rutenlänge ergeben sich zwei Varianten. Umkehr Hochkordonerziehung mit Zapfenschnitt und Umkehr Hochkordonerziehung mit Streckerschnitt. Das zuletzt Genannte ist der Casarsa-Erziehung mit Doppelstockpflanzung ähnlich. |                                |                                |
| Eindrahterziehung mit Doppelstockpflanzung |                                |                                |
| Eine Variante der Casarsa-Erziehung in der Steiermark. Auf einer Stammhöhe von 140 bis 150 cm (Reihenentfernung 3 m) wird ein einarmiger Kordon talwärts erzogen. Als Fruchtholz werden zwei lange Fruchtbögen angeschnitten und in senkrechter Richtung nach unten gebogen und an einem Draht befestigt. Zu jedem Bogen wird ein ein- bis zweiäugiger Ersatzzapfen angeschnitten. Gute Wüchsigkeit der Reben ist Voraussetzung für diese Erziehungsform. Je Pflanzstelle können auch zwei Reben gepflanzt werden (Doppelstockpflanzung). Sie ist für trockene Anbaugebiete nicht geeignet. |                                |                                |
| Hängende Hochkordonerziehung |                                |                                |
| Der Stockaufbau und das Unterstützungsgerüst ist ähnlich der Waagrechten Hochkordonerziehung, nur mit dem Unterschied, dass hier die beiden Kordonarme kürzer und nicht horizontal formiert sind, sondern sie hängen über dem Spanndraht (Höhe 1,5–1,7 m). Auf den herabhängenden Kordonen werden zwei mittellange Strecker angeschnitten. |                                |                                |
| Hochdrahtanlage (Zweidrahtanlage) |                                |                                |
| Auf zwei Spanndrähten, in einer Höhe von 1,30 und 1,50 m, wird auf einem Stamm von 1,30 m Höhe, ein Halbbogen angeschnitten, wobei der obere Draht als Biegedraht fungiert. Die Jahrestriebe entwickeln sich frei hängend in alle Richtungen. Vorteilhaft gegenüber der Spaliererziehung sind die geringeren Erstellungskosten und Pflegearbeiten. |                                |                                |
| Geneva Double Curtain (GDC) |                                |                                |
| Anfang der 1960er-Jahre von Nelson Shaulis im Staate New York entwickeltes System für die Rebsorte Concord entwickelt. (G.D.C. = Geneva Double Curtain, Doppelvorhangerziehung) Rebstöcke werden auf ein hohes T-förmiges Gerüst (auch V-förmig) gezogen. Entlang der Jochdrähte wird der Kordon aufgebaut. Durch den Anschnitt von mittellangem Fruchtholz bzw. Zapfen, die nach außen stehen, entwickeln sich zwei herabhängende Laubwandvorhänge. Der Bereich dazwischen bleibt weitgehend offen, so dass die hängende laubwand von beiden Seiten Sonnenlichet erhält. Das System eignet sich nur für amerikanische Sorten wie Concord, da diese keinen aufrechten, sondern einen hängenden Wuchs haben. Ziel dieses Systems war, eine Erziehungsform für die maschinelle Lese zu erstellen. Da diesen Sorten ist das gut möglich, da die Beerenstielchen bei Vollreife ein Trenngewebe aufbauen und leicht abfallen. Der dafür entwickelte Vollernter schüttelt den Kordon, bzw. Draht. Das Querjoch ist daher nicht durchgängig, sondern am Pfosten angeschraubt. Das System hat nur große Bedeutung beim Anbau von amerikanischen Sorten in den östlichen USA. Versuche in Europa scheiterten vor allem am aufrechten Wuchs von Vitis vinifera Sorten und wegen des hohen Erstellungsaufwandes, der größeren Reihenabstände und nicht vorhandenen speziellen Erntemaschinen für das System. |                                |                                |
| Duplex-Erziehung |                                |                                |
| Diese ist ähnlich der GDC und wurde in den 1960er Jahren in Kalifornien, speziell für die Maschinenlese, entwickelt. Durch den Anschnitt von zwei langen Fruchtruten, im Abstand von 1 m, entwickeln sich zwei herabhängende Laubwandvorhänge. |                                |                                |

#### Etagenerziehung (freihängend)
Ist ein Erziehungssystem, wo auf zwei übereinander angeordneten Spanndrähten lange Strecker angeschnitten werden. Die sich entwickelnden Jahrestriebe hängen frei.
| 4-(6)-Arm-Kniffin-System | 4-(6)-Arm-Kniffin-System | 4-(6)-Arm-Kniffin-System |
| --- | ------------------------ | ------------------------ |
| Ist heute ein in Nordamerika verbreitetes Erziehungssystem, welches mit einem Flachbogenschnitt vergleichbar ist; es wurde schon früher im Rheingau angewendet. Das Fruchtholz wird in verschiedenen Höhen (Etagen) auf Drähten flach (aber auch in Bögen) niedergebunden. Die sich entwickelnden Jahrestriebe hängen frei in die Fahrgasse. Es gibt mehrere Varianten. Auf zwei oder drei (wenn ausreichende Wuchsstärke gegeben ist) Spanndrähten werden lange Strecker (Flachbögen) angeschnitten und befestigt. Bei kräftigem Triebwuchs kann es zu einer zu starken Beschattung der Blätter und Trauben der unteren Etage kommen. Qualitätsverluste sind damit verbunden. |                          |                          |

### Sonstige Erziehungssysteme

#### Vertikoerziehung

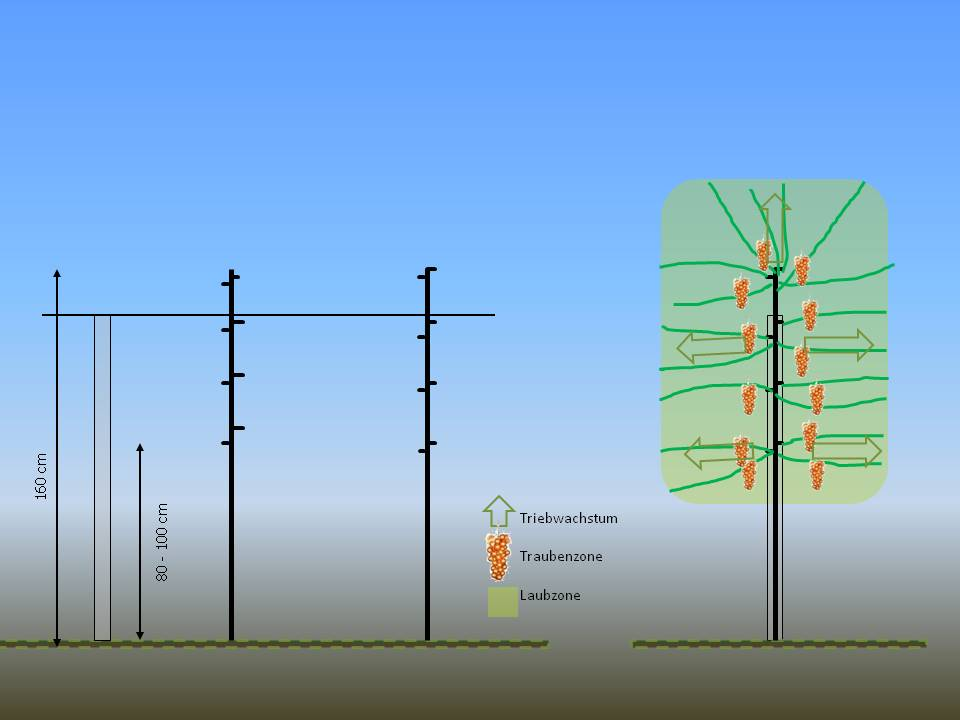
Schematische Darstellung der Vertikoerziehung

Bei dieser Erziehung wird der Stamm mit einem geraden vertikal stehenden Kordon verlängert (Vertikaler Kordon – Vertiko, Cordon vertical). Auf diesen werden kurze Zapfen angeschnitten. Das System wurde von Vilém Kraus in Tschechien in den 1980er Jahren, abgeleitet von schon früher praktizierten senkrechten Kordonerziehung, entwickelt. Auf einem Stamm von 80–90 cm Länge wird in vertikaler Verlängerung ein Kordon bis in eine Höhe von 160 cm aufgebaut. Auf diesem vertikalen Kordon von 70 bis 80 cm Länge werden im Abstand von ca. 25–30 cm Etagen mit mehreren ein- bis zweiäugigen Zapfen angeschnitten. Die Reihenentfernung muss mindestens 2,5 m, besser 3 m betragen (größerer Laubwanddurchmesser – freihängende Triebe). Durch frühzeitiges Entspitzen wird der unterschiedliche Austriebsstärke der Augen, halbwegs entgegengewirkt. Als Unterstützungsgerüst ist ein stabiles Drahtrahmengerüst mit einem oder zwei starken Spanndrähten (3,5–4 mm) in einer Höhe von 140 cm, notwendig. Als Stamm- und Kordonunterstützung werden Rundeisenstäbe (8–10 mm), mit einer Länge von 170 bis 180 cm, verwendet. Diese Pfähle werden am Spanndraht in einer Höhe von 140 cm befestigt.
Nachteilig ist, dass die Sorteneignung unterschiedlich ist. Die Sorten Grüner Veltliner, Rheinriesling, Rotgipfler, Blauburger, Weißer und Blauer Burgunder, Schwarzriesling, Dunkelfelder eignen sich sehr gut. Traminer, Sauvignon Blanc, Blauer Portugieser, Dornfelder und Blaufränkisch sind für diese Erziehung nicht geeignet. Weitere Probleme sind die Kahlstellenbildung, eine ungleiche Wuchsstärke im oberen und unteren Stockbereich.
Die Erziehung hat in Tschechien, der Slowakei und Österreich eine geringe Verbreitung im vorigen Jahrhundert erlangt. Neue Anlagen werden, aus den genannten Nachteilen, nicht mehr errichtet.

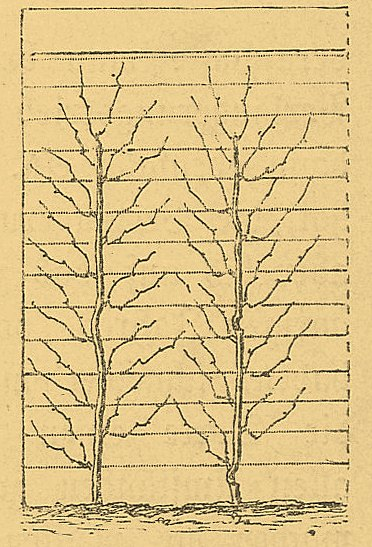
Senkrechter Kordon – Ausgang für die Vertiko-Erziehung
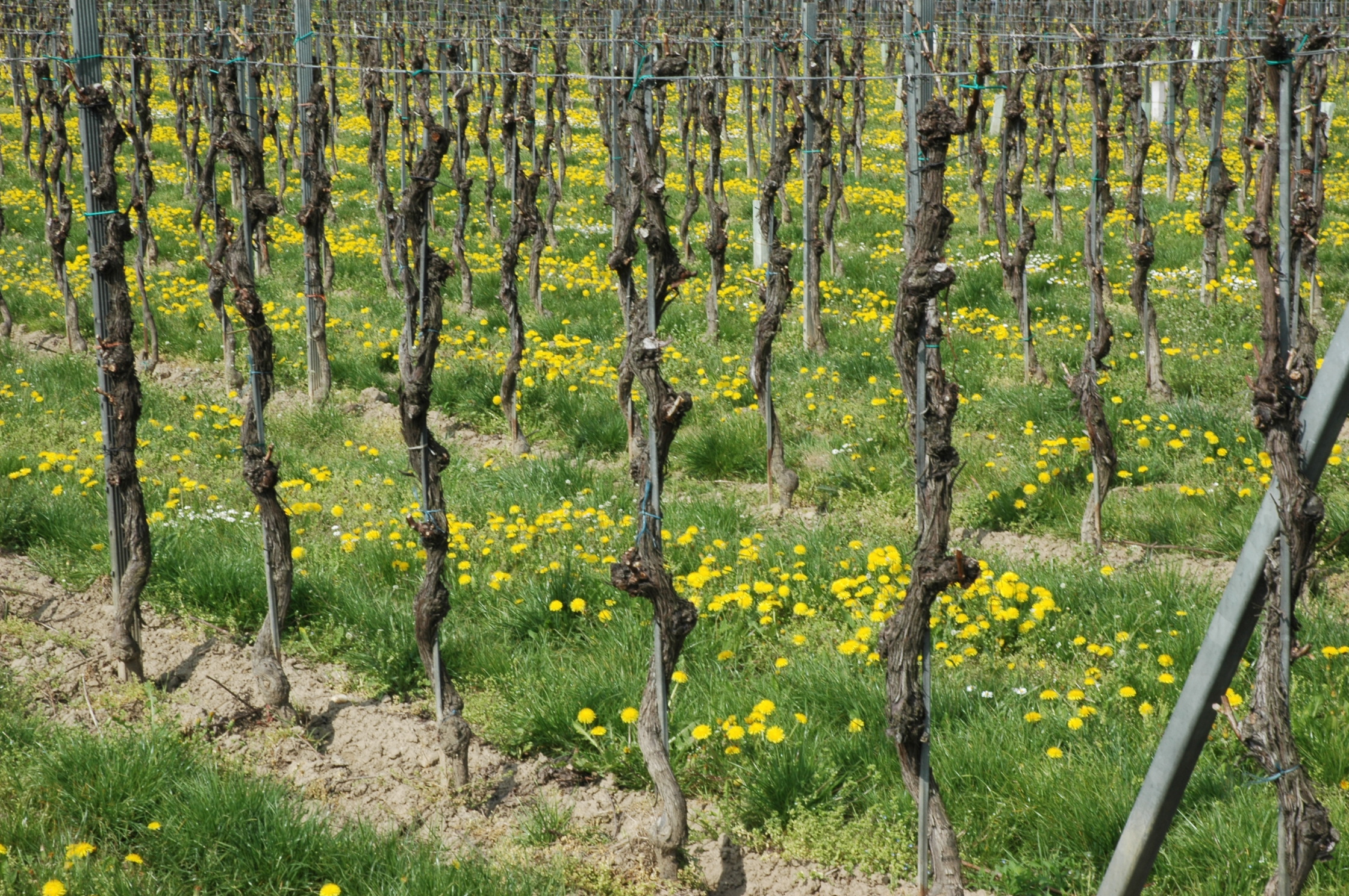
Blick in einen Weingarten mit einer Vertikoerziehung
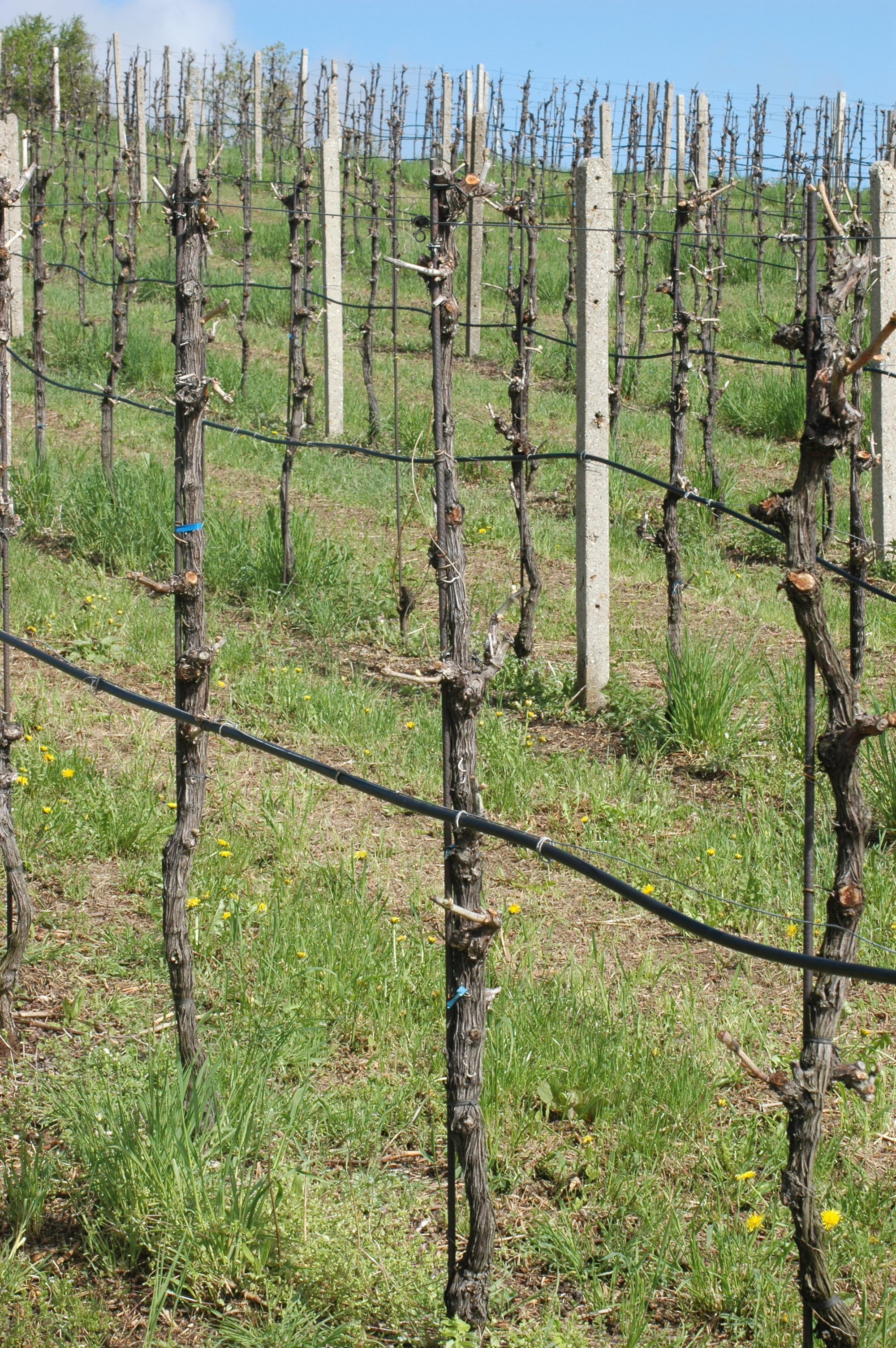
Geschnittener Rebstock einer Vertikoerziehung

#### Minimalschnitterziehung

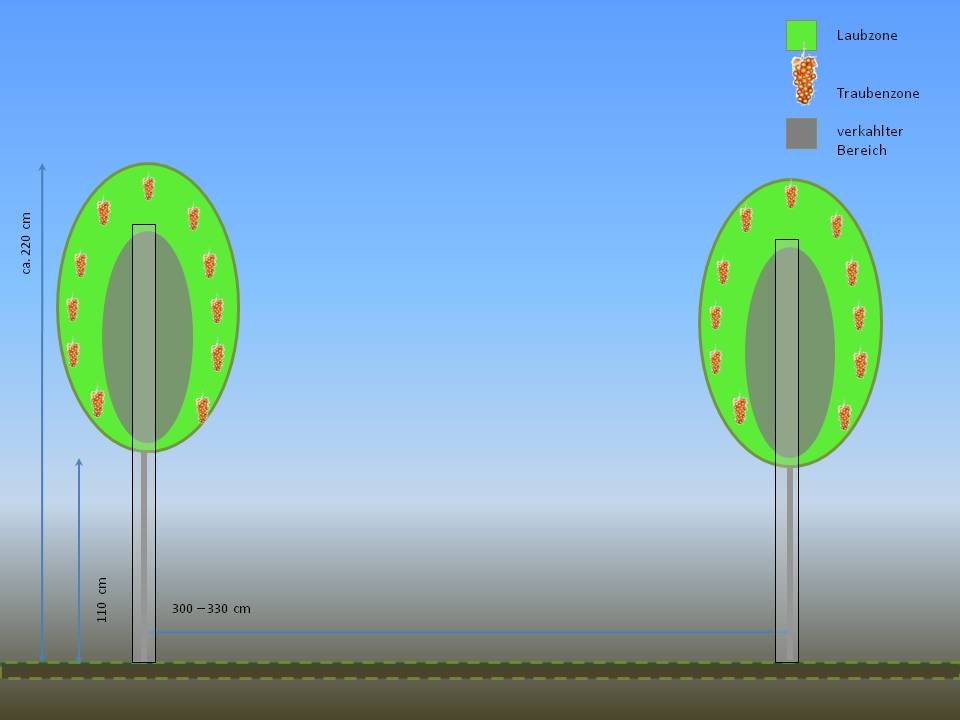
Schematische Darstellung der Minimalschnitterziehung

Diese Erziehung wurde ursprünglich in Australien entwickelt und hat Ähnlichkeiten mit der Baumerziehung, indem die Rebe im Wesentlichen unbeschnitten bleibt, sich über die Unterstützungsvorrichtungen (ein oder zweit Drähte auf 1,5 bis 1,8 m Höhe bei Reihenabständen von 3 bis 3,5 m) ausbreitet und ihr Ertragspotential selbst reguliert. Erste Versuche wurden 1967/68 von Nelson Shaulis und Peter May bei der CSIRO in Merbein, Australien an der Sorte Sultana angelegt. Es zeigte sich, dass das System sich nach zwei Jahren auf ein gleichbleibendes Ertragsniveau reguliert. Bei der Einführung in die Praxis spielte der Flächenzuwachs im Weinbaugebiet Coonawarra in den 1970er Jahren und der Mangel an Arbeitskräften eine entscheidende Rolle. Die Lese mit Traubenvollernter war bis Ende der 1970er Jahre eingeführt, sodass nur noch der Rebschnitt als Arbeitskräfteengpass blieb. Colin Kidd und Pic Patric setzen die Versuche der CSRO an Sultana zusammen mit Peter Clingeleffer, CSIRO, Merbein in die Praxis um, insbesondere an den Sorten Cabernet Sauvignon, Shiraz, Chardonnay, Traminer und Riesling. Die Reben bleiben im Wesentlichen ungeschnitten; mit einem Doppelmesserbalken werden im Winter oder auch nach der Blüte zu tief hängende Triebe gekappt. Beim Schnitt im Sommer kann dabei auch der Ertrag reguliert werden, indem auch einjährige Ruten mit abgeschnitten werden. Schnittkosten konnten dabei von 0,28$AU auf 0,02$AU reduziert werden und der Arbeitsaufwand auf unter 50 Akh/ha. Hierbei spielen im dortigen Weinbau zusätzlich die breiteren Reihen von 3 bis 3,5 m (10 bis 11 feet), Reihenlängen von 500 bis 1000 m, große Vorgewände und extensive Bodenpflege mit Herbizideinsatz eine Rolle. Infolge einer Vielzahl von verbleibenden Winterknospen bleiben die Triebe kurz mit vielen, allerdings kleinen Trauben und Beeren. Die Laubwand erreicht dadurch sehr bald nach dem Austrieb ihre endgültige Größe und die Trauben bleiben in der Peripherie und sind sehr locker. Dies führt zu geringerer Botrytisgefahr (Traubenfäule). Doch die früh große Laubwand braucht angepasste Behandlungen gegen den echten und falschen Mehltau (Oidium und Peronospora). Trotz hoher Ertragsleistung und befriedigender Zuckerproduktionsleistung brechen die Rebstöcke durch Überlastung nicht zusammen, wobei einige Rebsorten sich nicht selbst regulieren und damit ungeeignet sind. Im Inneren verkahlt der Rebstock. Durch die sehr große Traubenanzahl sinkt das Einzeltrauben- und Beerengewicht. Das System ist ausschließlich für den Einsatz von Traubenerntemaschinen geeignet. Das Erziehungssystem wird in Australien in großem Maßstab eingesetzt. Im Januar 1992 erstellte Ernst Rühl in Geisenheim die erste Versuchsanlage. Die Versuche wurden von Hans-Rainer Schultz und Manfred Stoll weitergeführt. Danach begannen auch Versuche in Österreich. Das System mit breiten Reihen und im Wesentlichen ohne Eingriffe wird in Europa und bei den uns heimischen Rebsorten noch wenig eingesetzt, da solche Reihenbreiten selten sind, hier gewinnt der Minimalschnitt im Spalier zunehmend an Bedeutung.

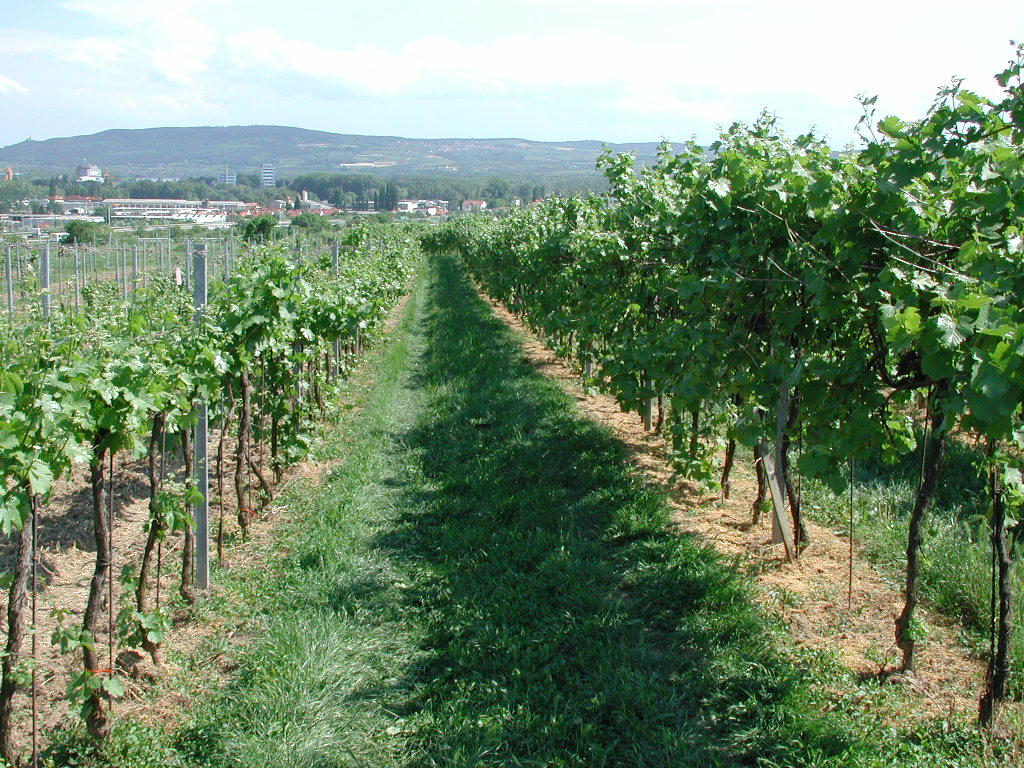
Laubflächenentwicklung: Links Hochkultur, rechts Minimalschnitterziehung
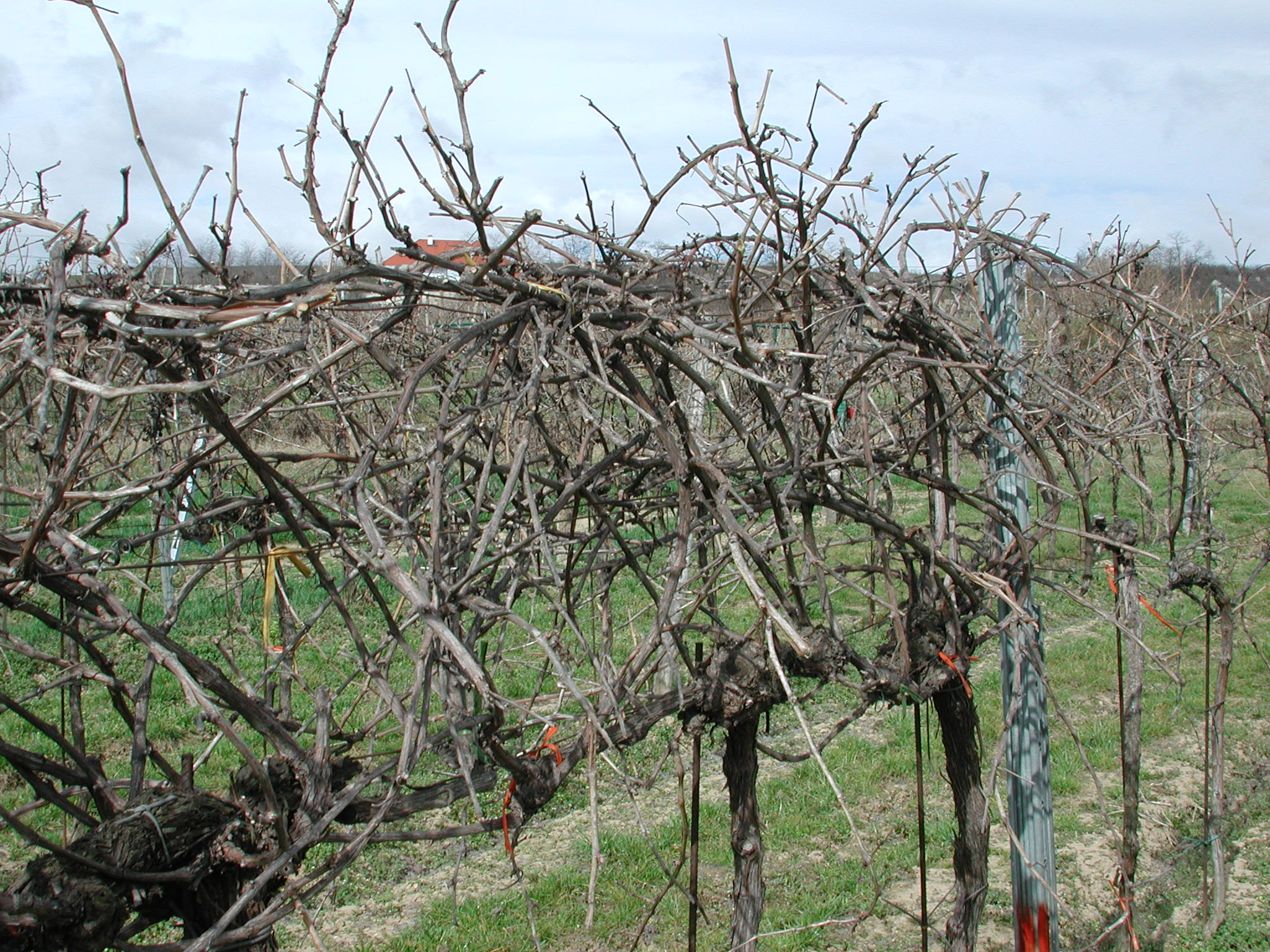
Junges und altes Holz – Winter
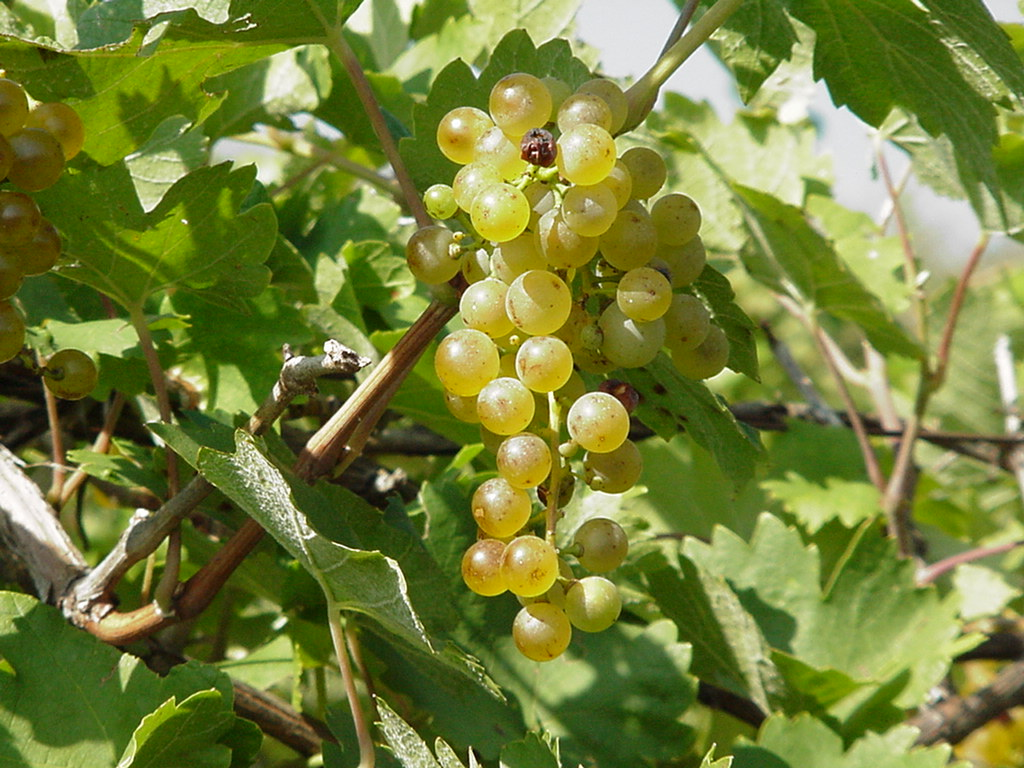
Grüner Veltlinertraube von einer Minimalschnitterziehungsanlage
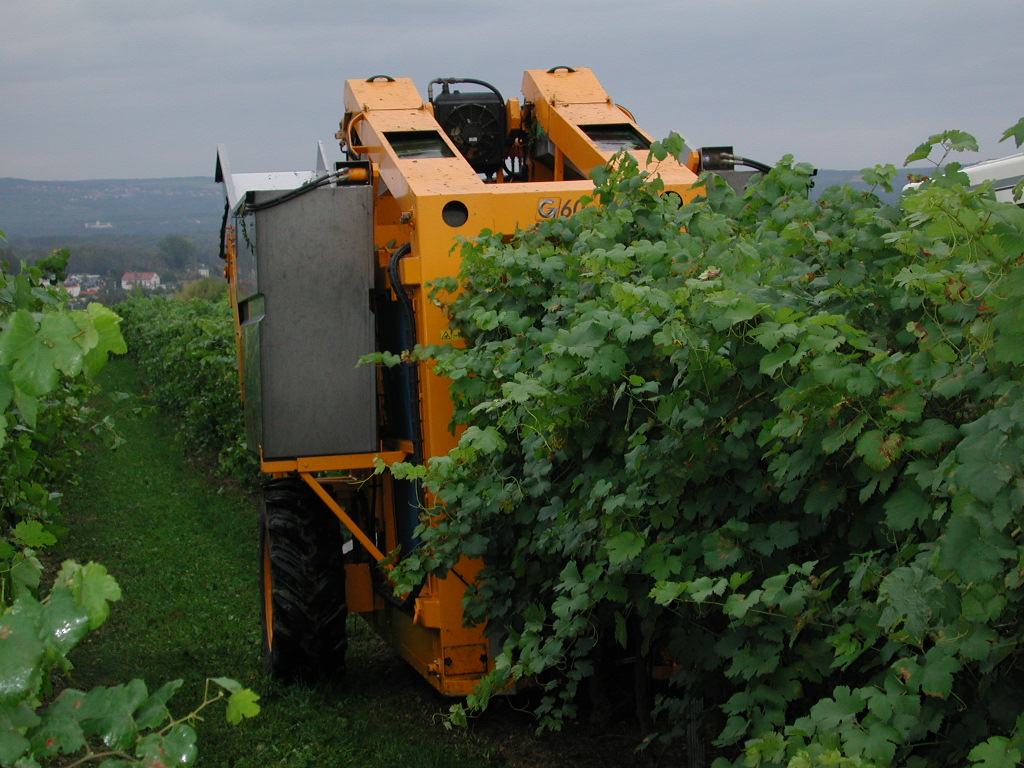
Traubenernter in einer Minimalschnitterziehung

#### Minimalschnitt-Spaliererziehung
Diese in Deutschland zunehmend verwendete Minimalschnittvariante ist eine für den Winzer leichter zu akzeptierende Erziehung, als die eigentliche Minimalschnitterziehung mit ihren breiten Reihen. Bei dieser Erziehung bleibt der vorhandene Drahtrahmen der Spaliererziehung (2 m Reihenabstand) erhalten. Auch vom Aussehen entspricht sie weitgehend der Spaliererziehung.
Bei der Umstellung wird das Altholz auf den gesamten Drahtrahmen gut verteilt und befestigt. Gegenüberliegende Spanndrähte müssen gut zusammengeheftet werden. Gegenüber der Spaliererziehung entfallen der händische Rebschnitt, die Binde- und Heftarbeiten vollständig. Im Winter ist ein maschineller Rebschnitt notwendig, damit das „Spalier“ in der Form erhalten bleibt. Während der Vegetationszeit wird mit ein bis zwei Laubschnitten das System in Form gehalten. Mit dieser Vorgangsweise ist der Durchmesser der Laubwand nicht so groß wie bei der Minimalschnitterziehung mit 3 m Reihenabstand. Das ermöglicht einen besseren Einsatz eines Traubenvollernters zur Traubenausdünnung. Damit kann das Problem, der oft sehr hohen Erträge von Minimalschnittanlagen, besser reguliert werden. Auf der Laubwand entwickeln sich sehr viele, aber kleine Trauben auf kurzen Trieben. Mit dem unterschiedlichen Abstand vom Boden ergeben sich feststellbare Reifeunterschiede und wenn nicht ausgedünnt wird eine Reifeverzögerung von 6 bis 12 Tagen. Dies ist im Zuge der Klimaerwärmung nicht negativ zu sehen.

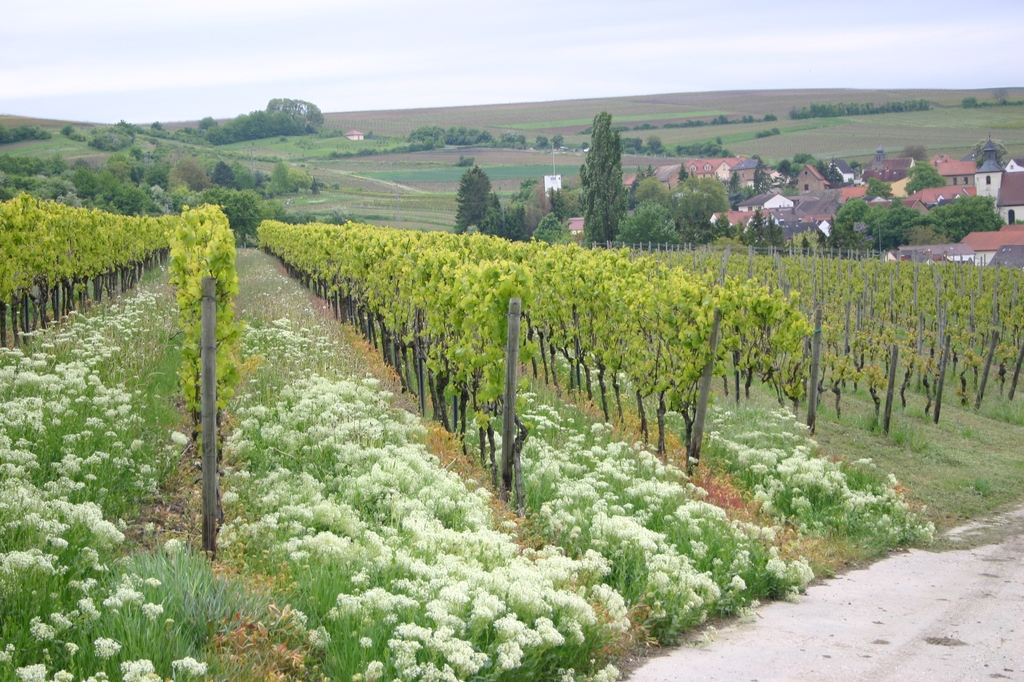
Minimalschnitt-Spaliererziehung nach dem Austrieb
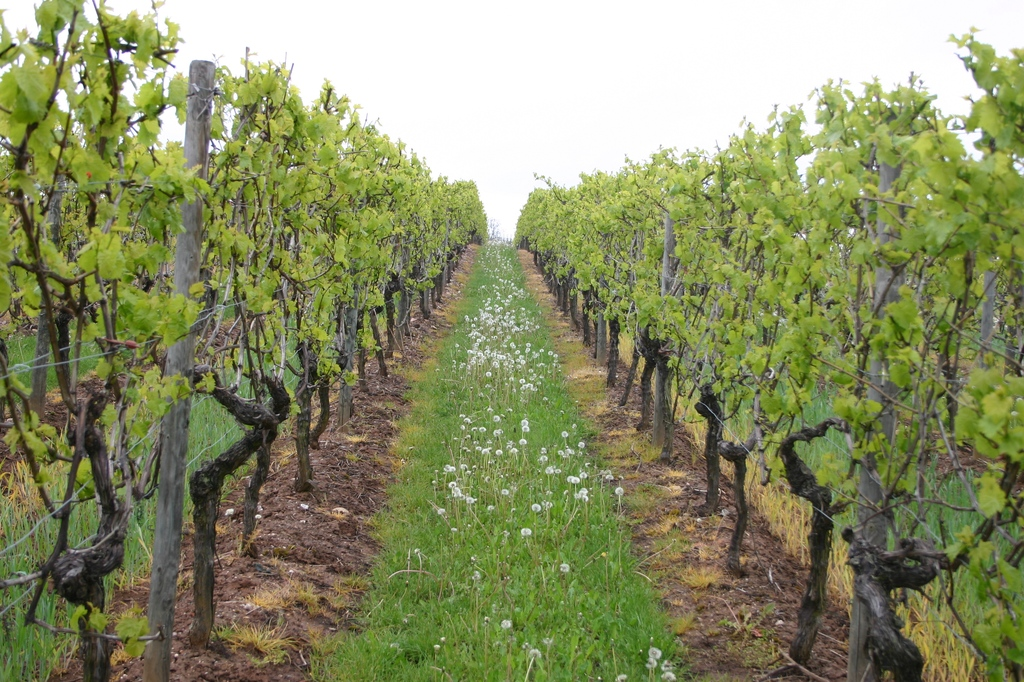
Minimalschnitt-Spaliererziehung nach dem Austrieb – Blauer Portugieser
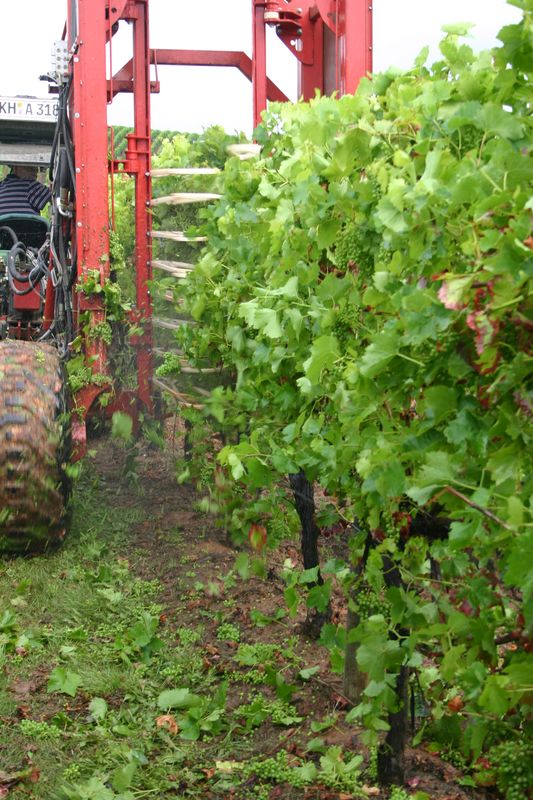
Vollernterausdünnung über die gesamte Laubwand, für diese Erz. wichtige Mengenregulation
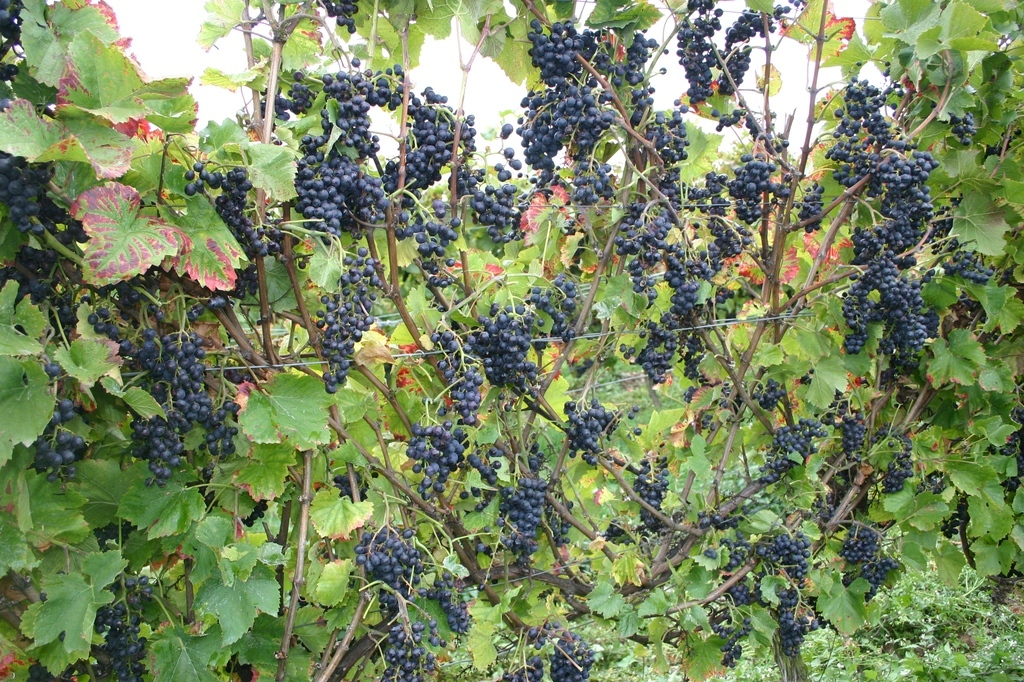
Blauer Burgunder – Lockere Traubenverteilung über die gesamte Laubwand

#### Minimalschnitt-Kordonerziehung
In Australien liefen die ersten Versuche mit dem Minimalschnitt an Rebanlagen, die bis dahin auf Zapfen (Kordon-Schnitt) geschnitten waren. Daher nannte Peter Clingeleffer sein Verfahren des Minimalschnitts anfangs MPCT (Minimal Pruning of Cordon Trained Vines). Bei der Neuanlage eines Minimalschnittweinbergs wird immer noch ein meist zwei-armiger horizontaler Kordon auf einem Draht aufgebaut. In küstennahem Gebieten wie Coonawarra oder Padthaway mit einer überwiegenden Nord-Süd-Zeilung der Reihen kommt es bei starken Westwinden leicht zu einem Abknicken des Kordon, weshalb dort mit zwei Drähten im Abstand von ca. 30 cm übereinander gearbeitet wird. Im ersten bzw. zweiten Standjahr wird der Kordon auf dem unteren Draht aufgebaut und im Folgejahr dann der auf dem oberen Draht. Der Kordon auf dem unteren Draht verkahlt durch die starke Beschattung des darüber liegenden Kordons und stirbt ab, weshalb in weniger windigen Gebieten darauf verzichtet wird. Der Begriff MPCT ist weitgehend durch Minimalschnitt (minimal pruning) ersetzt worden. Gelegentlich wechseln Betriebe vom Minimalschnitt wieder zu einem starken mechanischen Rückschnitt, dies sollte nicht mit MPCT verwechselt werden. In Australien bezeichnen viele Betrieb diesen Form des maschinellen Rückschnitts meist mit großen Kreissägeblättern im Front- oder Seitenanbau 'Box-Cut', da das verbliebene Altholz einen rechteckigen Querschnitt aufweist, wie eine Schachtel.

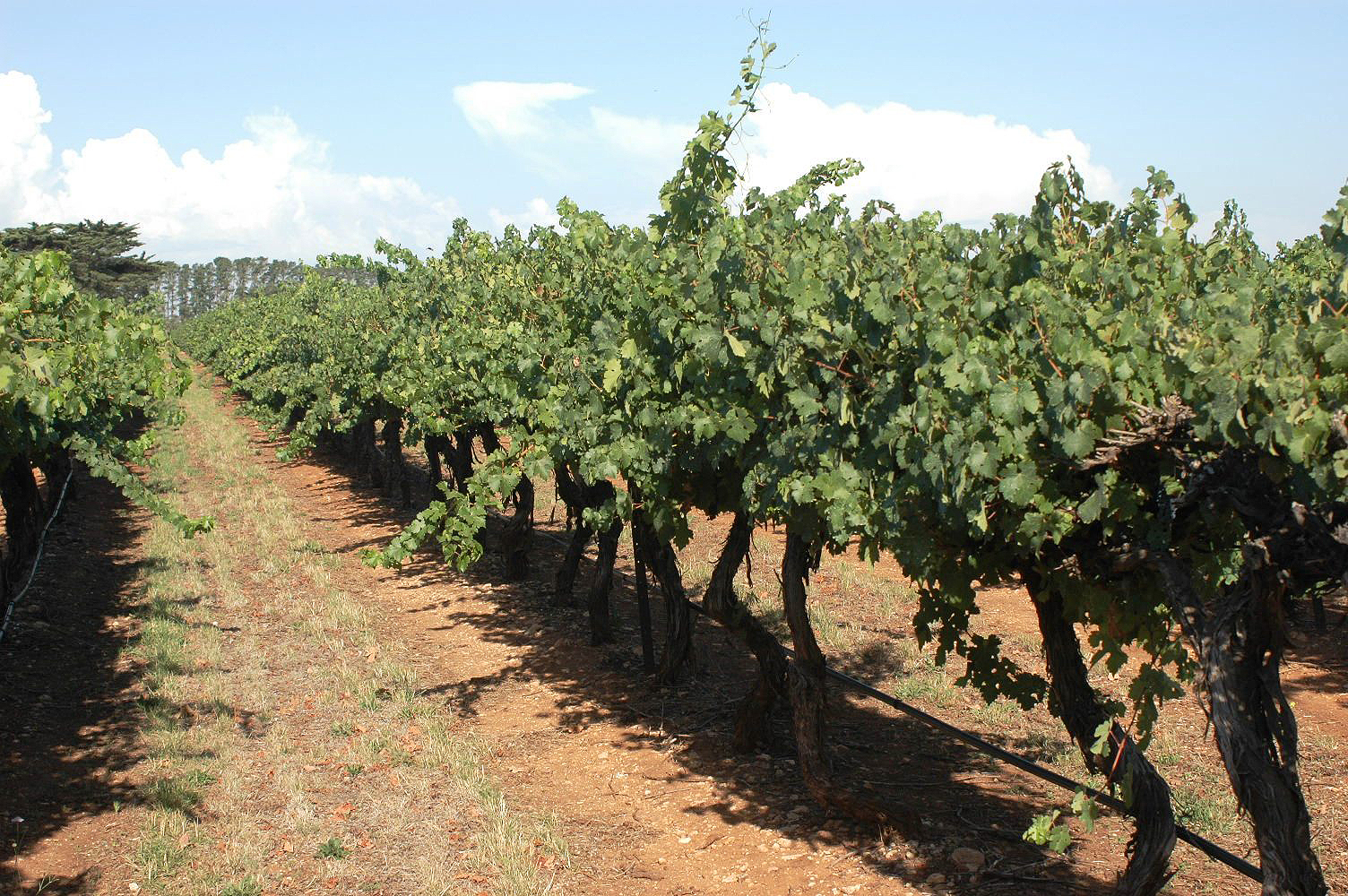
Weingarten in Australien welcher nur mechanisch geschnitten wird
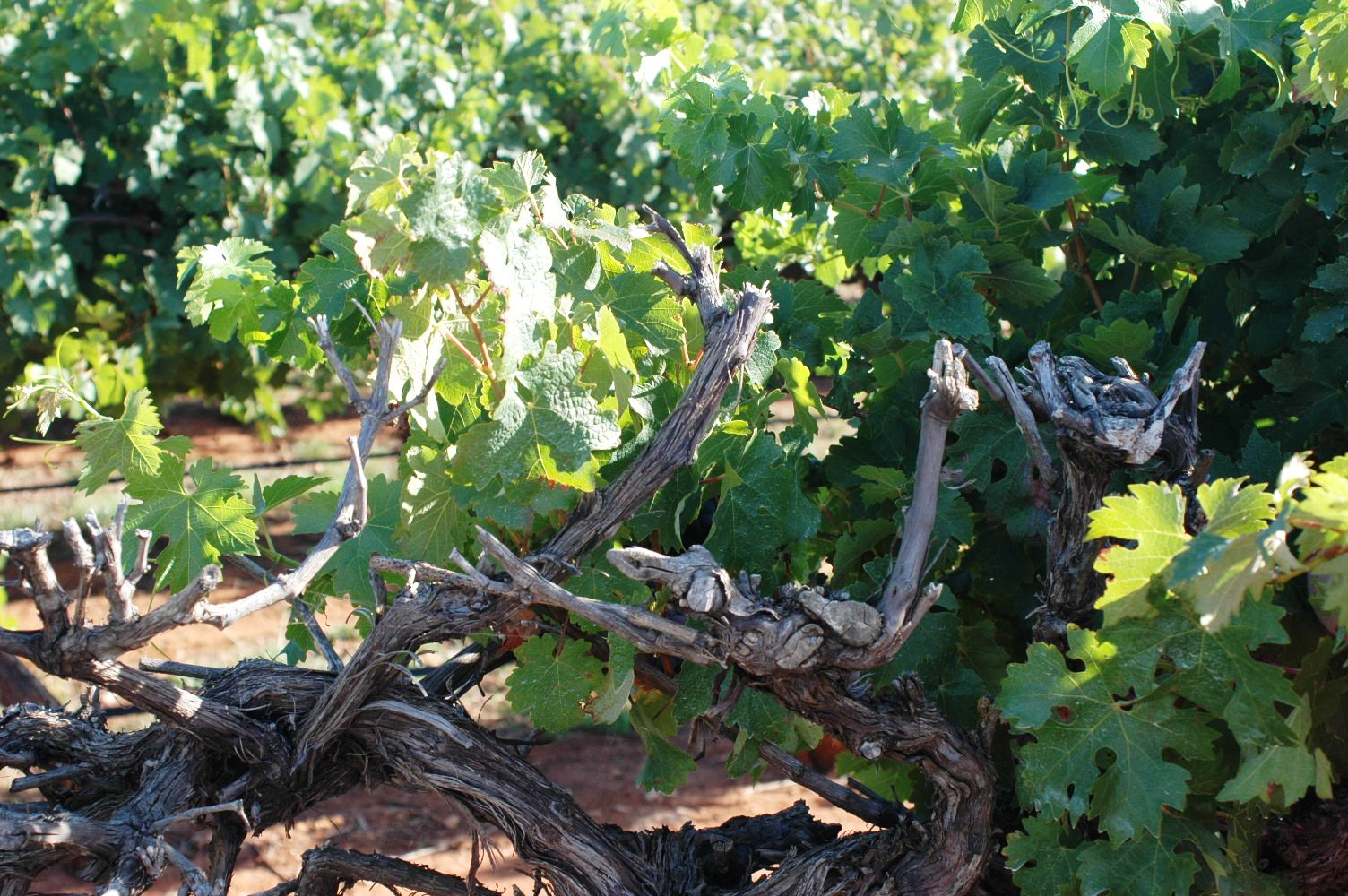
Bei diesen beschädigten Stock kann man den maschinellen Winterschnitt erkennen – Australien

#### Mittelhohe Kordonerziehung
Als Unterstützung wird nur ein einzelner, zwei, drei oder vier Drähte, der unterste in 70 cm Höhe, gespannt. Ausgehend vom Stamm wird ein Kordon auf dem Draht erzogen. Die Sommertriebe entwickeln sich in alle Richtungen. Bodennähe der Triebe setzt voraus, dass in der Traubenreifezeit niederschlagsfreie Witterung herrscht. Diese Form der Unterstützung ist in Südafrika, Australien und Amerika verbreitet.
Die Sommertriebe werden nicht eingeschlauft, sondern hängen mehr oder weniger frei und beschatten die Traubenzone. Dieser Beschattungseffekt ist gewünscht, da die Sonneneinstrahlung in den angegebenen Ländern meist zu intensiv ist und es zu Sonnenbrandschäden an den Trauben kommt. Von Sonnenbrandschäden sind meistens Weißweinsorten betroffen. In dieser Form wird dieses System in der gemäßigten Klimazonen (40–50° nördliche Breite) nicht angewendet.

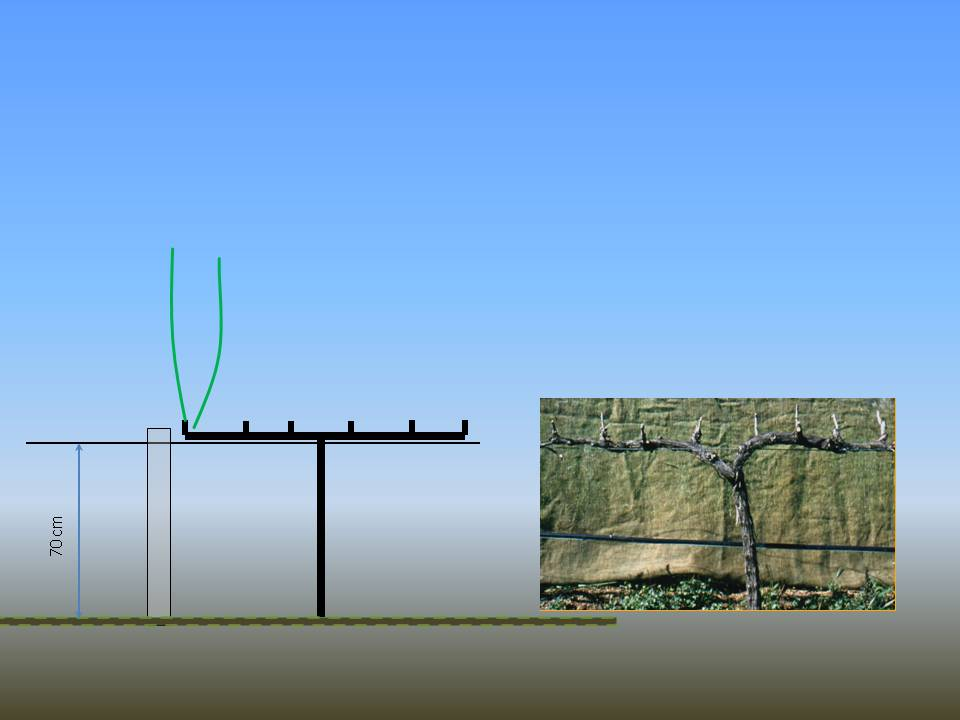
Schematische Darstellung, ein Spanndraht mit Kordon
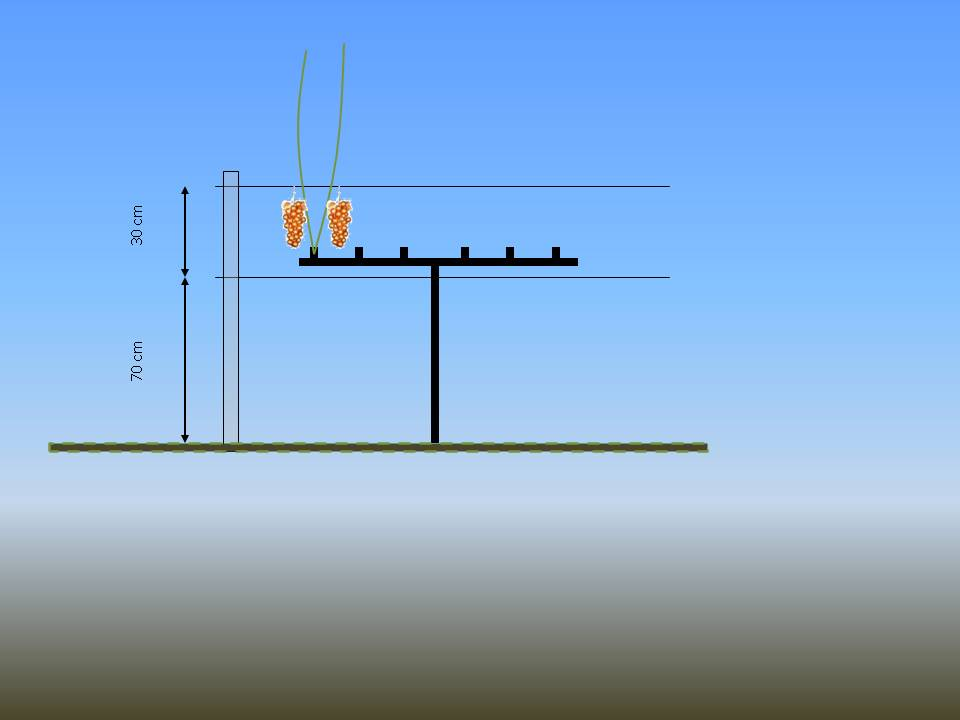
Schematische Darstellung – Kordon – zwei Spanndrähte
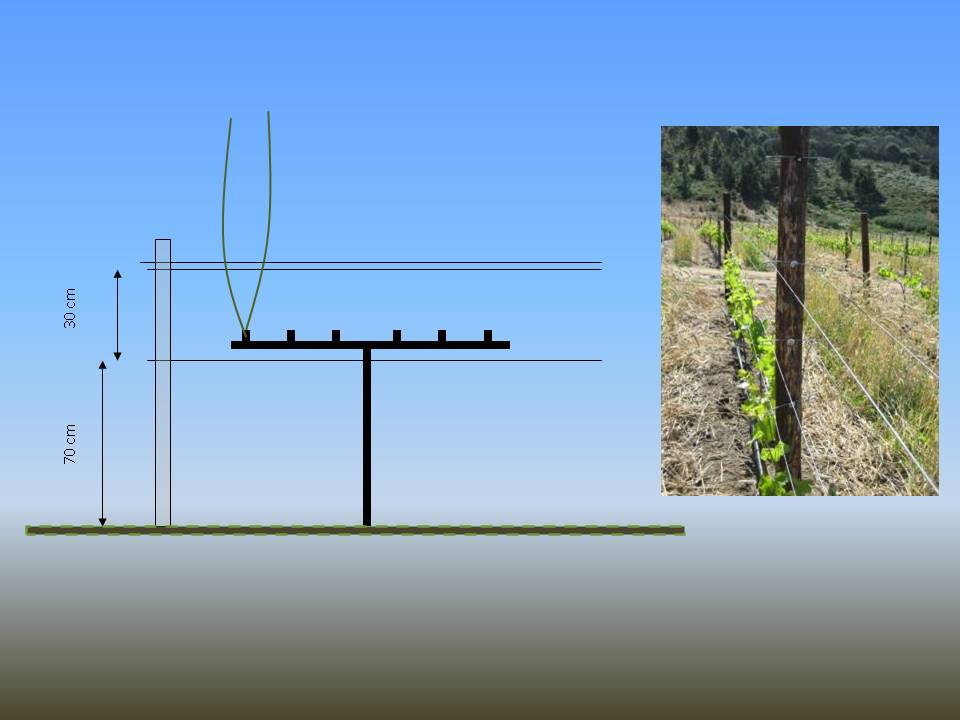
Schematische Darstellung des Stockaufbaues mit Kordon – drei Spanndrähte
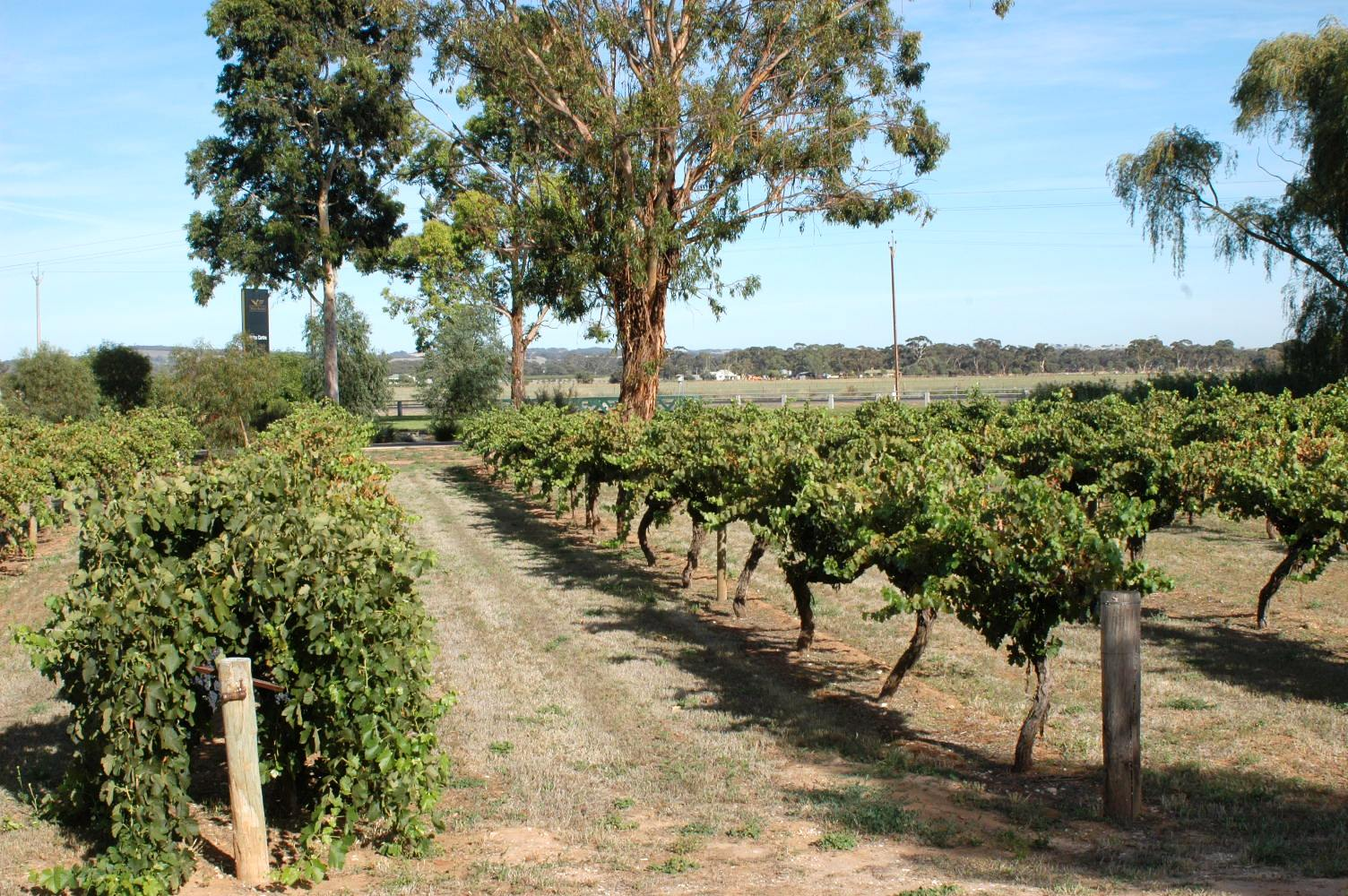
Rebenerziehung bzw. Unterstützung mit einem Spanndraht – Australien
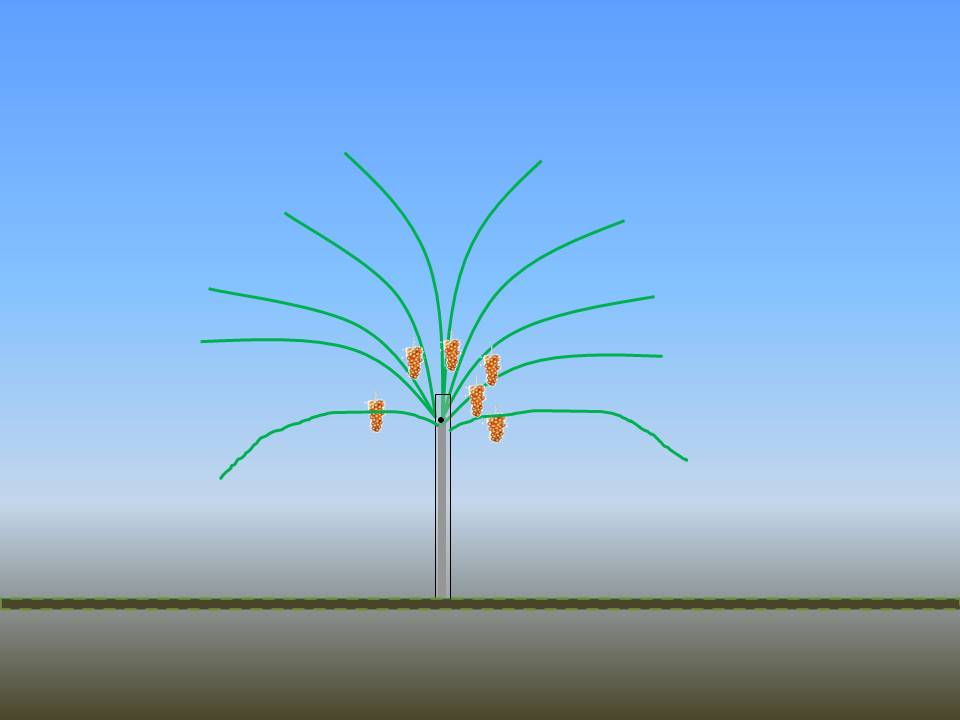
Triebverteilung bei Verwendung eines Spanndrahtes (schwarzer Punkt)
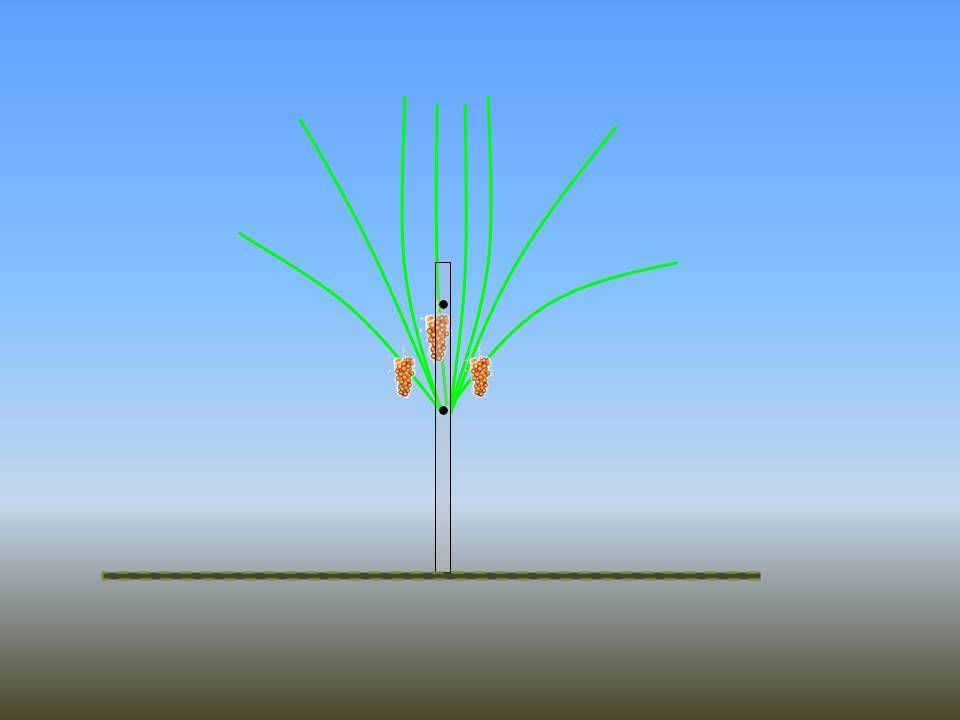
Triebverteilung bei zwei Spanndrähten (schwarze Punkte)
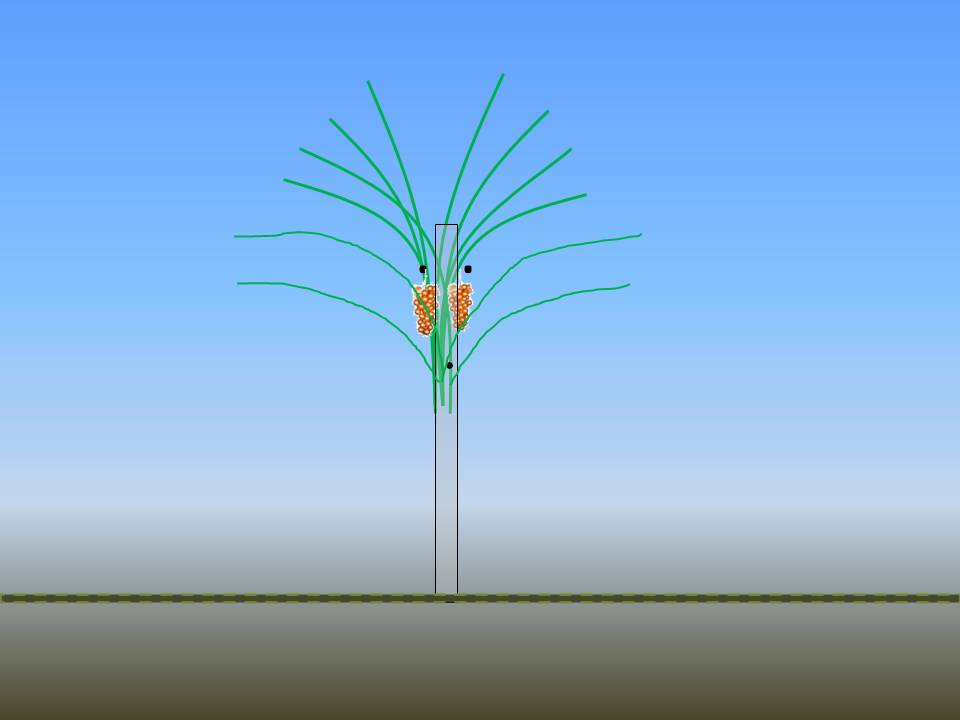
Triebverteilung bei drei Spanndrähten (schwarze Punkte)
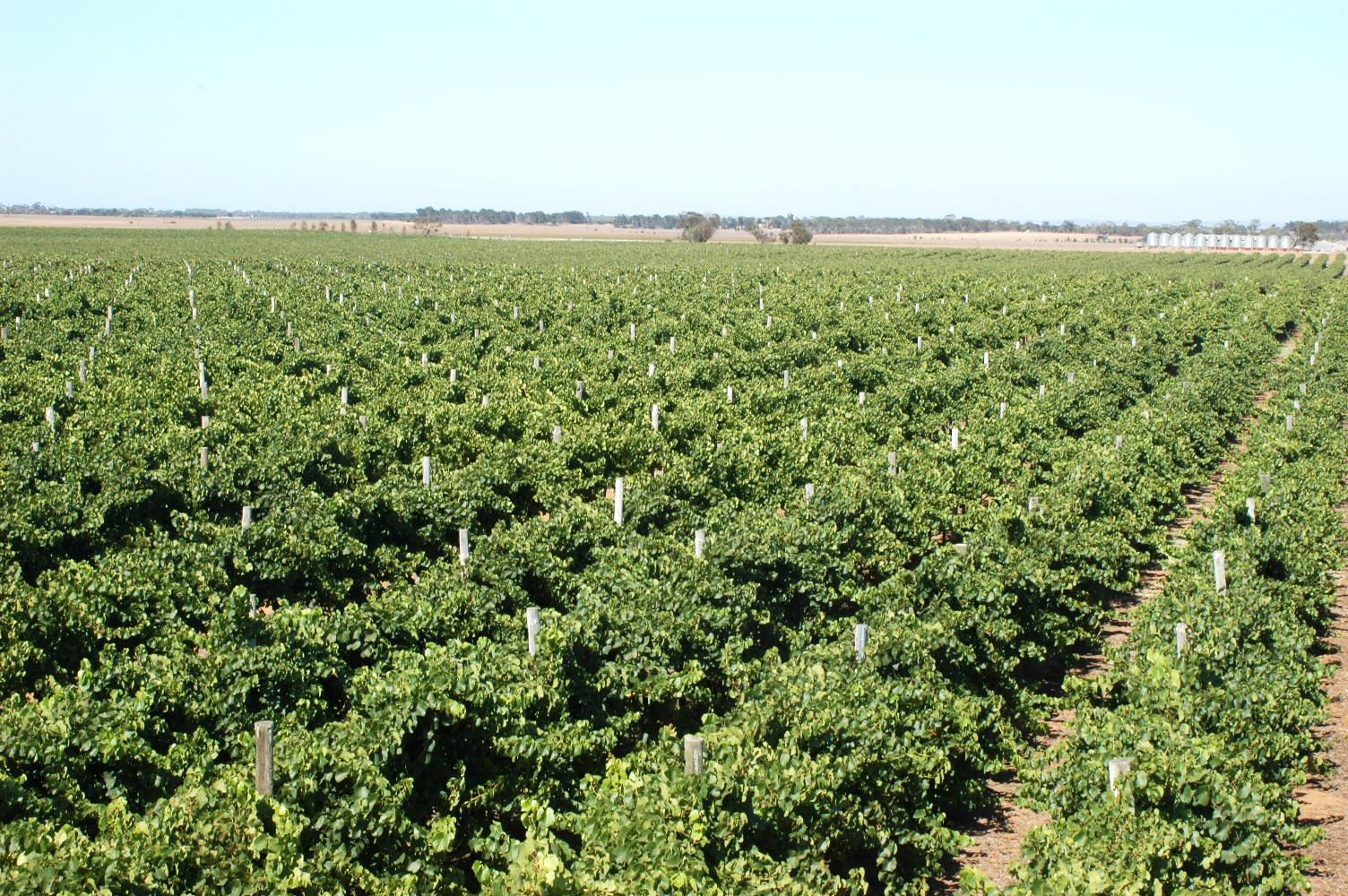
Verteilung der Sommertriebe in einem Weingarten in Australien

### Erziehungssysteme für Tafeltrauben
Bei der Tafeltraubenerzeugung müssen die Erziehungssysteme anderen Erfordernissen entsprechen, als jene bei der Keltertraubenproduktion. Vorrangiges Ziel der Erziehung ist, dass die Trauben frei hängen und in angenehmer Arbeitshöhe alle Pflegearbeiten (Laubarbeit, Traubendesign, Traubenernte) leicht durchzuführen sind.

#### Anforderungen
Die Jahrestriebentwicklung soll so gestaltet werden, dass die Trauben frei hängen. Eine Formierung der Fruchttriebe in einem Winkel von 45° hat sich als günstig erwiesen. Das Erziehungssystem muss einen sicheren Halt für alle Triebe bis zur Ernte gewährleisten. Ein Abrutschen von Trieben, an denen ein zu hohes Traubengewicht hängt, muss verhindert werden. Für eine gute Fotosyntheseleistung soll ein Blatt/Fruchtverhältnis von 2:1 angestrebt werden, das sind 2 m² Blattfläche für 1 kg Trauben. Eine direkte und andauernde Besonnung der Trauben ist nicht wünschenswert. Halbschatten verringert die Sonnenbrandgefahr. Wünschenswert ist, dass die Trauben möglichst vor direkter Niederschlagsnässe geschützt sind und bei Nässe rasch abtrocknen können. Ein Foliendach kann in niederschlagsreichem Anbaugebiet Abhilfe schaffen. Die händische Ernte soll einfach ausgeführt werden können. Notwendige Pflanzenschutzarbeiten sollen einfach und wirkungsvoll durchzuführen sein.

Für die Tafeltraubenproduktion haben sich spezielle Erziehungssysteme entwickelt. Horizontale und vertikale Erziehungssysteme können auch für die Tafeltraubenproduktion verwendet werden. Wichtig ist, dass die Triebverteilung den Anforderungen der Tafeltraubenerzeugung entspricht.

#### T-, V- oder Y-Erziehungssysteme

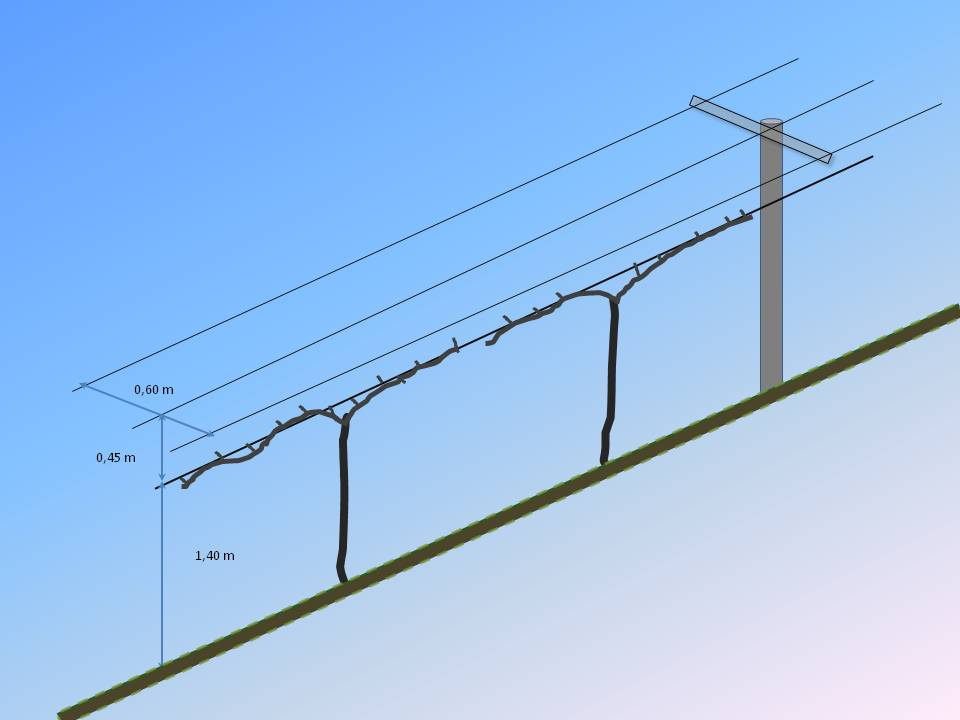
Schematische Darstellung einer T-Erziehung mit Kordon

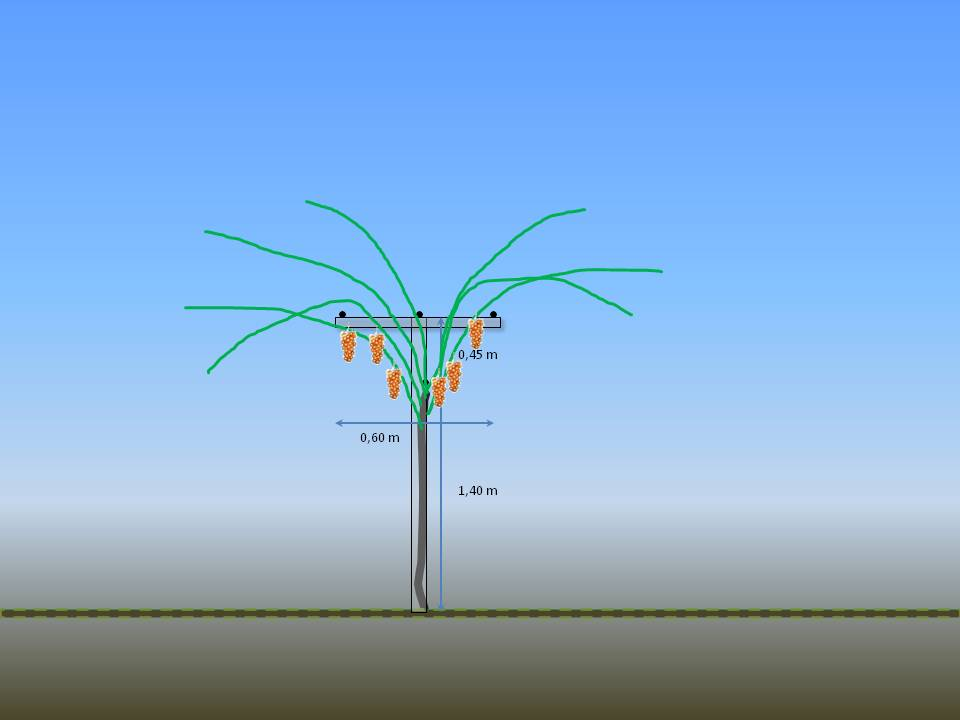
Schematische Darstellung der Triebverteilung einer T-Erziehung mit Kordon

Dabei handelt es sich um gleichartige Systeme, bei denen durch die Schrägstellung der Triebe (45°) die Trauben frei hängen. Weiterer Vorteil ist der Schutz der Trauben vor direkter Sonneneinstrahlung und leichten Niederschlägen durch das darüber befindliche Laubdach. Die V-Stellung der Triebe kann mit waagrechten Querjochen oder V-Jochen erreicht werden. Das Unterstützungsgerüst ist dabei entweder als T, V oder Y ausgeführt. Die V Neigung kann verschieden gewählt werden. Umso offener die V-Form gewählt wird, desto größere Reihenabstände sind erforderlich und die Pflege der Traubenzone wird erschwert. Am günstigsten hat sich eine Schrägstellung der Sommertriebe von 45° erwiesen. Das in einer Höhe von 1,9 m angebrachte Querjoch von ca. 1,10 m (0,8–1,5 m) ist mit Drähten alle 30 cm bespannt. Stammhöhe ist typischerweise 1,40 m. In dieser Höhe und bei 1,60 m befindet sich je ein Biegedraht. Günstig ist es einen Flachboden in der Höhe von 1,90 m zu befestigen. Die sich darauf entwickelnden Triebe verteilen sich dann besser.
In den USA besteht das Erziehungssystem aus einem T-förmigen Unterstützungsgerüst, wobei Spanndrähte zum Halt der Triebe dienen bzw. woran Fruchtholz befestigt wird. Auch in Afghanistan, Südafrika und Saudi-Arabien wird dieses System schon lange verwendet und es handelt sich dort um eine sehr alte Erziehungsform.

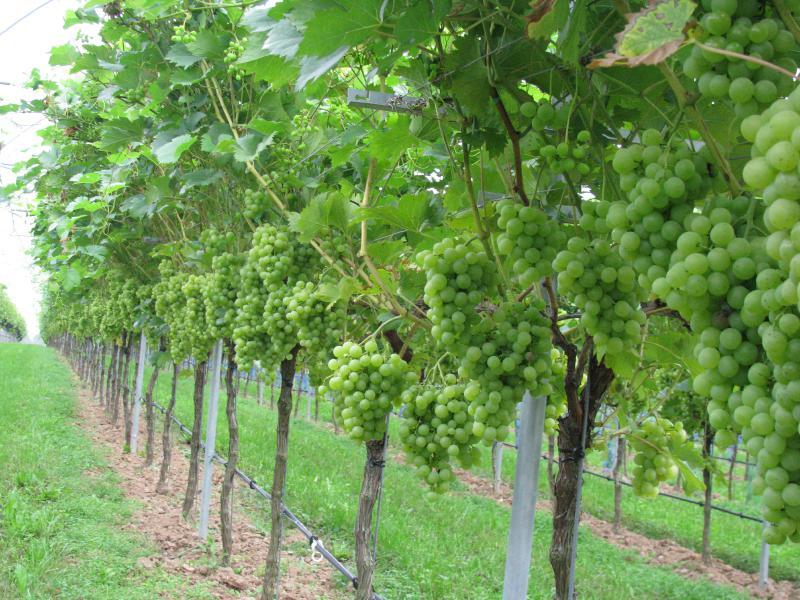
Frei hängende Traubenzone
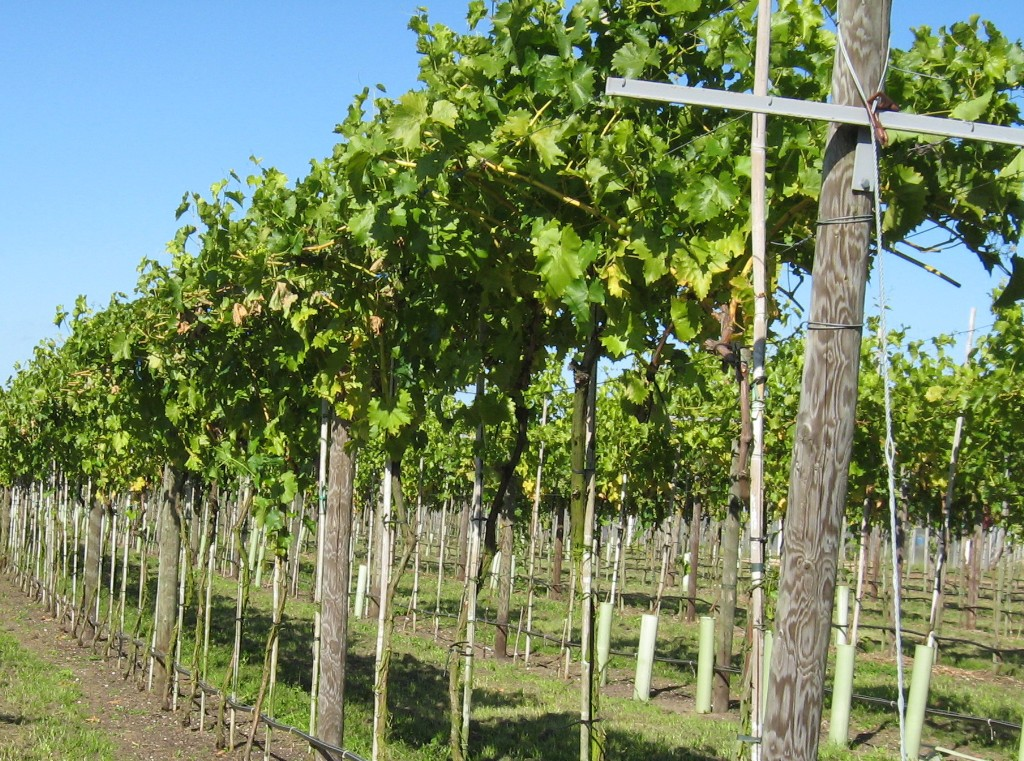
T-Erziehung im Sommer
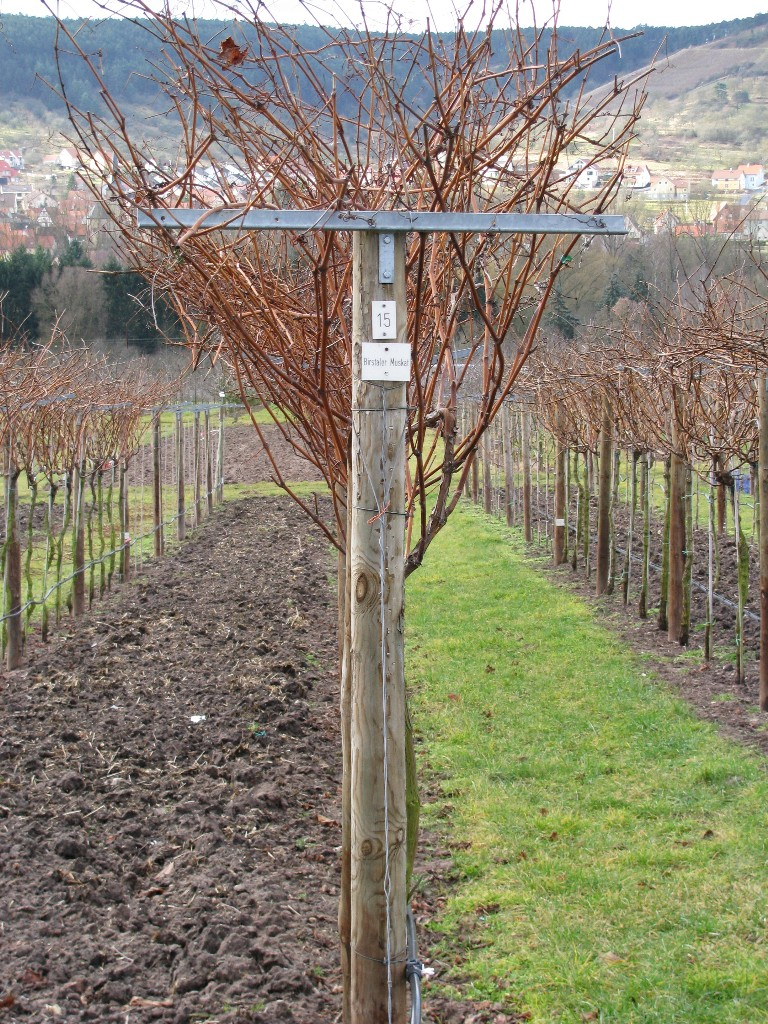
T-Erziehung in der Winterruhe
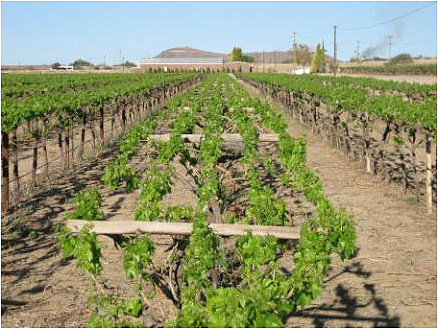
T-Erziehung Südafrika

#### Arenenberger V-System

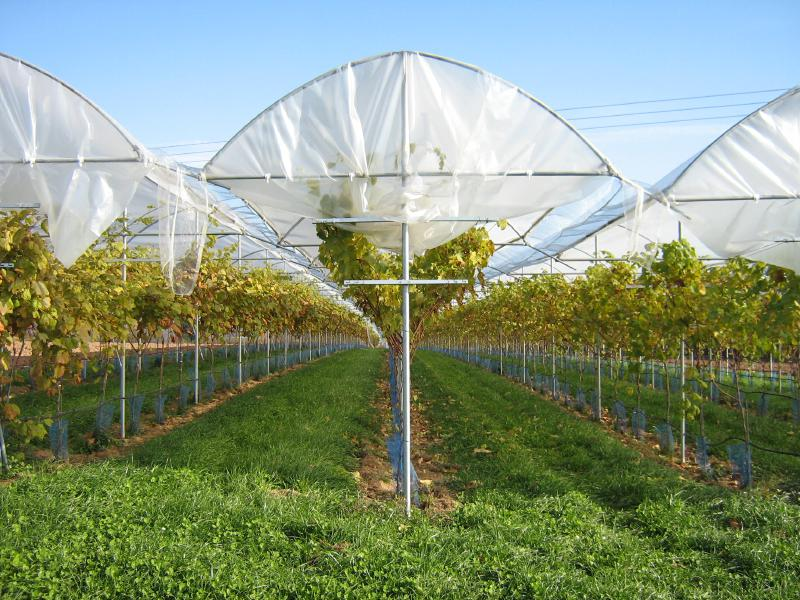
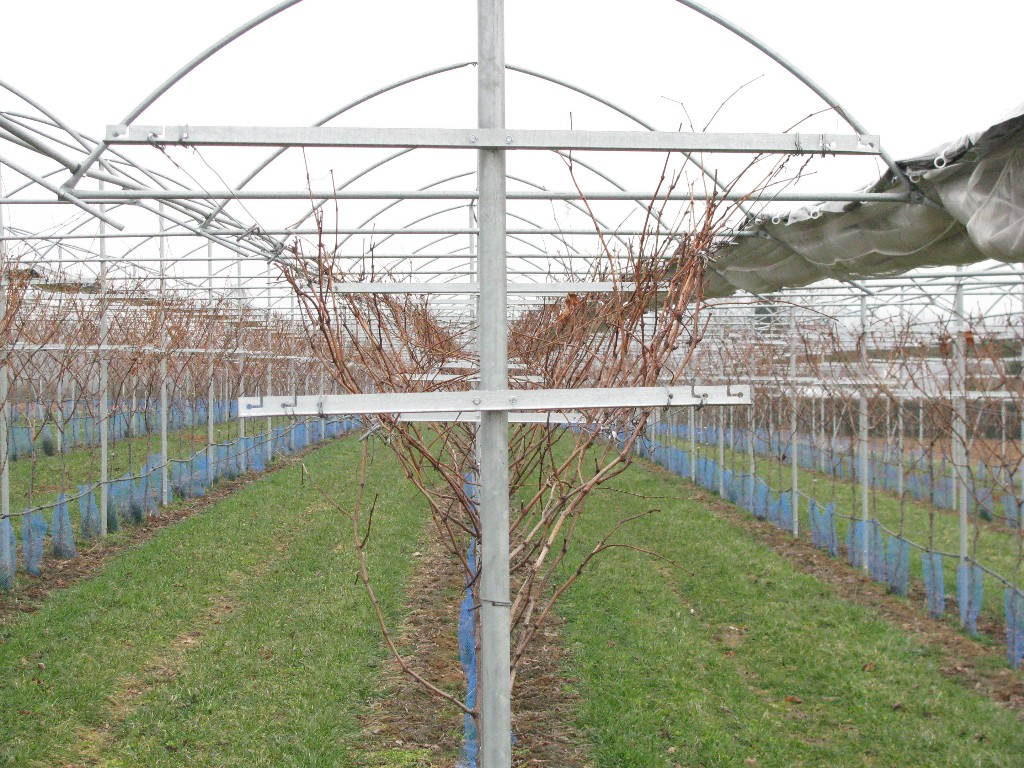

Dieses System wurde in der Schweiz entwickelt und nutzt zwei waagrechte Querjoche (unteres Joch 0,8 m und oberes 1,0 m lang) in einer Höhe von 1,50 und 1,90 m. Diese Querjoche die außen mit Drähten bespannt sind, nehmen die Sommertriebe auf. Die Stammhöhe beträgt 1,20 m, der Stockabstand 1,20–1,70 m, Zeilenabstand 2,80–3,0 m. Die Sommertriebe müssen in mehreren Durchgängen angeheftet werden, sonst rutschen diese nach unten. Das Arenenberger-System wird komplett mit Überdachung angeboten.

#### Y-Erziehung

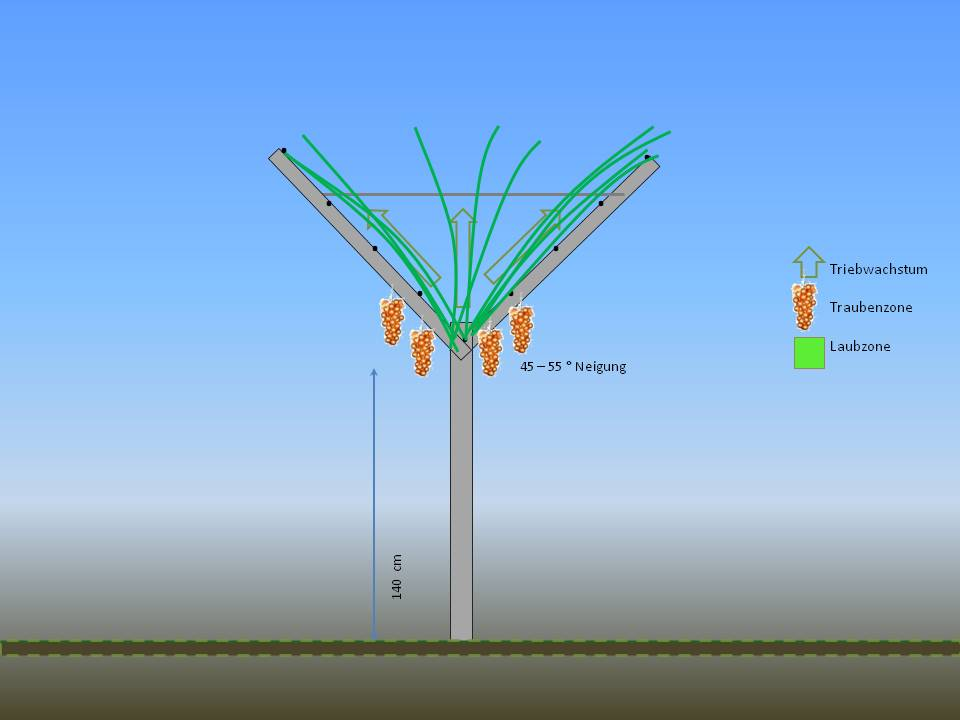
Schematische Darstellung der Y-Erziehung

Die Triebe wachsen nach oben in ein Y-förmiges Drahtrahmengerüst. Die Form wird in verschiedenen Varianten, meist mit unterschiedlicher Winkelstellung, errichtet.

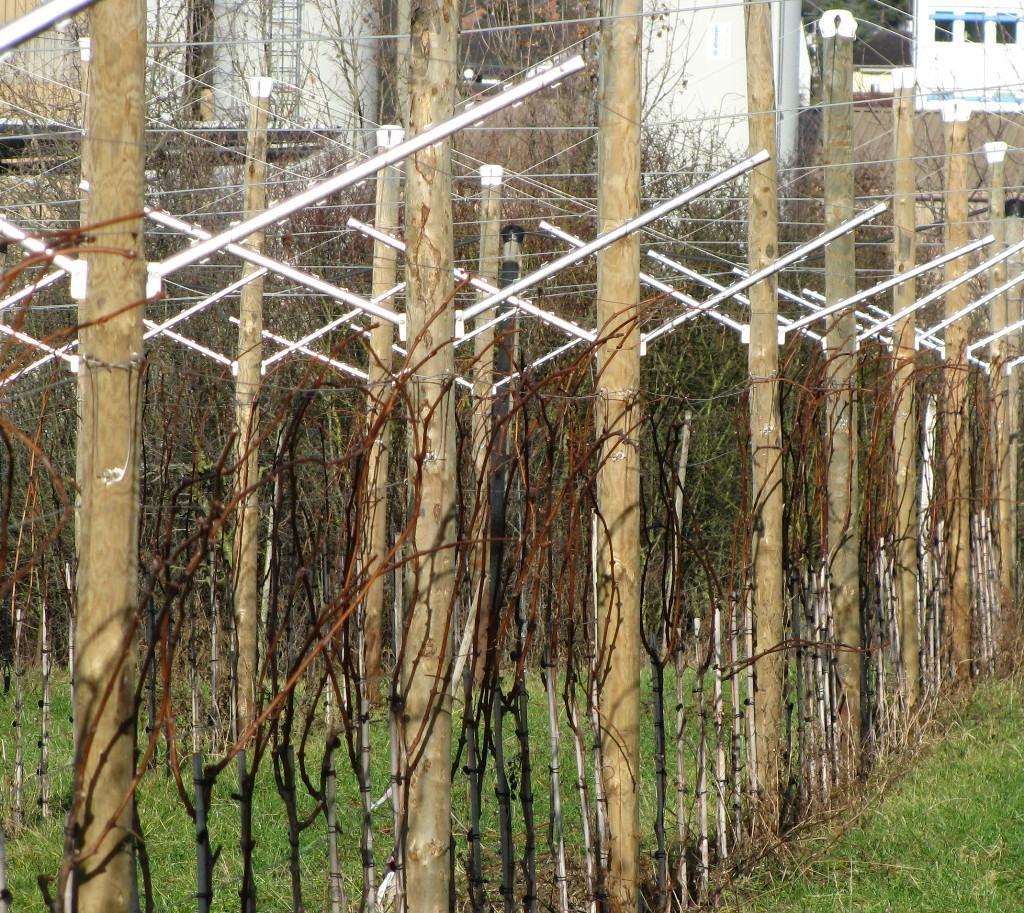
Y-Erziehung im Winter
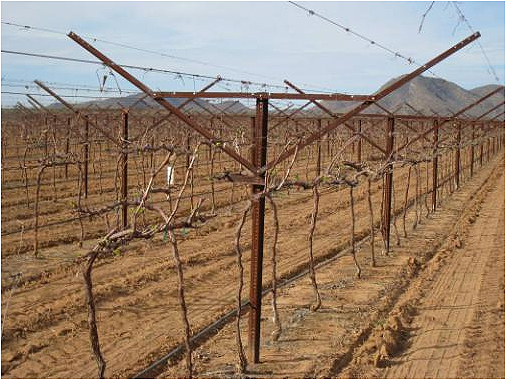
Y-Erziehungsgerüst in Mexiko
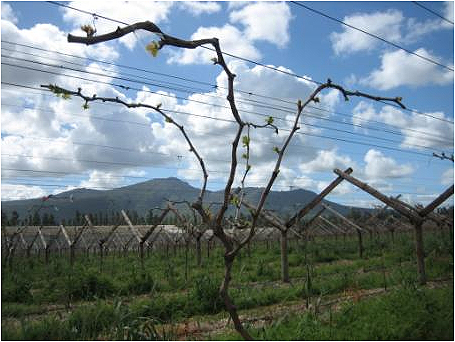
Anschnitt von langen Fruchtruten in Südafrika

#### Engelhart Tafeltraubenerziehung

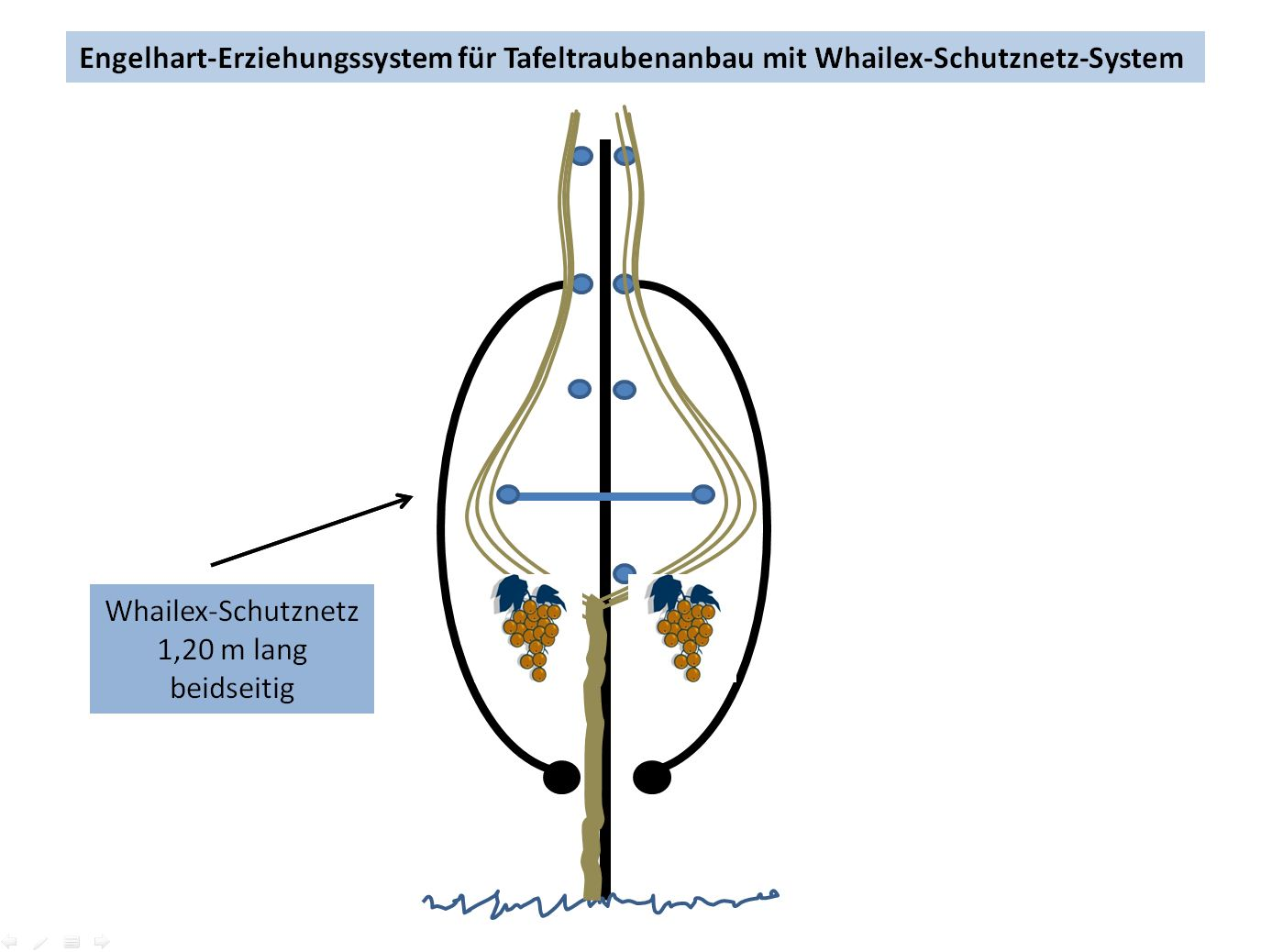
Schema der Engelhart Erziehung (Formierung der Triebe während der Vegetationszeit)

Dieses spezielle Erziehungssystem für Tafeltrauben wurde von Josef Engelhart an der Bayerischen Landesanstalt für Weinbau und Gartenbau in Veitshöchheim entwickelt, ausgehend von der Rautenerziehung mit rautenförmig angeordneten Spanndrähten (siehe unten – Bild links). Es besteht aus einem Unterstützungsgerüst mit Pfählen aus Holz oder Metall mit einer Gesamthöhe von 1,90 m. Darauf sind 40 cm breite Querjoche aus Metall angebracht. Der Biegedraht für den Flachbogen wird mit einem Abstand vom Boden in 90 cm Höhe angebracht (Stockabstand je nach Sorte 1,00 bis 1,50 m). 15 cm über dem Biegedraht wird das 40 cm breite Joch befestigt (mit je einem Draht rechts und links). Über dem Joch werden 3 Heftdrahtpaare im Abstand von ca. 25 cm angeordnet.
Die Triebe werden im Mai/Juni abwechselnd einer rechts, einer links im 45°-Winkel nach oben geführt und hin und wieder geheftet. Im Juli/August kann oben der Laubschnitt durchgeführt werden. Die Trauben hängen durch die 45°-Triebneigung schön frei und können durch ein Schutznetz vor Hagel, Vögel und weitestgehend vor Wespen geschützt werden.

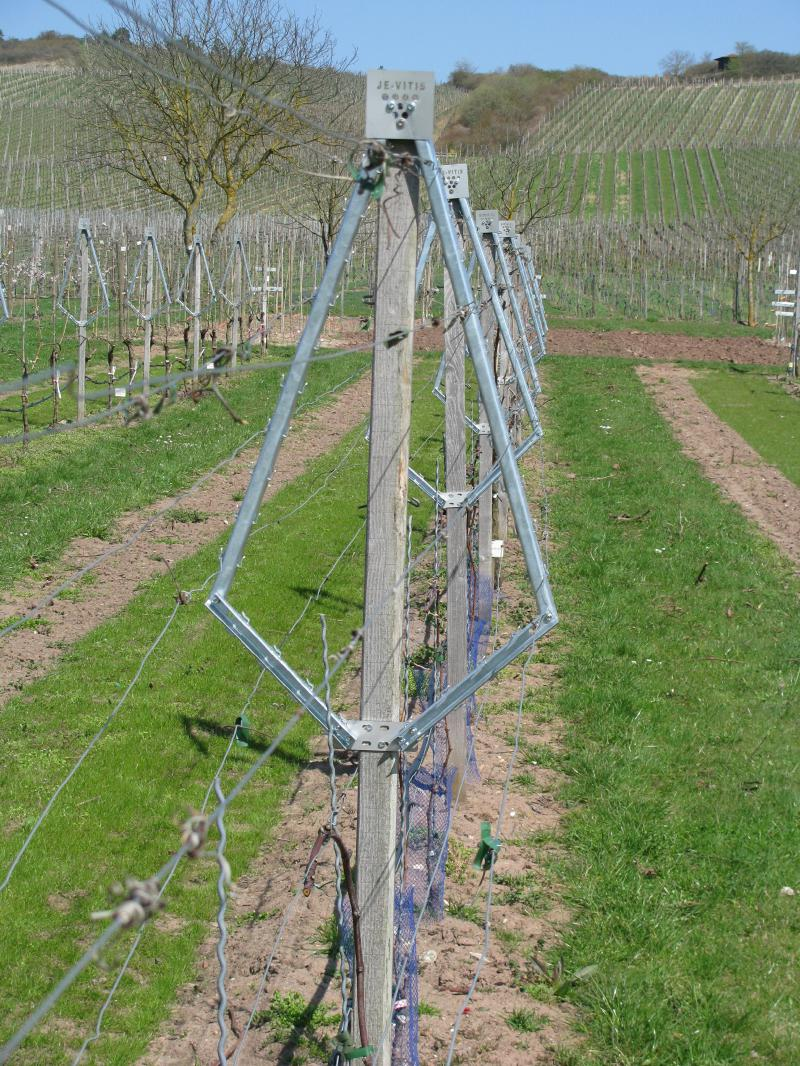
Rautenerziehung mit 40 cm Breite
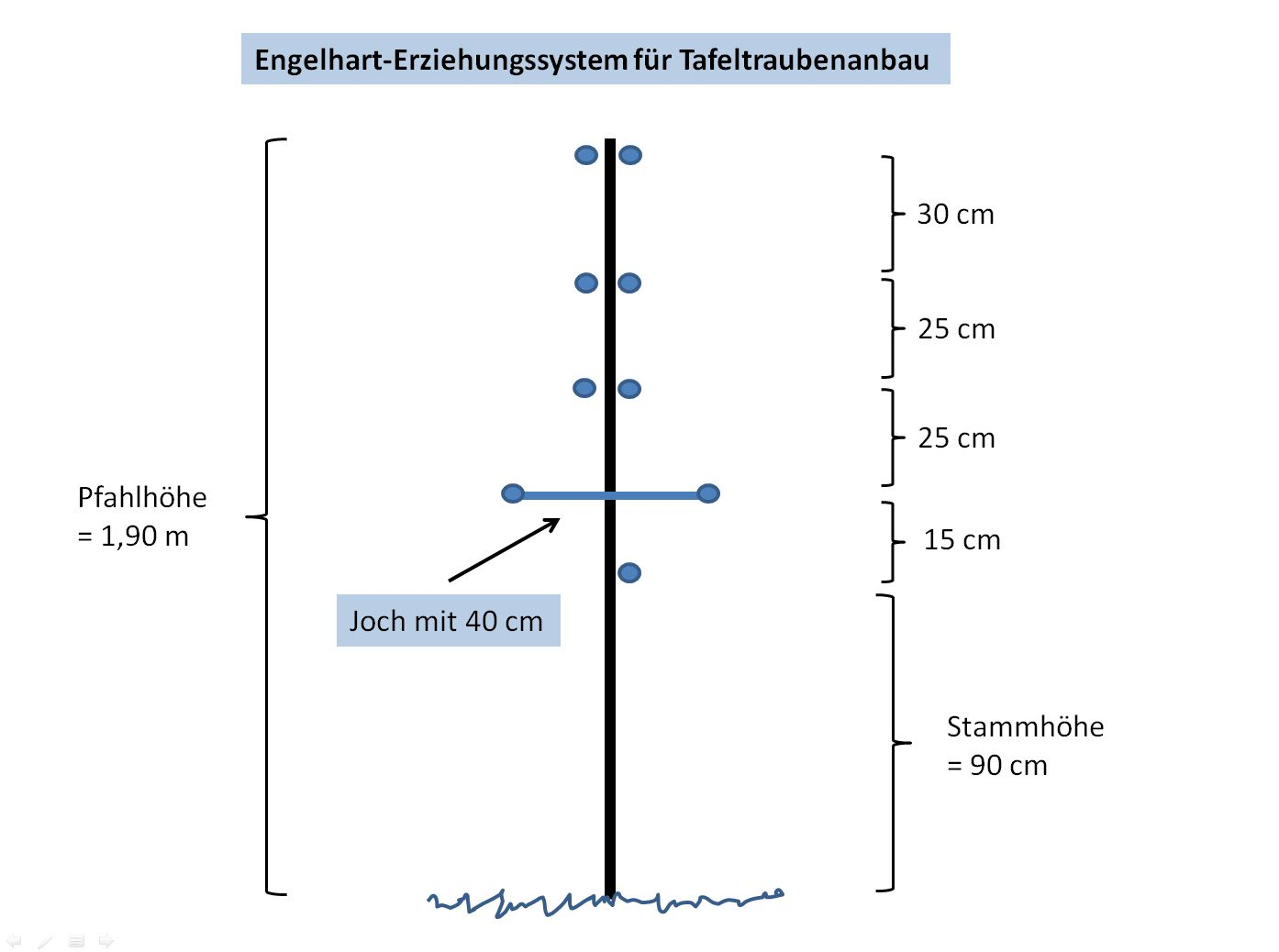
Unterstützungsgerüst der Engelhart Tafeltraubenerziehung
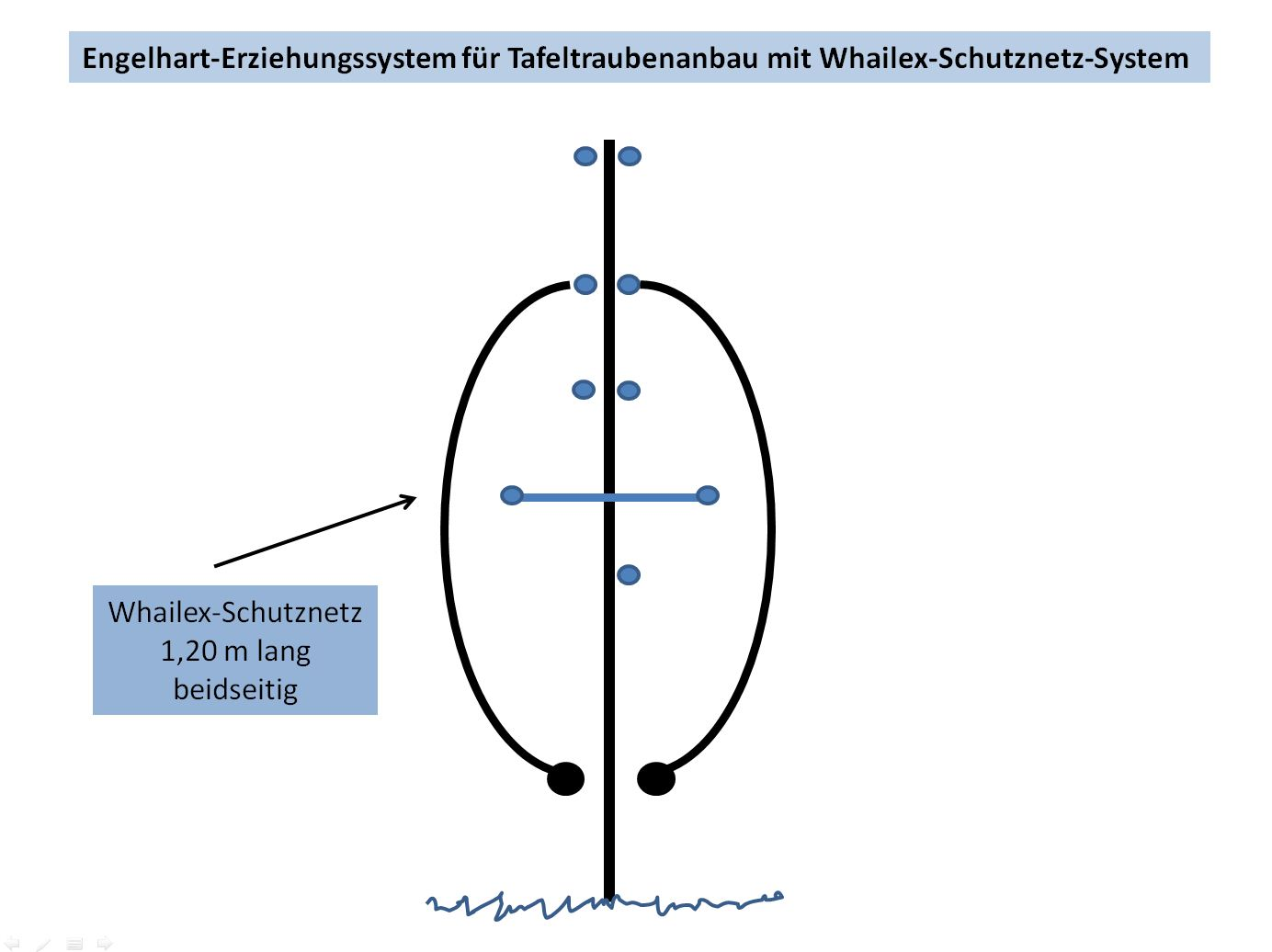
Das Schutznetz wird von unten nach oben aufgerollt
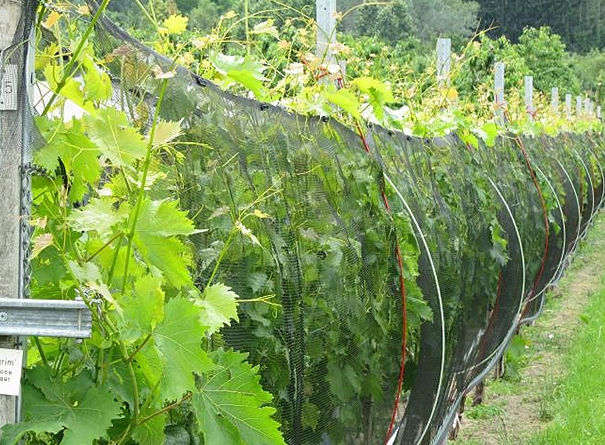
Netz schützt die Traubenzone und die Blätter vor Hagelschlag

#### Schrägdacherziehung (Pultdacherziehung)

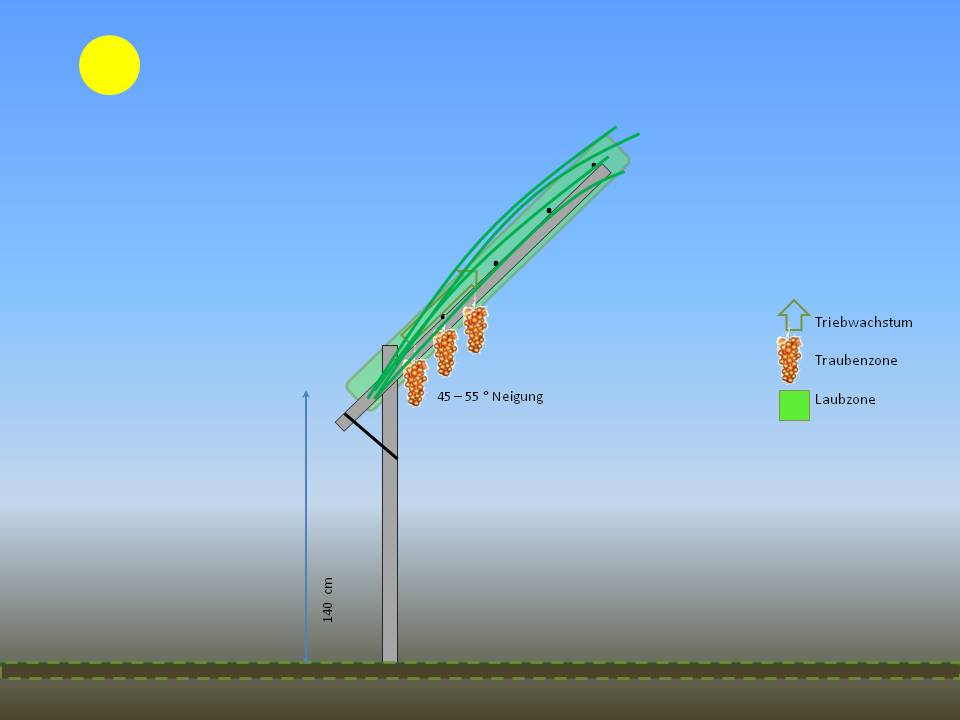
Schematische Darstellung einer Schrägdacherziehung

Diese hohe Erziehung, eine Abwandlung der Y-Erziehung, hat ein Unterstützungsgerüst, bei dem die Triebe ab einer Höhe von 1,4 bis 1,5 m, auf einem Schrägdach von 1,2 m, mit einem Winkel von 45 bis 50°, formiert werden. Die Sonneneinstrahlung erreicht die schräge Laubwand senkrecht. Die darunter befindlichen Trauben befinden sich im Laubschatten und können dort gut erreicht werden. Das System wird für die Produktion von Tafeltrauben verwendet. Durch die Einseitigkeit des Unterstützungsgerüstes ist eine stabile Verankerung, wegen der Windgefährdung, wichtig.

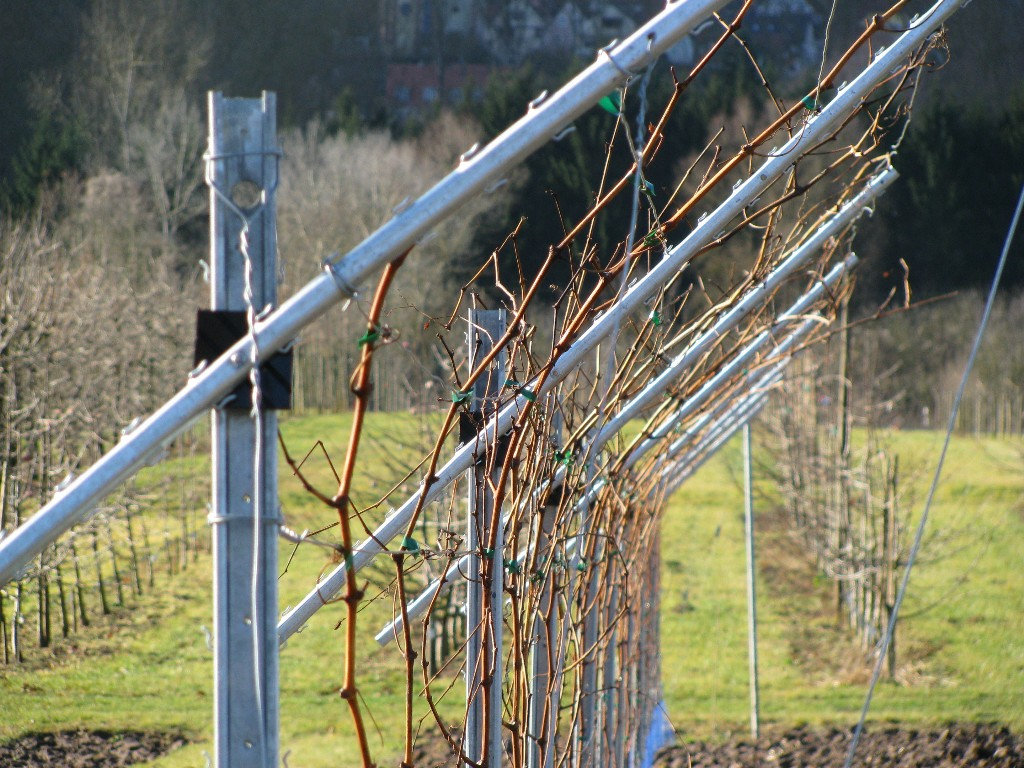
Schrägdacherziehung während der Winterruhe
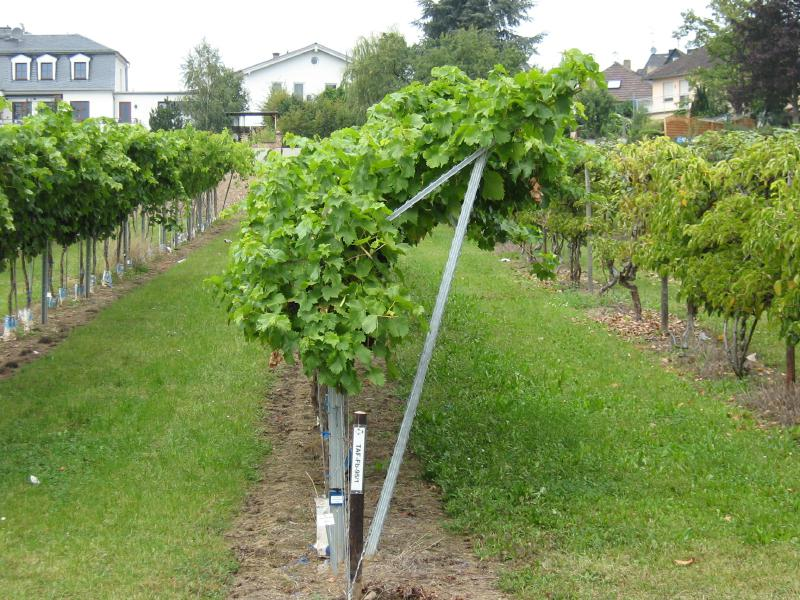
Schrägdacherziehung während der Vegetationszeit in Deutschland
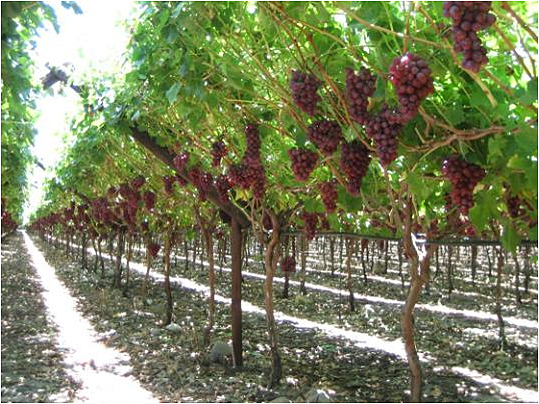
Schrägdacherziehung in Südafrika